# 老绘画陈列馆

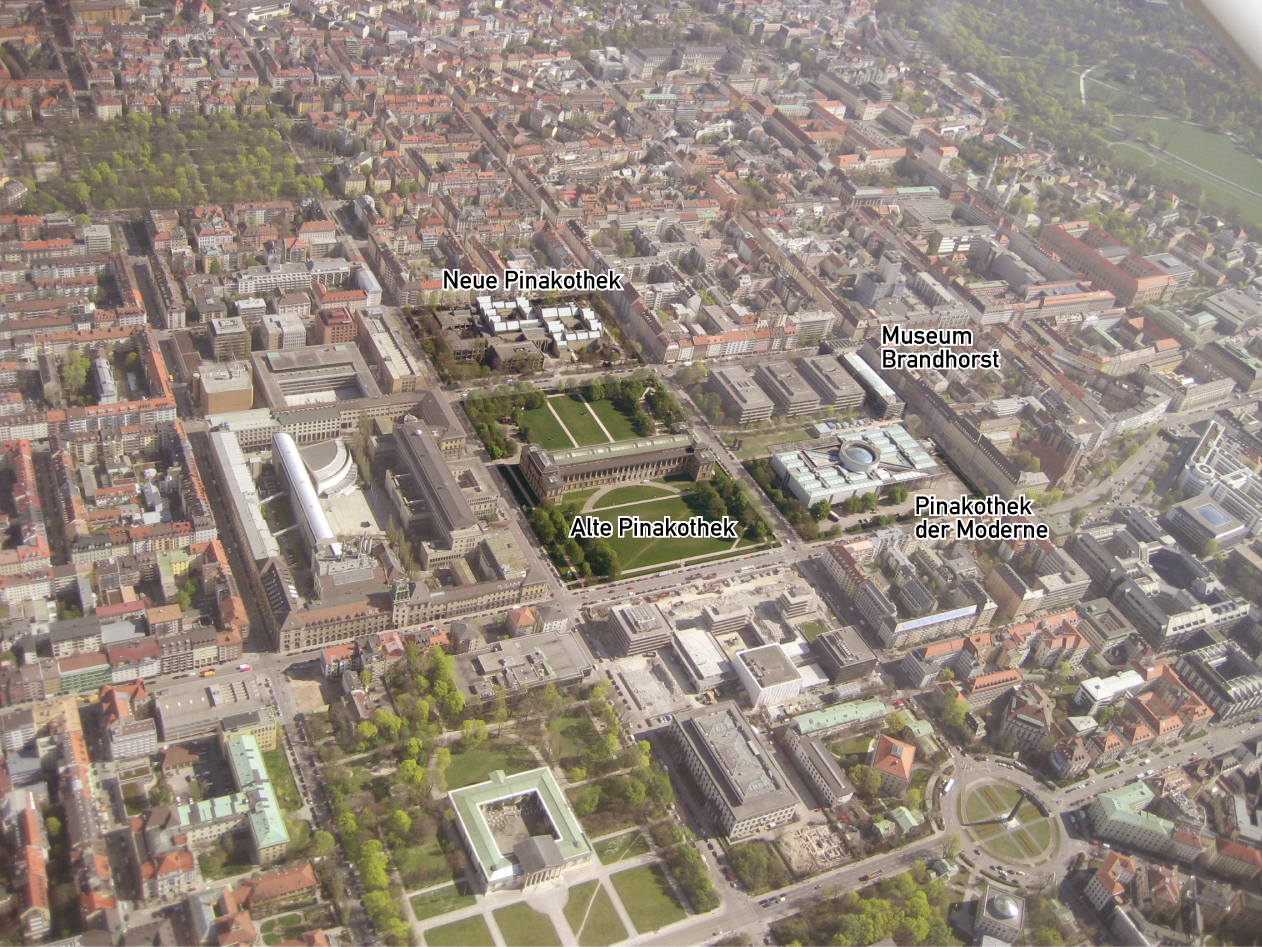
老绘画陈列馆的位置

老绘画陈列馆是德国慕尼黑的一座美术馆，构成该市的艺术区的一部分。这是世界上最古老的美术馆之一，也是收藏早期“绘画大师”作品的最著名美术馆之一，它收藏了从中世纪至18世纪中叶的画家作品，是巴伐利亞國家繪畫收藏館的一部分。
它对面的新绘画陈列馆则收藏19和20世纪的艺术品；现代艺术陈列馆展览20和21世纪的艺术品。

## 历史

### 創立

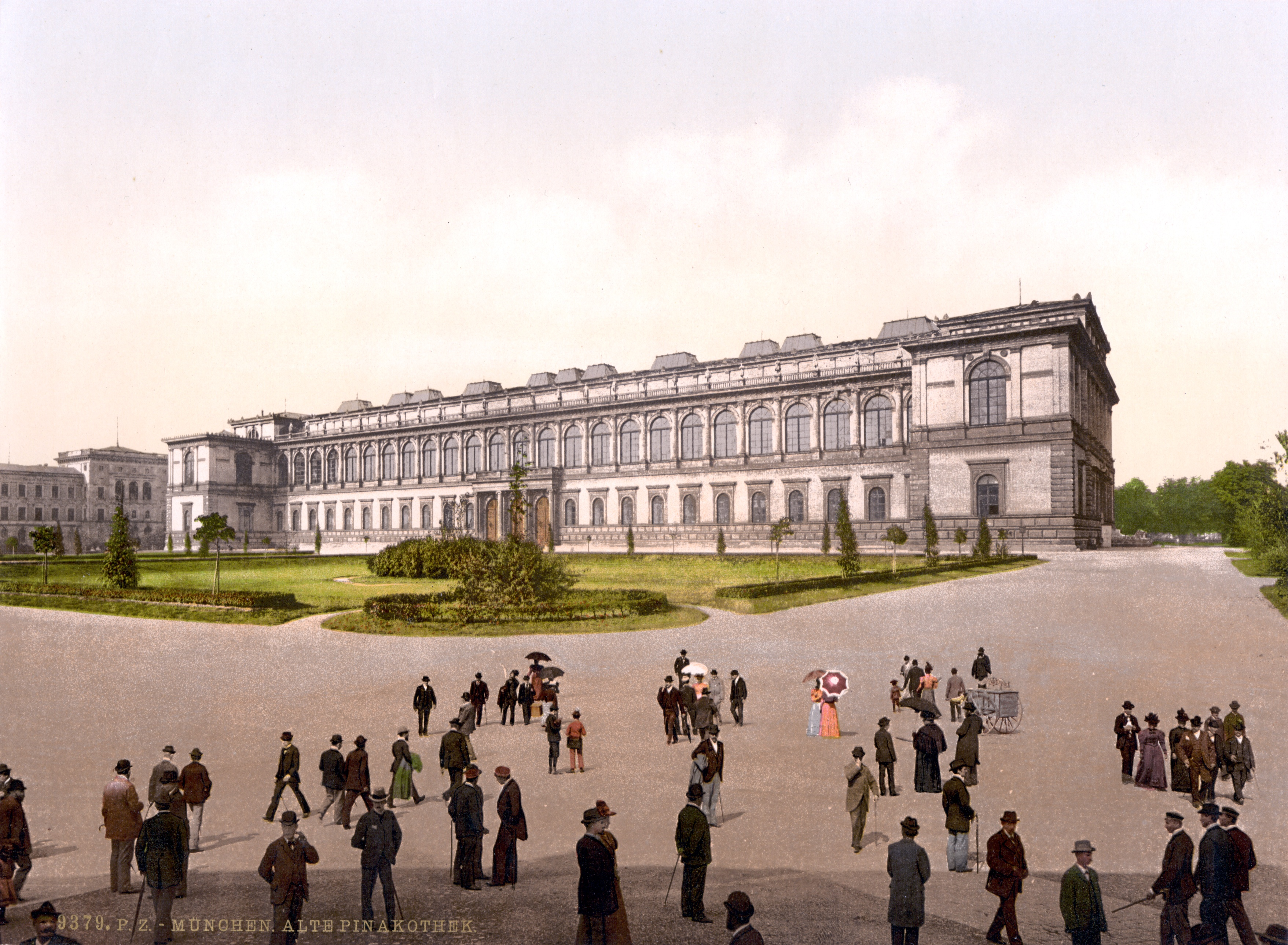
1900年时的老绘画陈列馆

老绘画陈列馆的开始可以一直回溯到1528年巴伐利亚公爵威廉四世请畫家所繪的一系列历史画，這之中包含著名的《伊蘇斯的亞歷山大之戰》，威廉四世的繼任者阿爾布雷希特五世在位期間開始收藏大量繪畫及藝術品，並下令建造存放這些收藏的宮殿（今舊鑄幣廠）。之後於马克西米利安一世統治期間，他通过各种手段收集到了阿尔布雷希特·丢勒的画作。比如1627年他威胁纽伦堡的市议会说他希望获得丢勒赠送给纽伦堡的《四使徒》这幅画，假如纽伦堡拒绝他的这个请求的话他会把此举看作是“非常大的侮辱”，馬克西米利安一世也在此時開始收藏魯本斯的畫作。但是在三十年战争中公爵的收藏蒙受了巨大损失，由於慕尼黑遭到瑞典軍佔領，導致有21幅畫作被运到斯德哥爾摩，只有五幅后来被送回来。馬克西米利安一世的兒子斐迪南·馬利亞對於收藏繪畫不感興趣，導致收藏出現斷層，但幸好之後的繼任者马克西米利安二世在任西班牙驻荷兰的总督时购买了大量荷兰和弗兰德画家的作品。比如他于1698年在安特卫普的一名艺术馆中就购买了12幅彼得·保羅·魯本斯和13幅安东尼·凡·戴克的画。其中鲁本斯的那些画本来是画家留给他的后代的。马克西米利安的后人由于财政困難，中斷了畫作的收購。

### 擴充及破壞
马西米利安二世的堂兄弟普法尔茨的选帝侯約翰·威廉也非常喜欢收集荷兰画。约翰·威廉给他的收购代理人下令说，让他们宁可把所有的钱花在一幅价值高的画上，而不要把钱分到数幅价值低的画上。巴伐利亚与普法尔茨於1799年統一后普法尔茨的收藏也进入老绘画陈列馆。法国大革命期间为了使得这些画不被法国人带走，曼海姆和茨韦布吕肯的画作被运到慕尼黑。约翰·威廉的弟弟卡爾三世·菲利普设立了曼海姆畫廊（Mannheimer Galerie），他的繼任者卡爾·特奧多爾也很喜欢荷兰繪畫，大大地扩充了其收藏。在他购买的作品中包括伦勃朗的作品。从茨韋布呂肯来的收藏本来是一个私人收藏，后来被普法尔茨的公爵买下来了，其中包括德国、弗兰德、荷兰以及一些当代法国画家如让·巴蒂斯特·西梅翁·夏尔丹和弗朗索瓦·布雪的作品。1806年巴伐利亚把貝格伯國割让给法国时将杜塞道夫畫廊中的画也全部运到了慕尼黑。约翰·威廉的收藏中有32幅鲁本斯的画今天收藏在老绘画陈列馆中。约翰·威廉的夫人安娜·瑪麗亞·路易莎·德·美第奇作为嫁妆给他带来了一幅拉斐爾的画作–即《卡尼吉亞尼聖家族》，这幅画今天也收藏在老绘画陈列馆中。
拿破仑·波拿巴得勢後取走了陳列館中的72幅畫作，比如阿爾布雷希特·阿爾特多費的《伊蘇斯的亞歷山大之戰》被挂在拿破仑的浴室里，拿破仑倒台后只有27幅画回到了慕尼黑，剩下的留在法國。比如马西米利安一世请鲁本斯画的四幅狩猎图中今天只有一幅还挂在慕尼黑。但是随着巴伐利亚的世俗化後许多被解散的修道院内的藏画被收为国有，在接下來的幾年間陳列館大約從教堂、修道院收集了約1,500幅繪畫。

### 收藏巔峰
巴伐利亚国王路德维希一世通过代理人又买了大批作品，他特别喜欢收藏德国古画和意大利文艺复兴时期的画作。其中較著名的收購為於1827年收購了蘇爾皮茲·布瓦塞雷和梅爾基奧·布瓦塞雷兄弟的收藏，這包含了216幅古德國及荷蘭大師的畫作；另外是於1828年購自厄廷根王室的219幅上德國及施瓦本的作品。

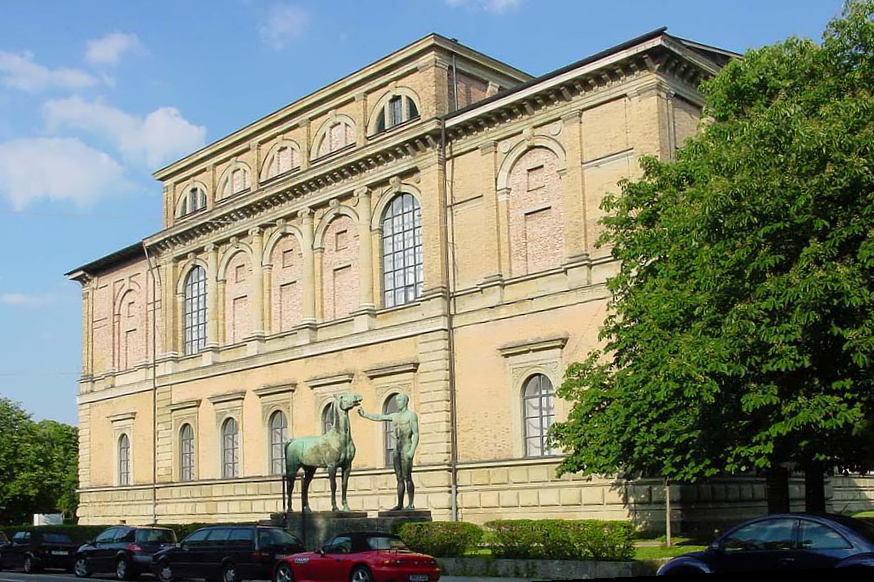
西侧

路德维希一世去世后巴伐利亚的君主只再个别购买作品。1852年甚至拍卖了1500幅画，其中包括一幅丢勒的画（今天收藏在纽约大都會藝術博物馆）。1875年弗朗茨·冯·瑞布被命名为绘画博物馆馆长后老绘画陈列馆才重新获得重视，虽然他和他的后继人又购买了一些作品，但是大量购买作品的时期已经结束了。在这段时期里购买的作品中包括一幅列奥纳多·达芬奇和一幅格雷考的画。

### 近現代的歷史
第一次世界大戰時期，陳列館雖然逃過了戰火的波及，但由於缺乏資金，陳列館變賣了一些較不重要的畫作。而在第二次世界大战中，收藏被藏到外地，因此没有遭到破坏。20世纪后半叶中德國的银行收藏了大量作品，然后把这些作品借给老绘画陈列馆展出，由此老绘画陈列馆得以彌補一些遺漏流派的收藏，同时老绘画陈列馆也特意购买了大量18世纪的画。比如从1966年开始老绘画陈列馆把巴伐利亚地产抵押和外币兑换银行外借的画逐渐买下来，其中包括尼古拉·朗克雷和布雪的繪畫。
1988年，一名参观者漢斯·約阿希姆·博爾曼用酸损害了三幅丢勒的作品，造成3,500萬歐元的損失，这些畫作经过多年精心修复後得以重新展出，也因為這次事件，陳列館將所有陳列畫作加裝玻璃保護。
老绘画陈列馆最主要的资助者是其指导组织巴伐利亚州和绘画陈列馆协会。该协会的理事会会长是维特尔斯巴赫王朝首領弗朗茨，其保护人是历届德国联邦总统、巴伐利亚州州长和维特尔斯巴赫王朝首領。协会的目标在于为慕尼黑的绘画陈列馆继续购买艺术品。

## 建筑

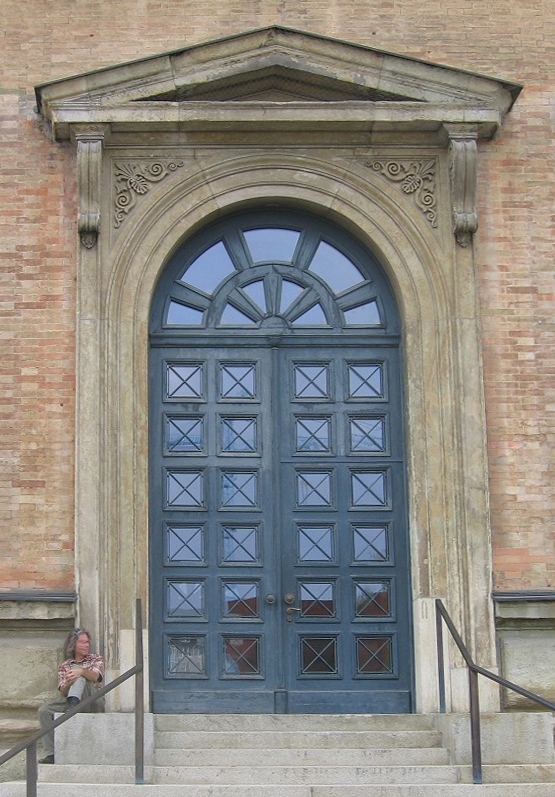
克伦泽大门

本来王室收藏的作品分散在不同的宫殿里，平民无法看到它们。路德维希一世不但使得收藏系统化，而且还觉得他有义务提高民众的教育，因此决定让公众可以接触这些艺术珍品。因此他命令建筑师利奥·冯·克伦泽在慕尼黑市北缘建造一座博物馆建筑。1826年4月7日该建筑奠基，1836年秋建成。
老绘画陈列馆是当时世界上最大的博物馆建筑，通过使用天窗以及特别为了观赏图画设计的悬挂方法使它在建筑上和设计上是当时领先的。它的建築外觀与19世纪初王宫式的博物馆建筑完全不同，特别展现出了博物馆功能与建筑物结构之间的精密关系。后来罗马和圣彼得堡的画馆借鉴了它的结构建成。
在第二次世界大战中陈列馆建筑的中部被严重破坏，从1952年至1957年间修复。陈列馆的入口处被更改，其大门现在位于南边。被修复的建筑物依然可以看得出过去被破坏的情况，在公众中这个特征至今有争议。紀念物保存家则将这个特征看作是极好的榜样。

### 内部房间

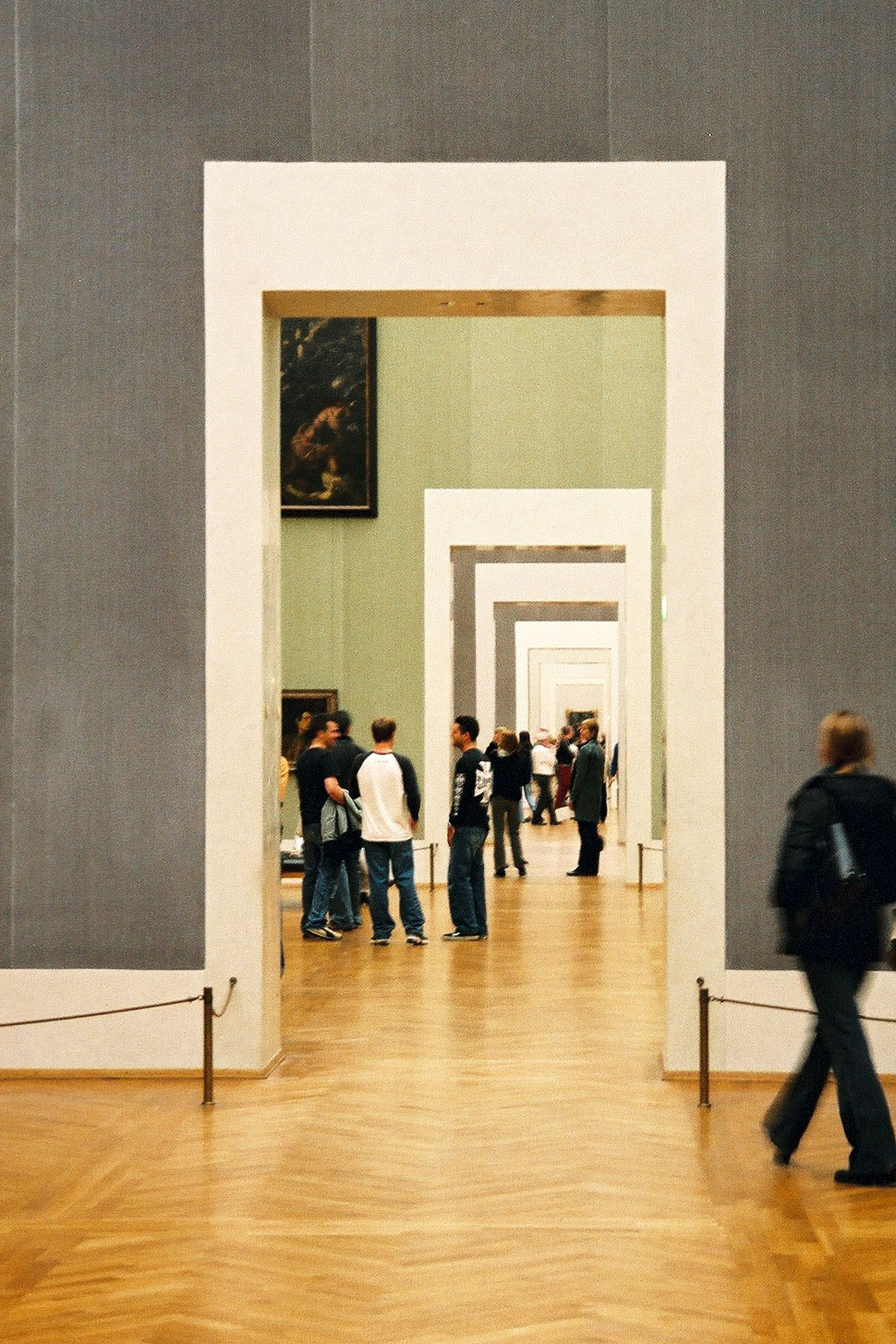
上层的展厅

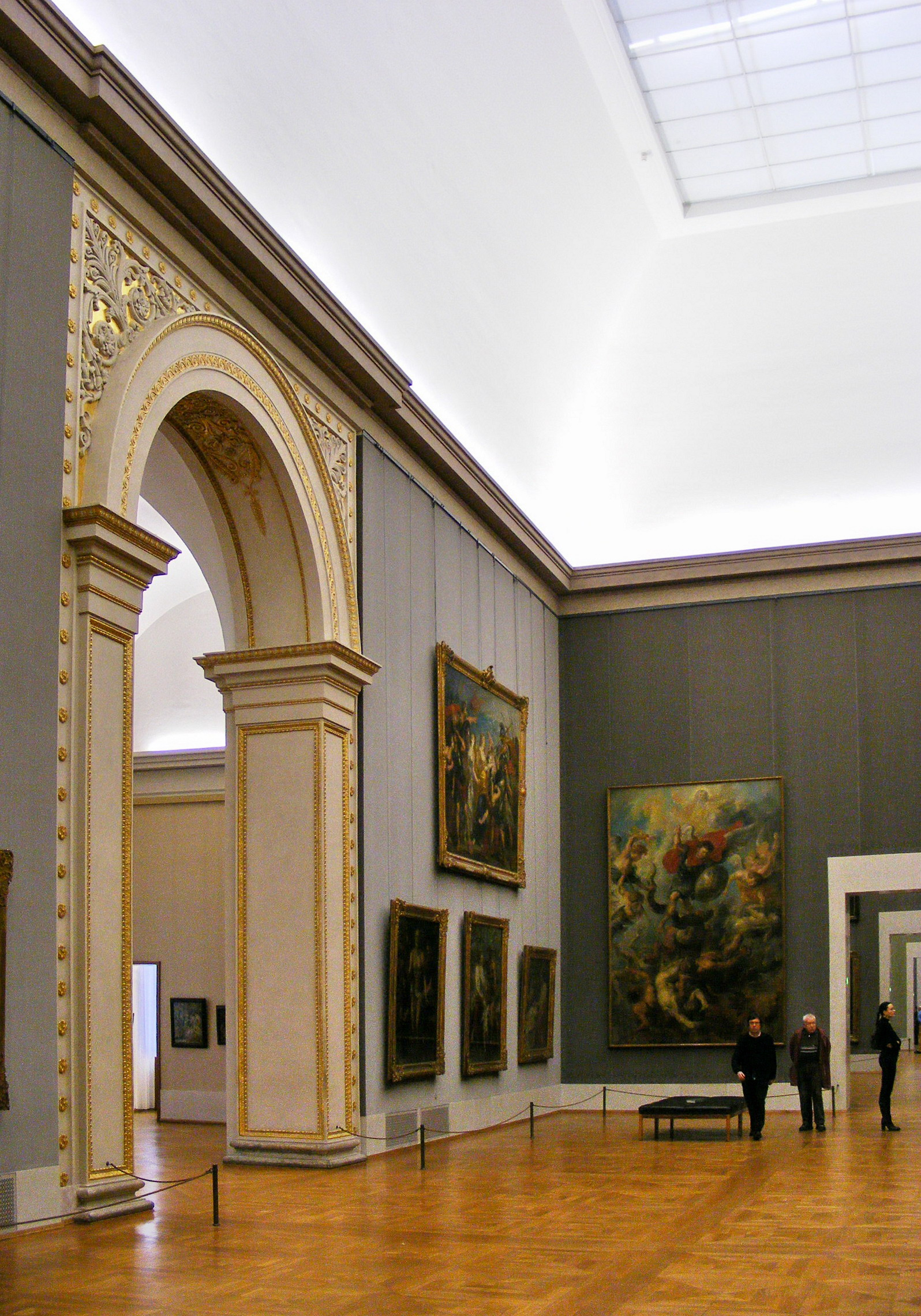
第九厅

展厅位于第一层和第二层楼，其中主要是在第二层。房间有厅和间之分。厅内展出的主要是重要的或者大型的图画，而比较小的间内展出的则是比较小的和比较不重要的图画。第一层楼的房间有：
- 第一厅和第二厅以及房间一至四号：巡回展出
- 房间16至23号：弗兰德绘画

第二层楼主要是展厅：
- 一、二a：老荷兰绘画
- 二、二b：老德国绘画
- 三：科隆绘画
- 四：意大利文艺复兴时期绘画
- 五：威尼斯绘画
- 六：弗兰德绘画
- 七：鲁本斯厅，鲁本斯的绘画
- 八：弗兰德绘画
- 九：荷兰绘画
- 十：意大利巴洛克绘画
- 十一：17世纪法国绘画
- 十二：18世纪法国绘画
- 十二a：18世纪法国绘画
- 十二b：18世纪法国绘画
- 十三：西班牙绘画

## 藏品
老绘画陈列馆共收藏了数千幅图画，在其19个厅和47个间中长期展出的有700多幅。此外还有一些作品在其他地方如施萊斯海姆宮及諾伊堡宮被巡回展出。

### 14至17世纪的德国绘画
老绘画陈列馆拥有世界上最大的老德国绘画收藏，其中包括斯蒂凡·罗赫纳、丢勒、汉斯·巴尔东·格里恩、阿尔布雷希特·阿尔特多弗尔、老卢卡斯·克拉纳赫、老漢斯·霍爾拜因、马蒂亚斯·格吕内瓦尔德、汉斯·冯·亞琛、亚当·埃尔斯海默和约翰·利斯的作品。

### 14至16世纪老荷兰绘画
老绘画陈列馆中收藏的老荷兰绘画是世界上最珍贵的藏品之一，其中包括罗希尔·范·德韦登、汉斯·梅姆林、卢卡斯·范·莱顿、杰拉尔德·大卫、马利努斯·范·雷莫斯沃尔和耶罗尼米斯·博斯等的杰作。

### 17世纪荷兰绘画
维特尔斯巴赫王朝的统治者收集的重点是荷兰巴洛克绘画。这些画中包括伦勃朗、彼得·拉斯特曼、弗兰斯·哈尔斯、卡爾·法布里蒂烏斯、费迪南德·波尔、彼特·克莱茨、所罗门·范·雷斯达尔、赫拉德·特博赫、小威廉·范·德费尔德、卡尔·杜賈丁、雅各布·伊萨克松·范勒伊斯达尔、伊曼纽尔·德维特等人的作品。

### 16和17世纪弗兰德绘画
弗兰德画家的藏品被展出在老绘画陈列馆的中心大厅中，其中包括老彼得·布呂赫爾、老扬·布勒哲爾、鲁本斯、安东尼·范戴克、阿德里安·布勞威尔、雅各布·约尔丹斯等的作品。
鲁本斯藏品是世界上长期展出的鲁本斯收藏中最大的，其中《审判日》是老绘画陈列馆中展出的最大的一幅画。

### 13至18世纪意大利绘画
意大利藏画从意大利哥特式作品开始，包括喬托·迪·邦多納的作品，然后是意大利文艺复兴时期和巴洛克时期的所有流派，包括馬索利諾、弗拉·安傑利科、菲利波·利皮、达芬奇、安托内罗·达·梅西那、桑德罗·波提切利、多米尼哥·基蘭達奧、盧卡·西諾萊利、羅倫佐·洛托、拉斐爾、提香、丁托列托、圭多·雷尼、卢卡·焦尔达诺、加纳莱托、乔凡尼·巴蒂斯塔·提埃坡罗和弗朗切斯科·瓜尔迪。

### 17和18世纪法国绘画
尽管维特尔斯巴赫王朝与法国关系密切，但是法国绘画是老绘画陈列馆收集的第二少的藏画，其中包括尼古拉·普桑、克罗德·洛林、尼古拉·朗克雷、让·巴蒂斯·西美翁·夏尔丹、莫里斯·康坦·德·拉圖爾、克洛德·约瑟夫·韦尔内、弗朗索瓦·布雪和让·昂诺列·弗拉戈纳尔等的作品。

### 16和17世纪西班牙绘画
虽然西班牙绘画是老绘画陈列馆中收集最少的藏画，所有大师的作品均有收藏，其中包括格雷考、委拉斯开兹、胡塞佩·德·里貝拉、弗朗西斯科·德·祖巴兰和巴托洛梅·埃斯特萬·牟利羅。弗朗西斯科·戈雅的画被纳入新绘画陈列馆了。

## 主要館藏列表

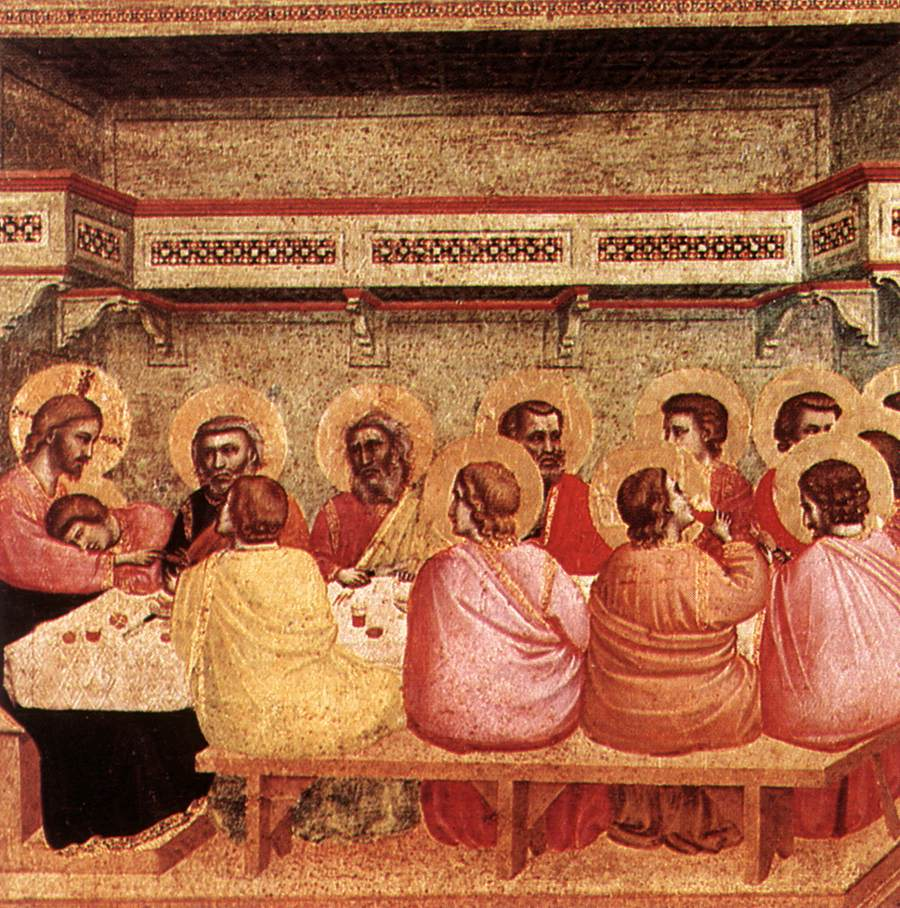
喬托的《最後的晚餐（英语：Life of Christ (Giotto)）》，42.5 × 43cm，約作於1306年，來自路德維希一世的收藏
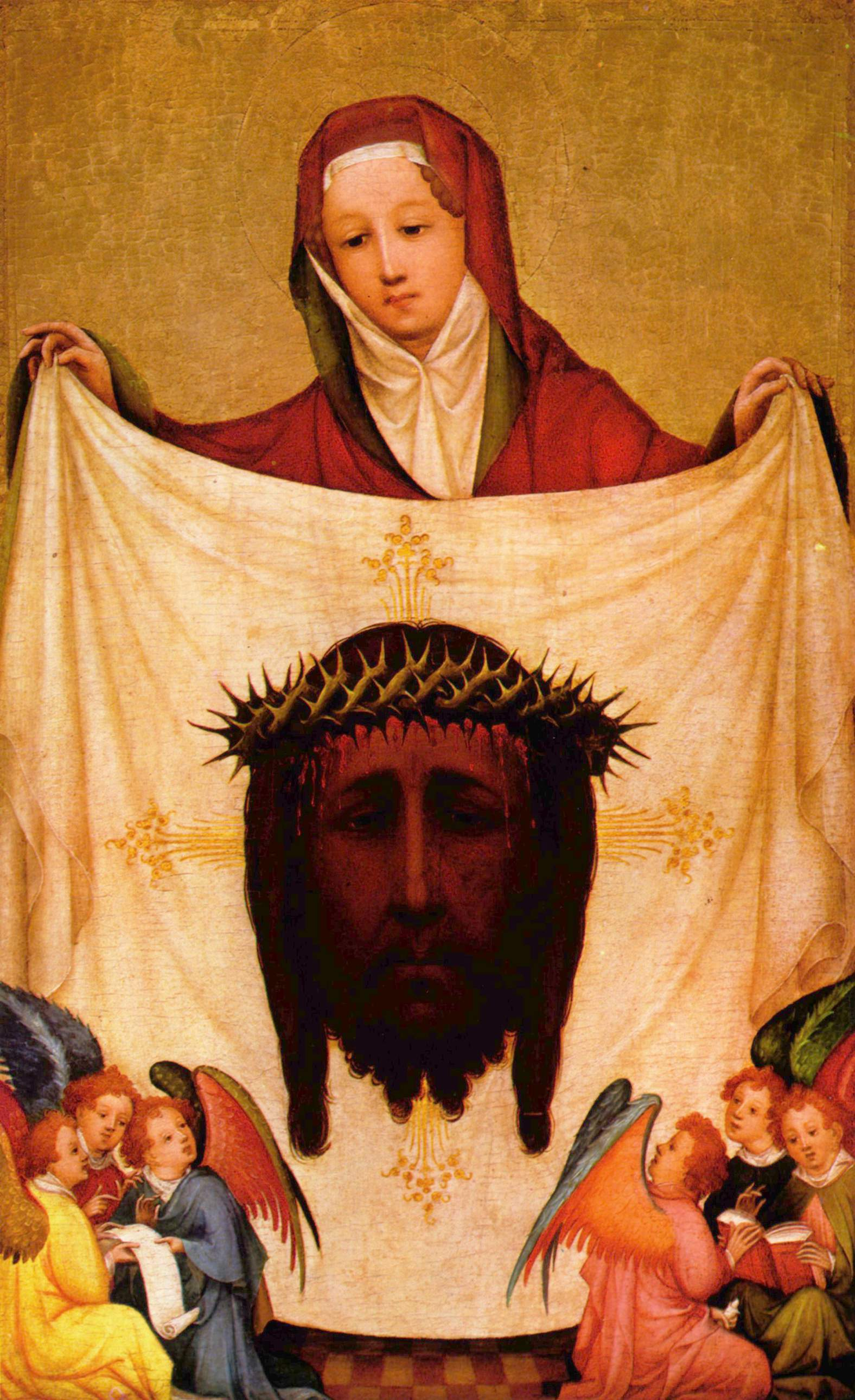
聖維羅尼卡大師（英语：Master of Saint Veronica）的《聖維羅尼卡與有著基督面容的頭巾》（Veronika mit dem Schweißtuch Christi），78.1 × 48.2cm，約作於1420年，來自布瓦塞雷的收藏，1953年始藏
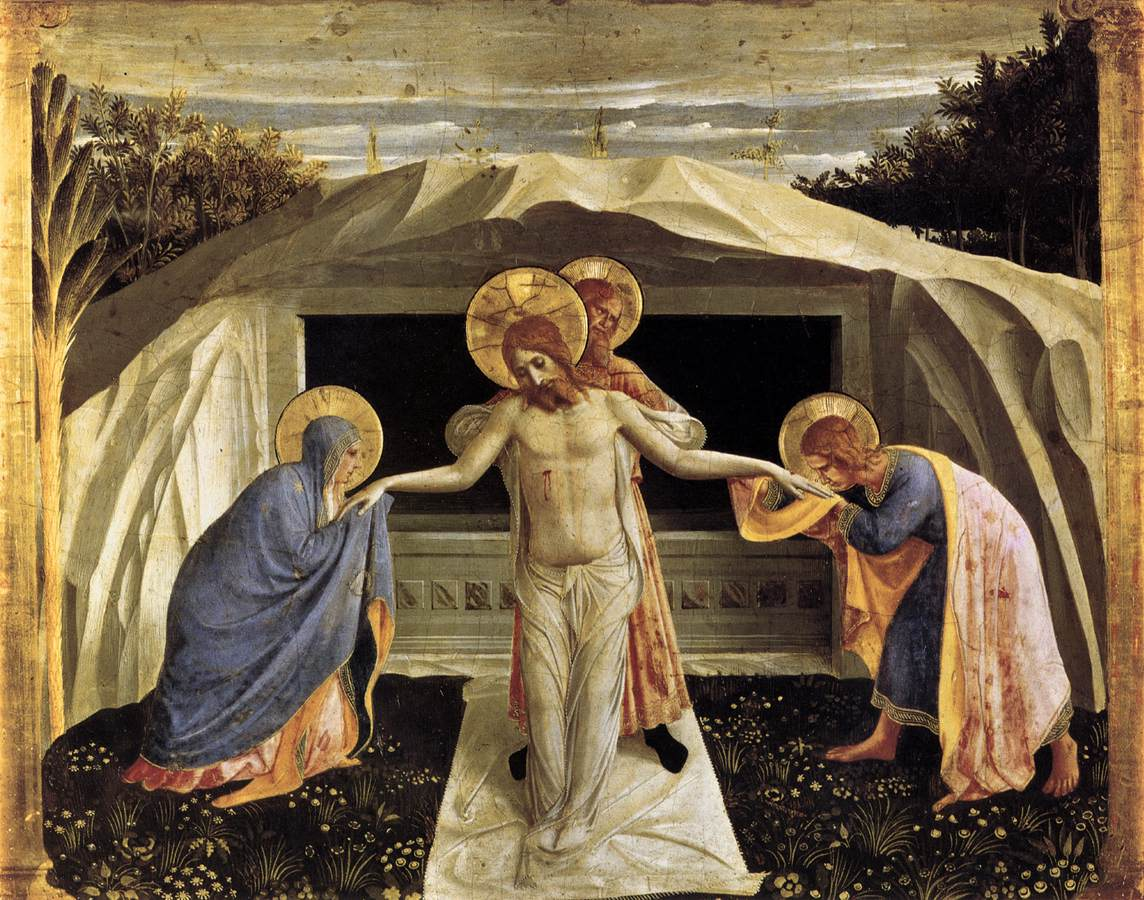
安傑利科修士的《哀悼基督》（Grablegung Christ），37.9 × 46.4cm，約作於1495年，來自路德維希一世的收藏
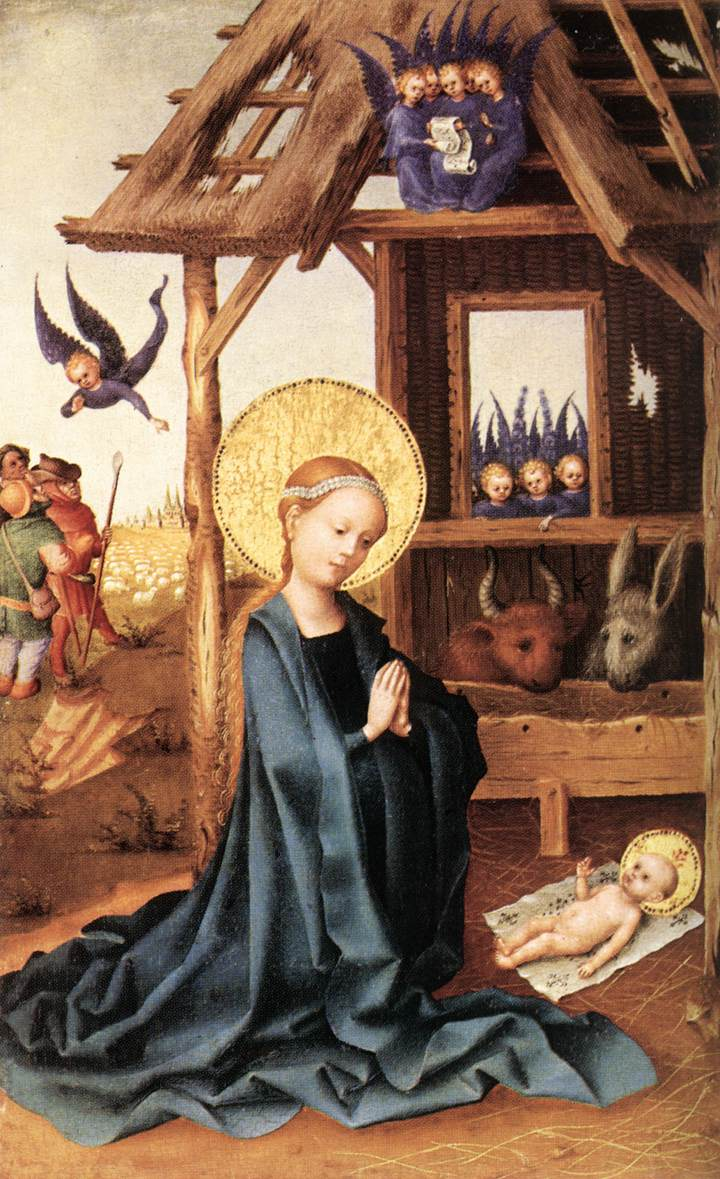
斯蒂凡·罗赫纳（英语：Stefan Lochner）的《耶穌的誕生（西班牙语：Adoración del Niño Jesús (Stephan Lochner)）》，37.5 × 23.6cm，約作於1445年，1961年購入
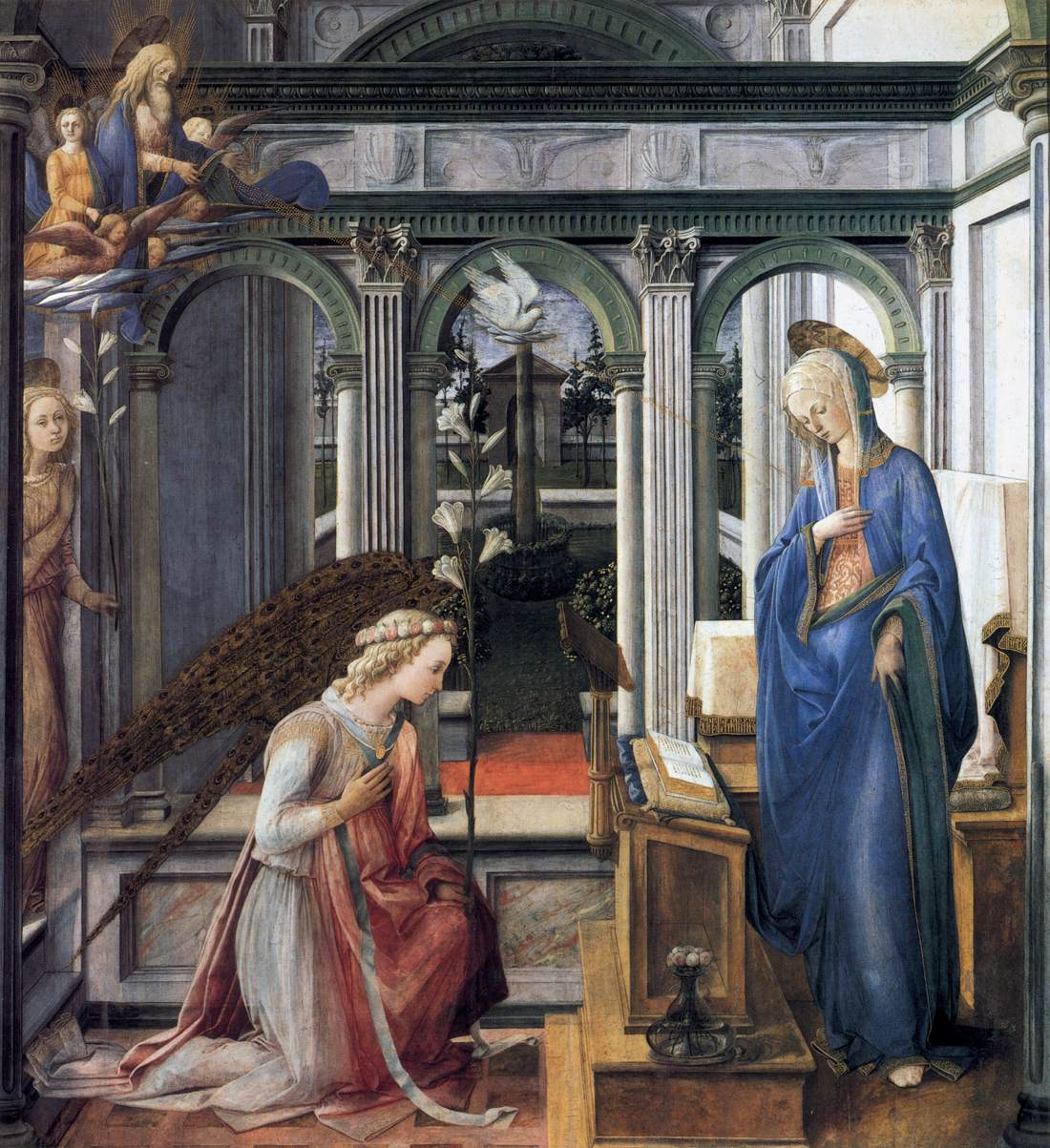
菲利普·利皮的《聖母領報（英语：Annunciation (Lippi, Munich)）》，203 × 186cm，約作於1450年，1850年始藏
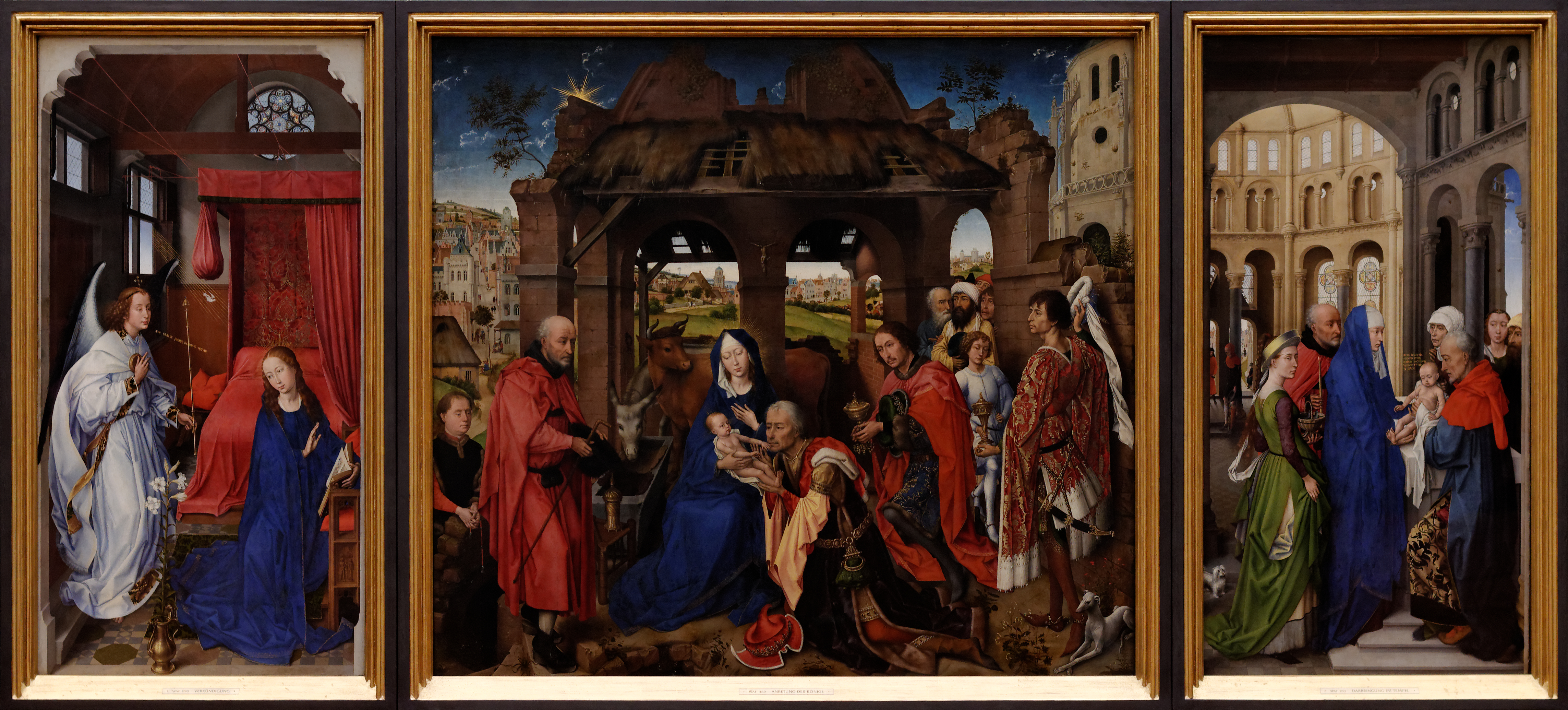
羅希爾·范德魏登的《聖科隆巴祭壇畫（英语：Saint Columba Altarpiece）》，中聯138 × 153cm，兩側138 × 70cm，約作於1455年，來自布瓦塞雷的收藏
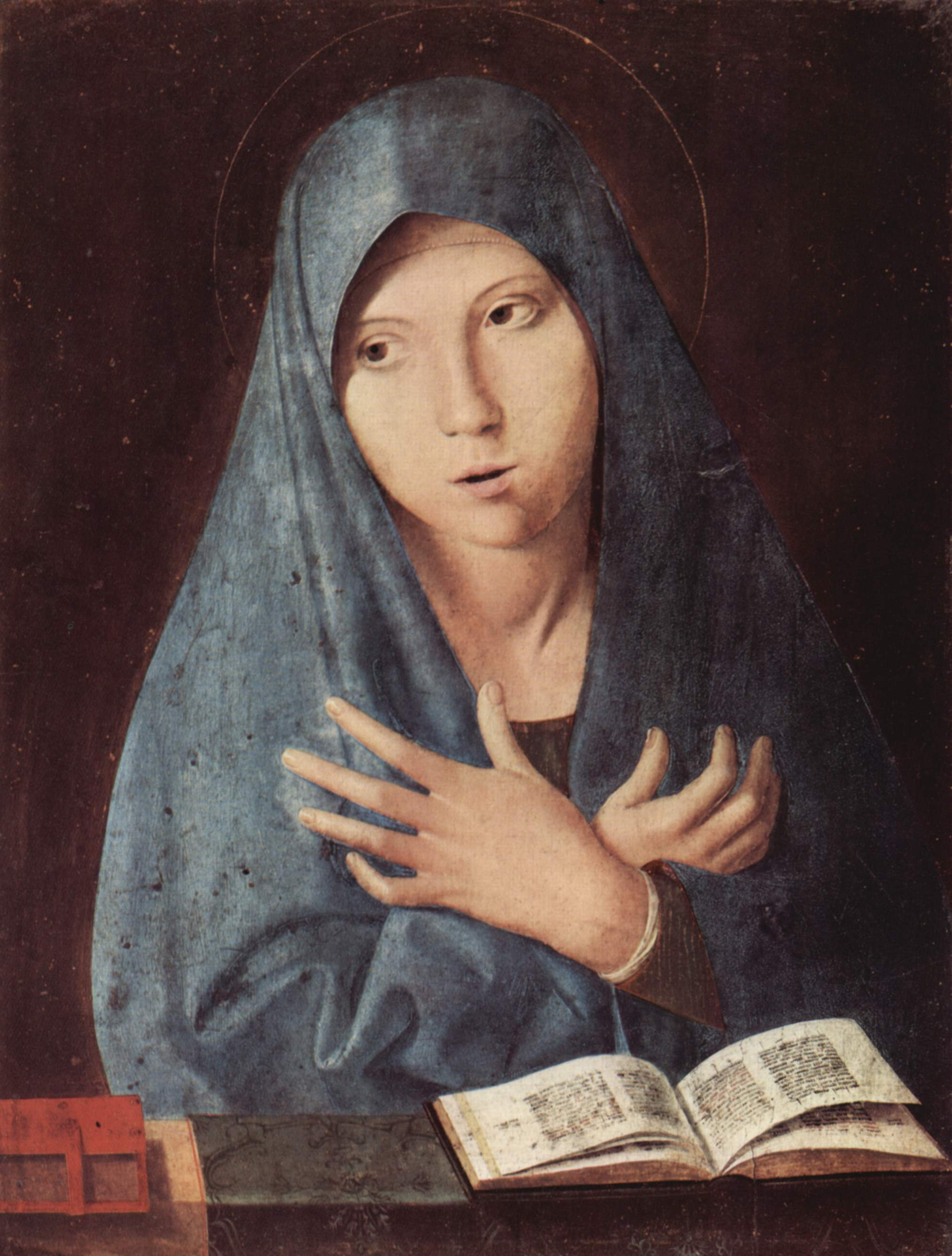
安托內羅·達·梅西那的《聖母領報（英语：Virgin Annunciate (Antonello da Messina, Munich)）》，42.5 × 32.8cm，約作於1473-1474年，1897年始藏
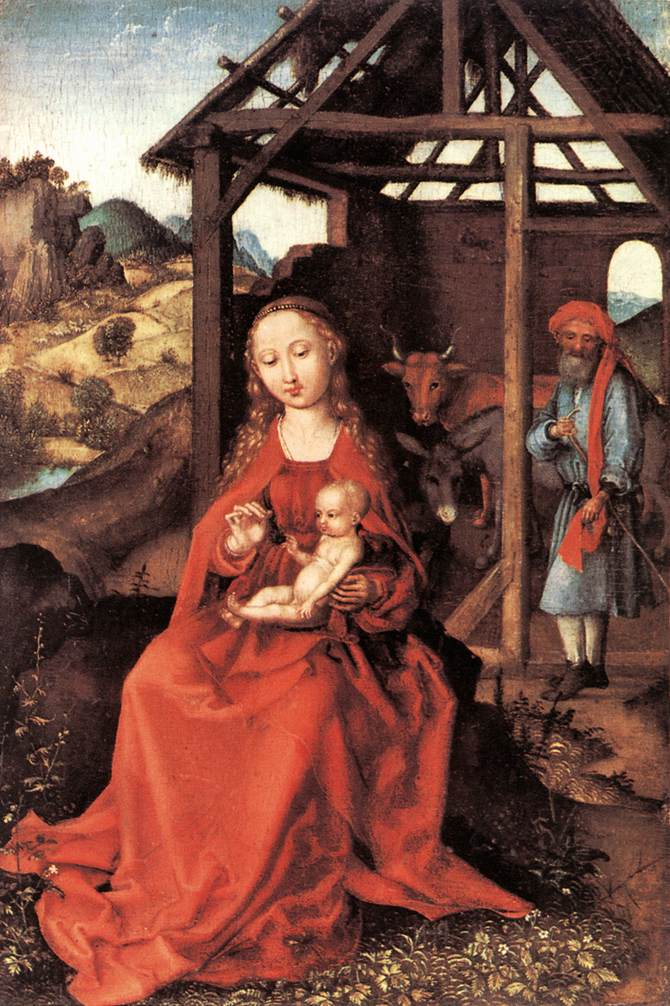
馬丁·松高爾（英语：Martin Schongauer）的《聖家族》（Heilige Familie），26 × 17cm，約作於1475年，來自茨韋布呂肯的收藏
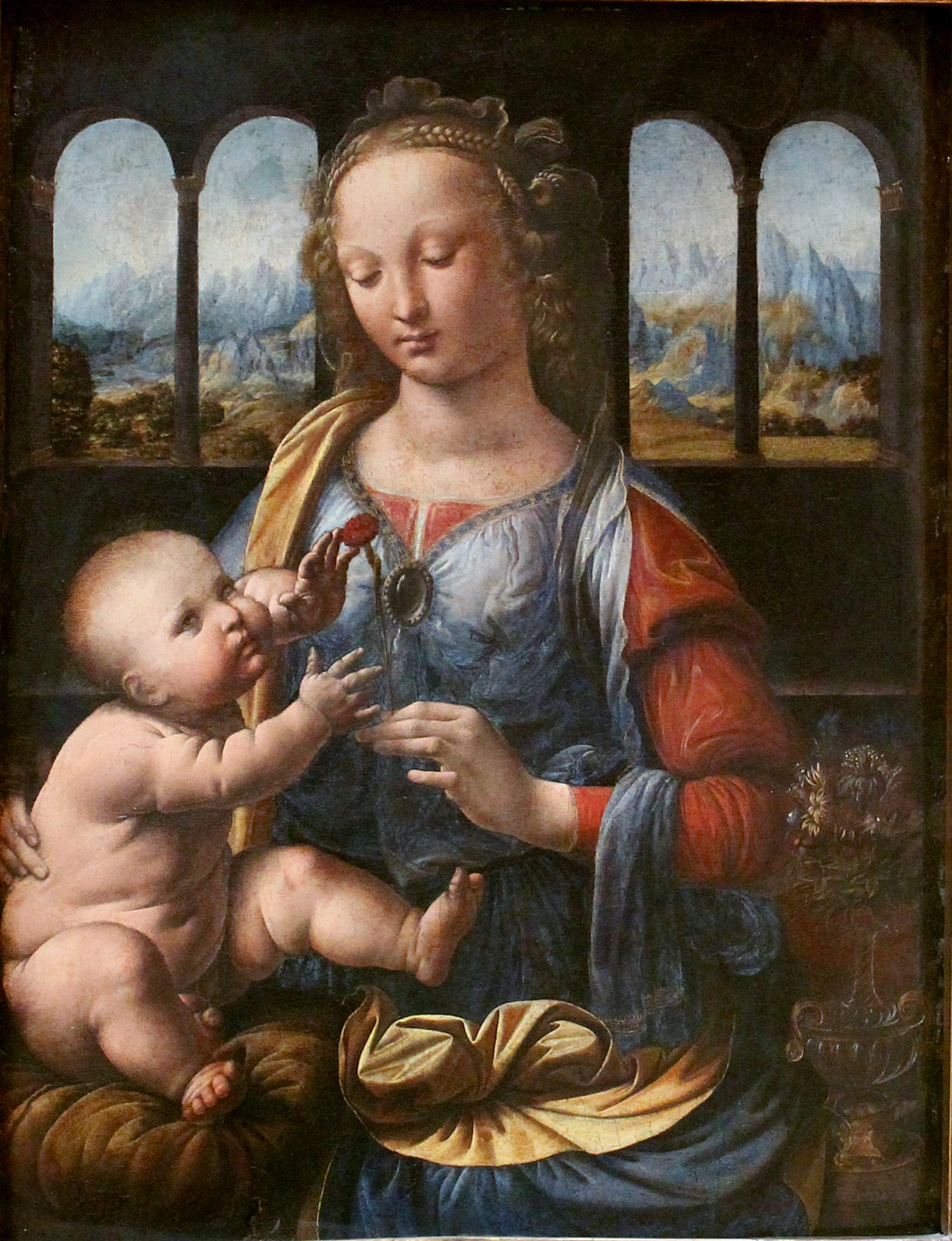
達文西的《康乃馨聖母》，62 × 47.5cm，約作於1473-1478年，1889年始藏
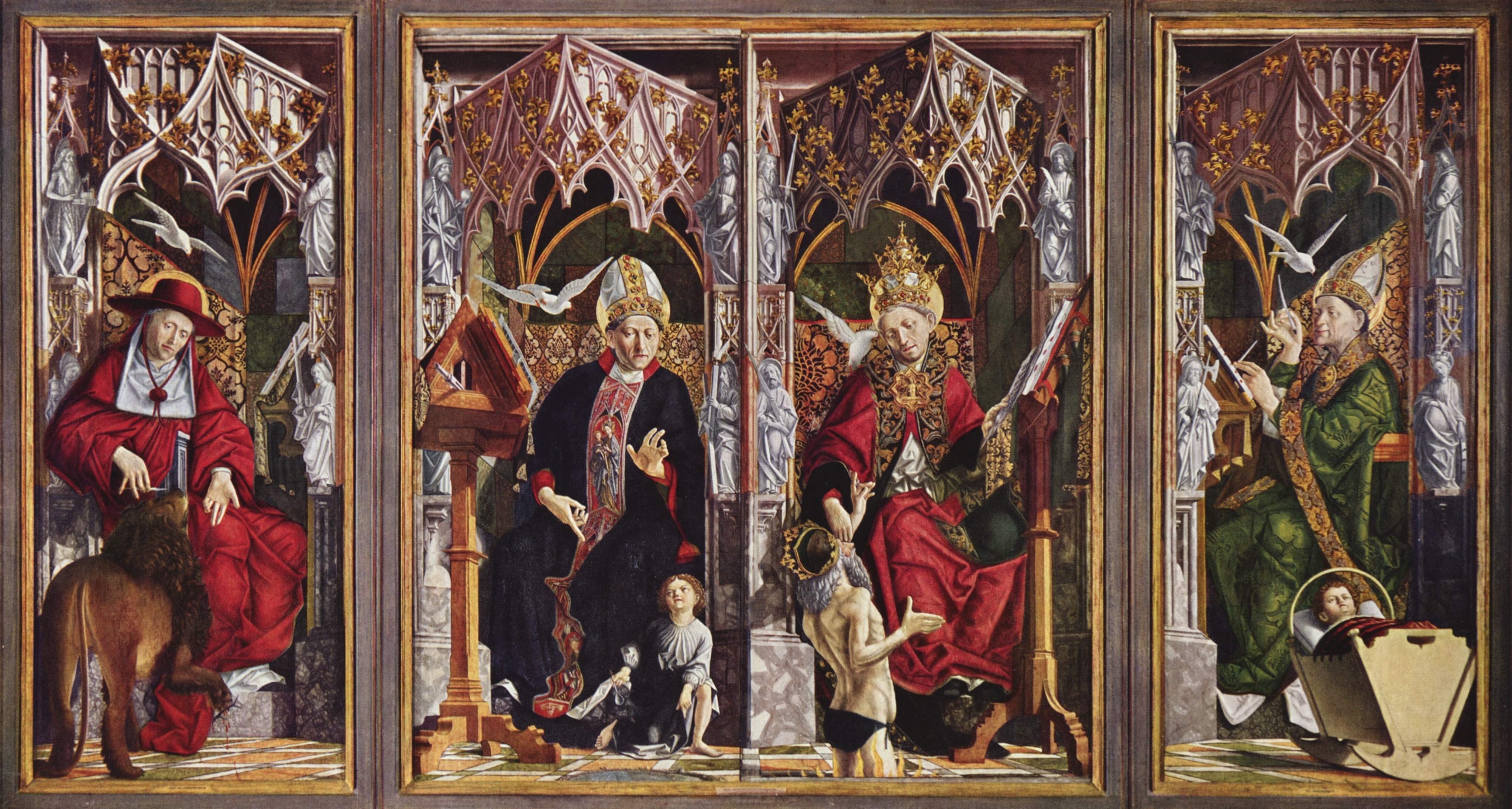
米夏埃爾·帕赫的《教堂神父祭壇畫》（Altarpiece of the Church Fathers），中聯216 × 196cm，兩側216 × 91cm，約作於1482-1483年，來自修道院的收藏
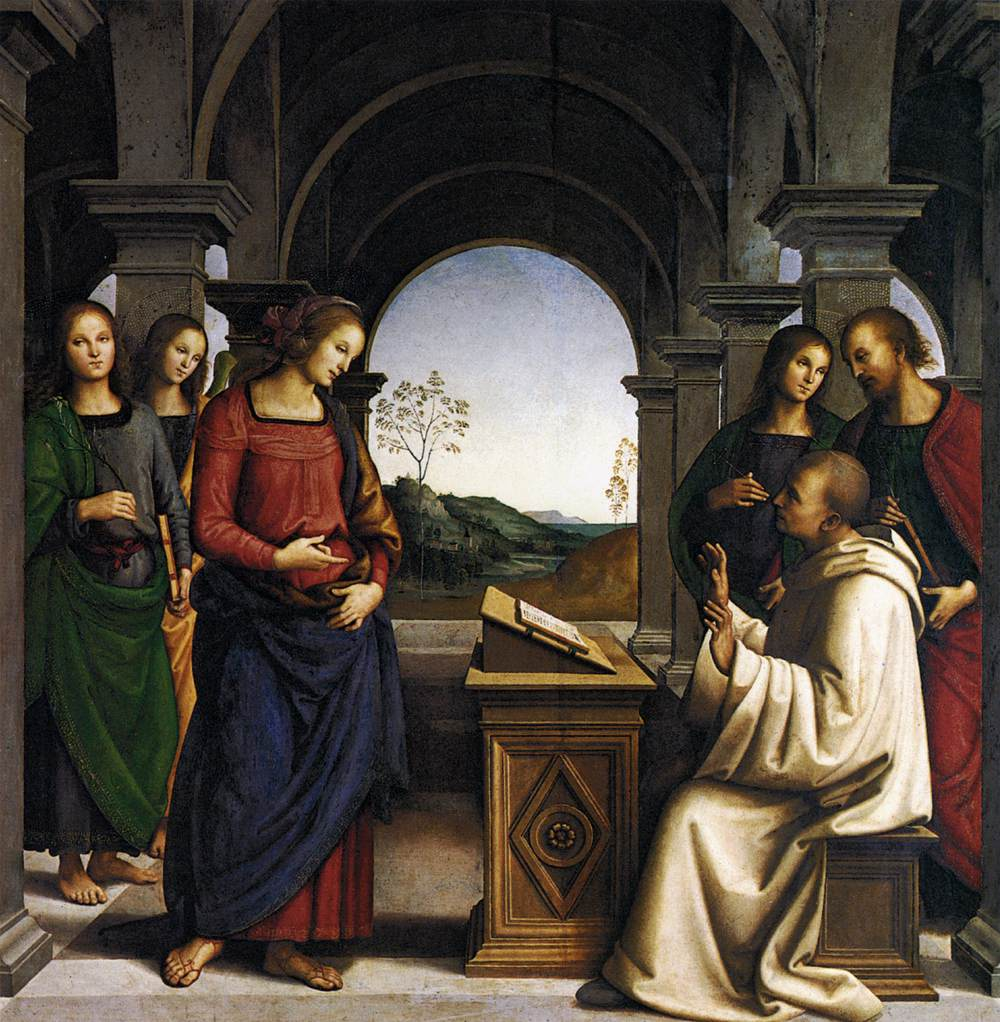
彼得羅·佩魯吉諾的《聖母向聖伯爾納鐸顯現》，173 × 170cm，約作於1493年，路德維希一世購自佛羅倫斯的納西家族（義大利語：Nasi (famiglia fiorentina)）
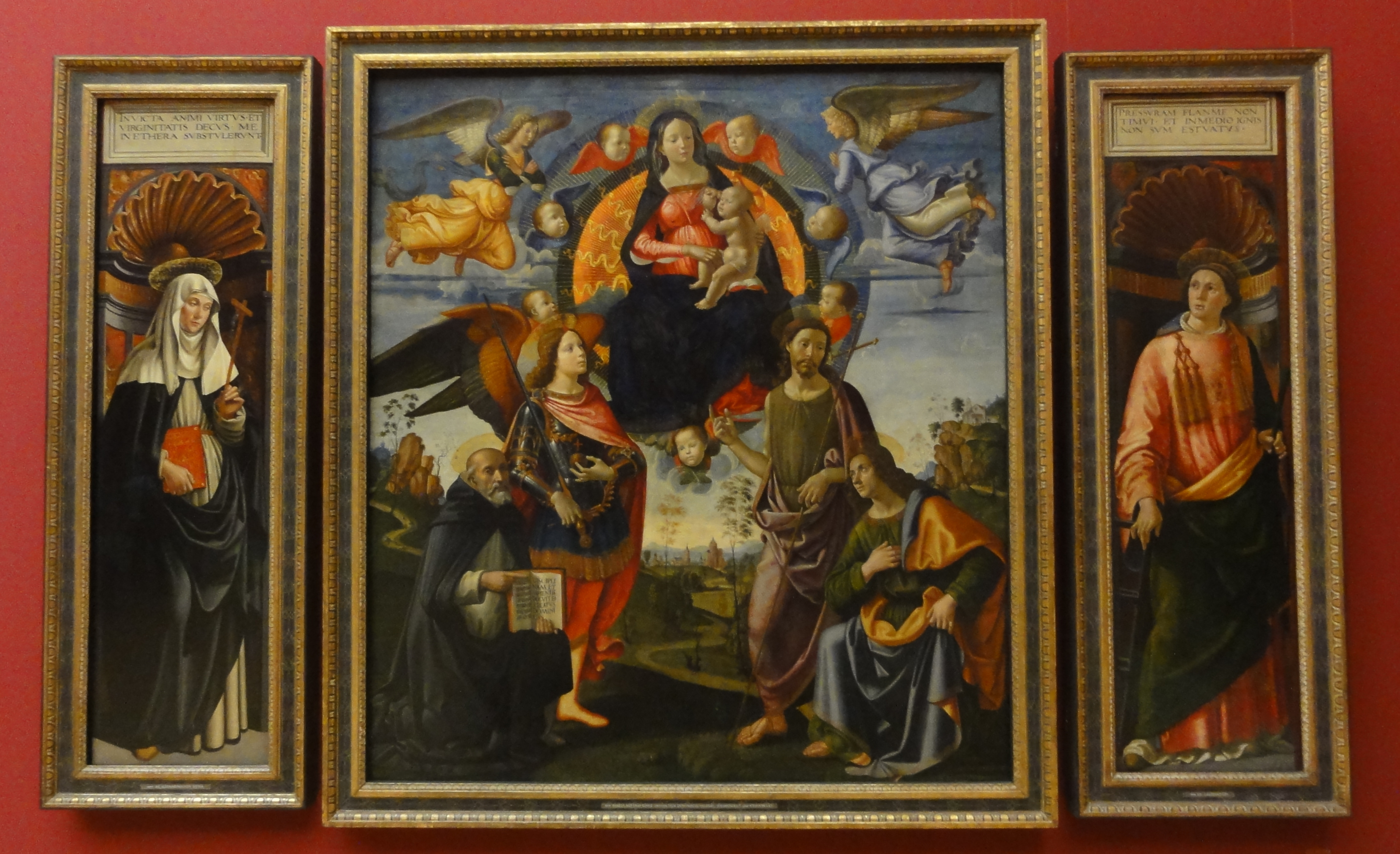
多梅尼科·基爾蘭達約的《托納波尼祭壇畫（英语：Tornabuoni Altarpiece）》，中聯221 × 198cm，左聯213 × 59cm，右聯211 × 60cm，約作於1490年，1816年始藏
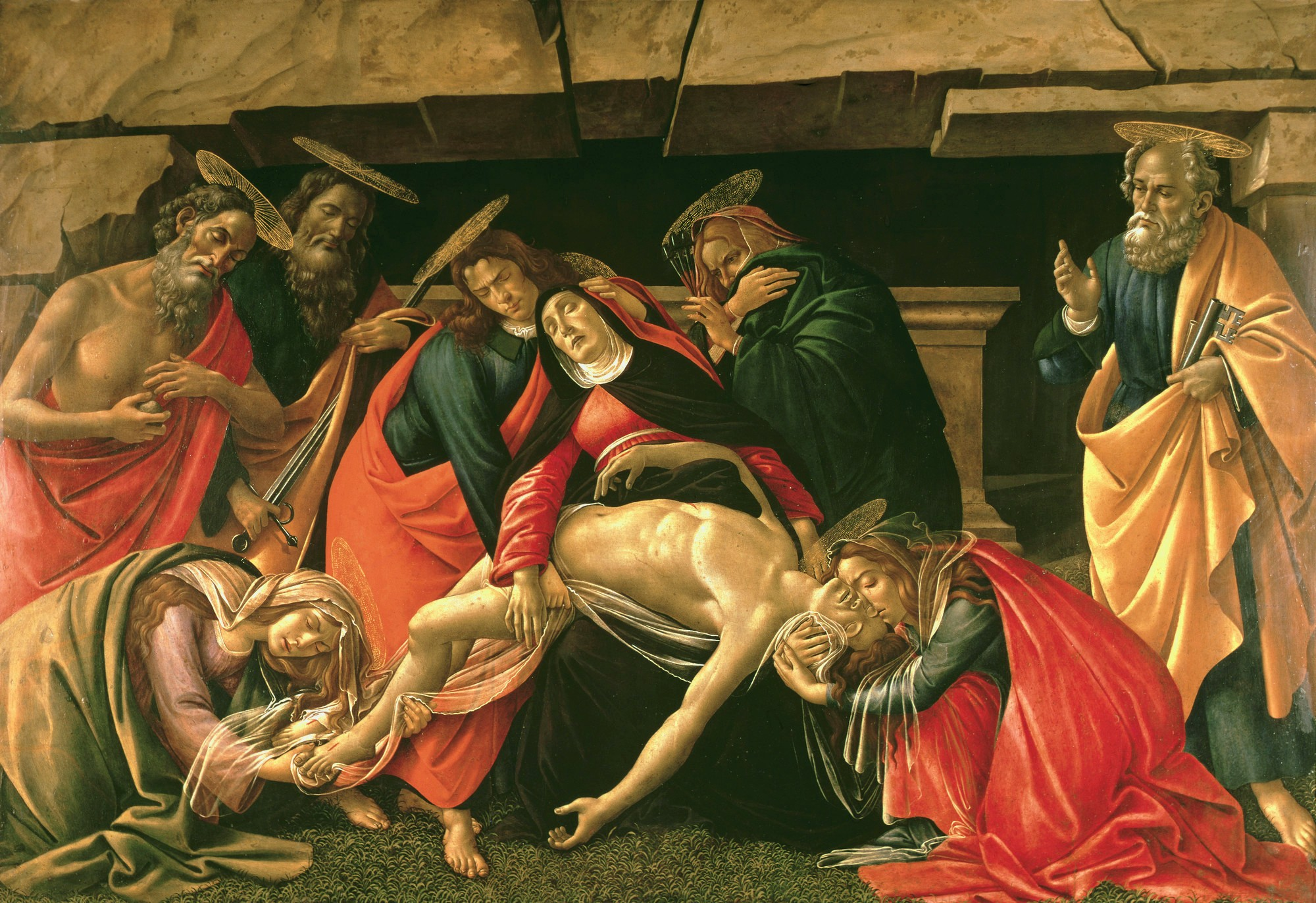
山德羅·波提且利的《哀悼基督（英语：Lamentation over the Dead Christ (Botticelli, Munich)）》，140 × 207cm，約作於1495-1500年，1841年路德維希一世由烏菲茲美術館購得的收藏
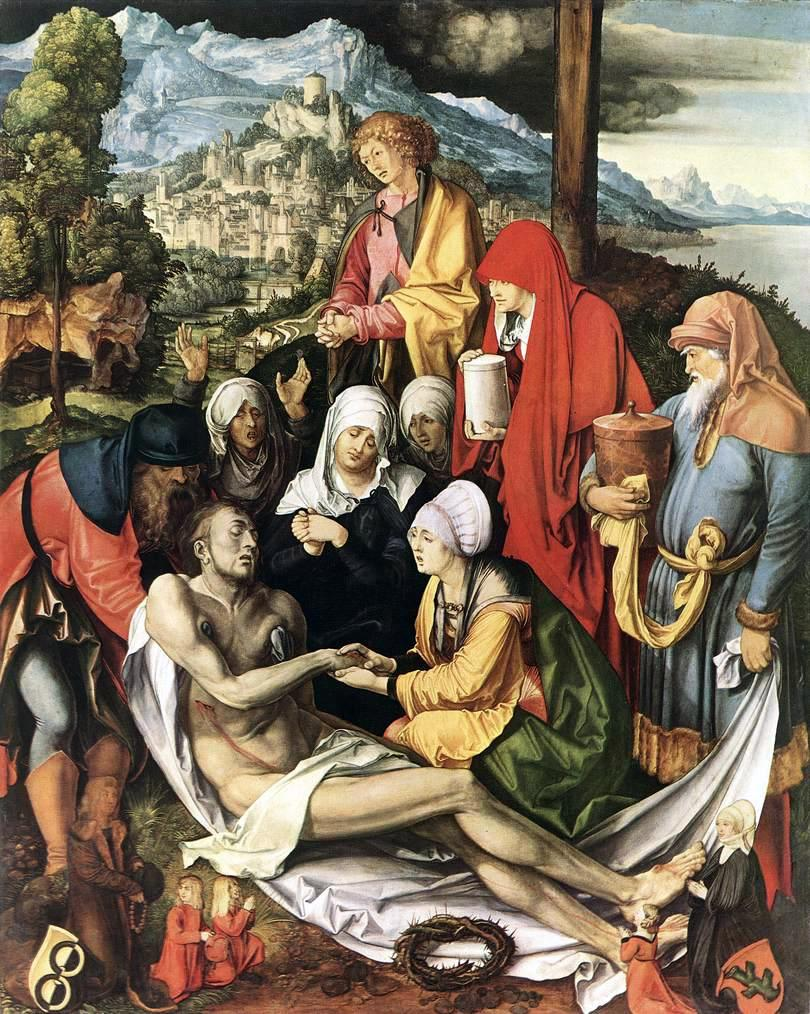
杜勒的《哀悼基督（英语：Lamentation of Christ (Dürer, Munich)）》，151 × 121cm，約作於1498-1500年，路德維希一世於1598-1607年間購買
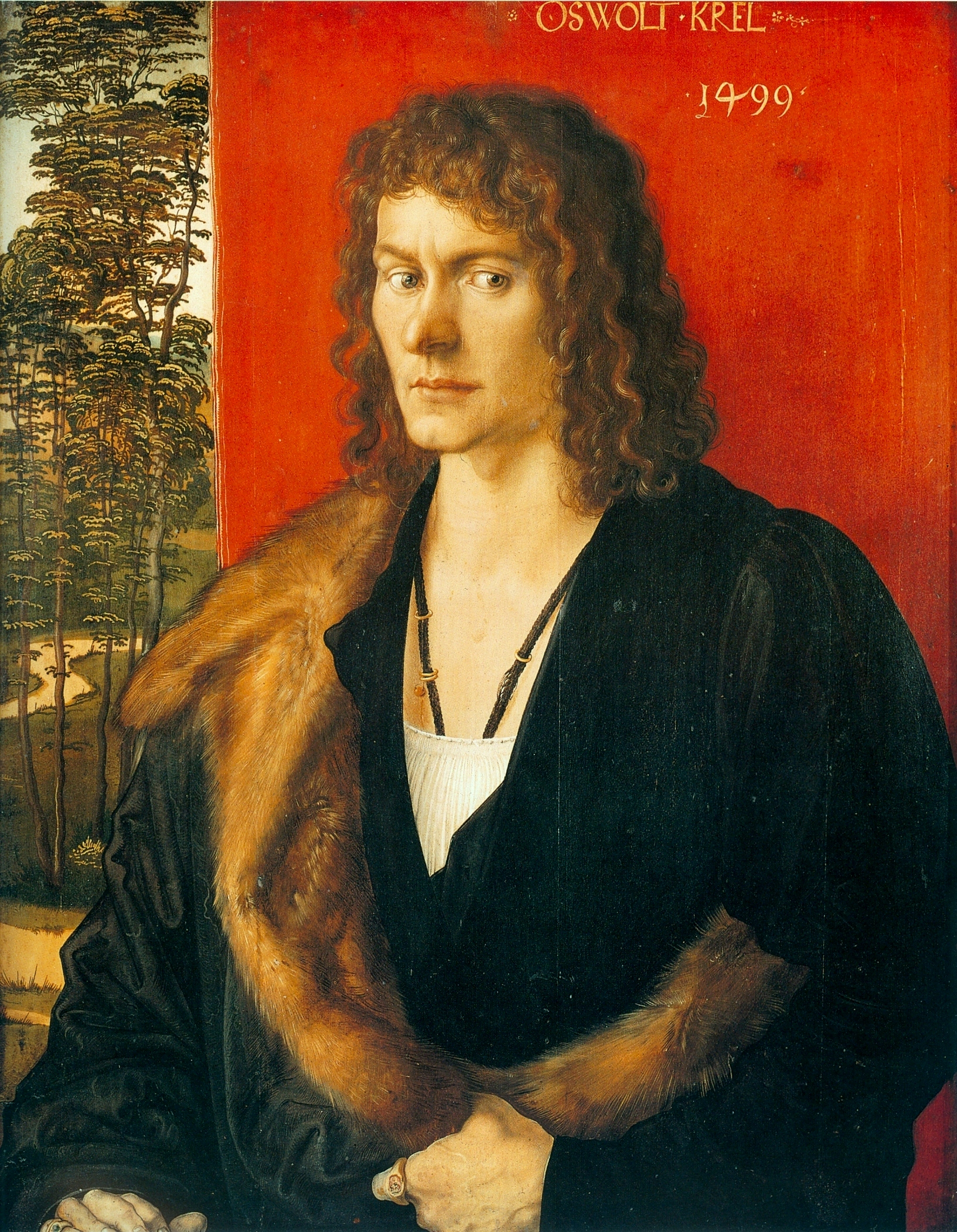
杜勒的《奧斯沃特·克雷爾》（Oswolt Krel），50 × 39cm，約作於1499年，來自厄廷根王室的收藏
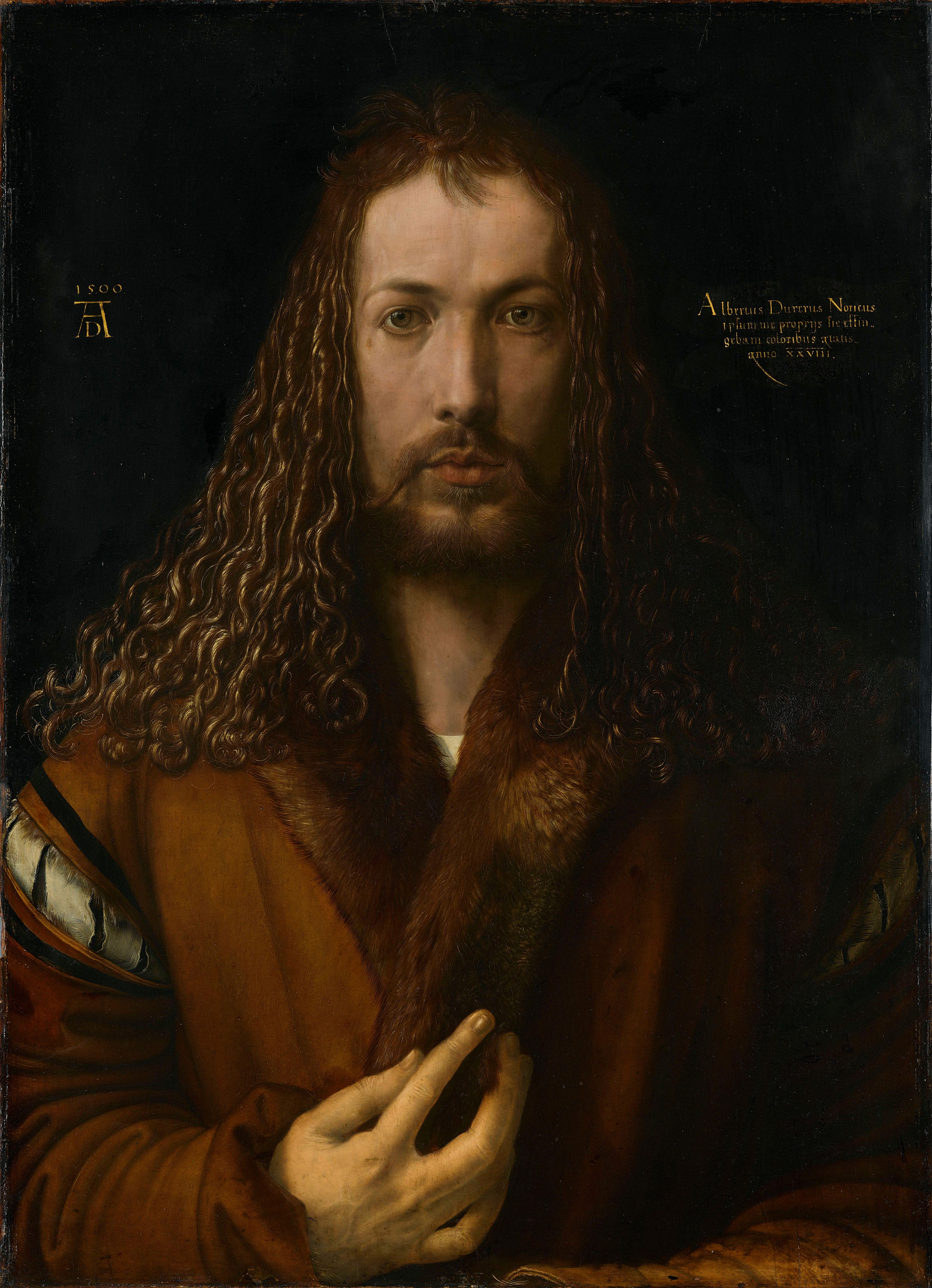
杜勒的《自畫像》，67 × 49cm，約作於1500年，1805年馬克西米利安一世購自紐倫堡
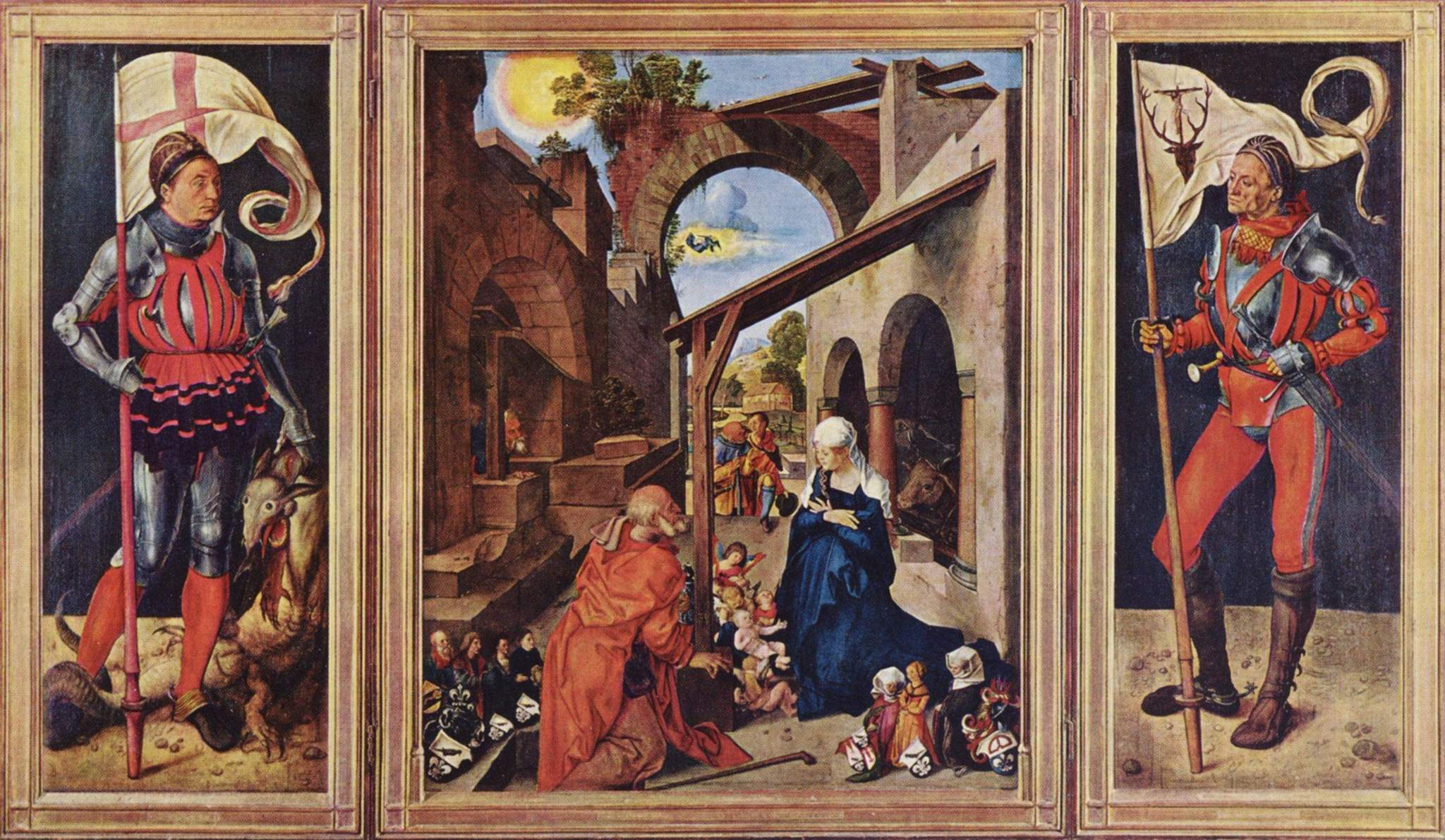
杜勒的《鮑姆加特納祭壇畫（英语：Paumgartner altarpiece）》，中聯155 × 126cm，兩側157 × 61cm，約作於1503年，來自馬克西米利安一世的收藏
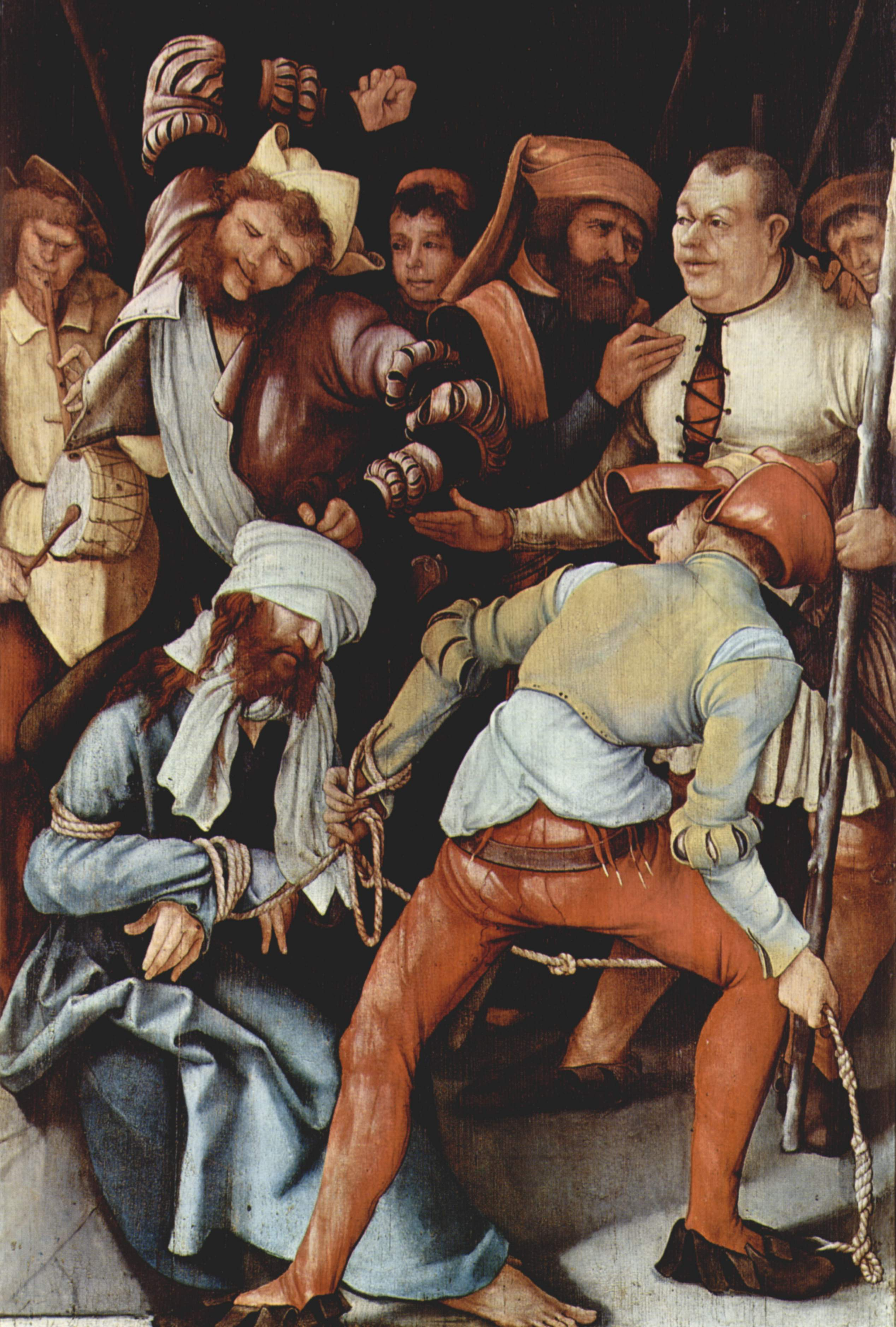
馬蒂亞斯·格呂內瓦爾德的《嘲弄基督》，109 × 74.3cm，約作於1503年，1804年始藏
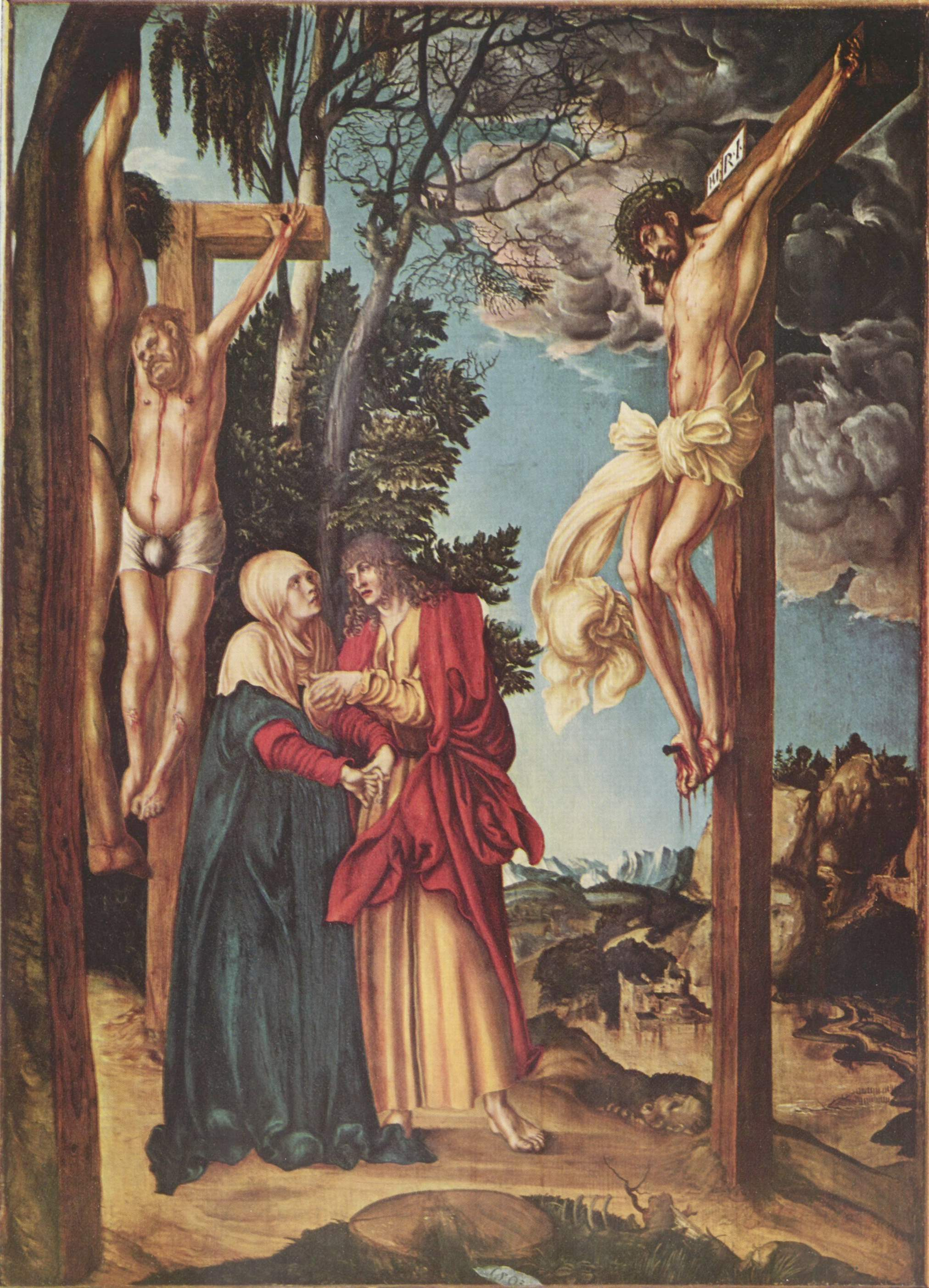
老盧卡斯·克拉納赫的《耶穌被釘十字架》（ Klage unter dem Kreuz），138 × 99cm，約作於1503年，1804年始藏
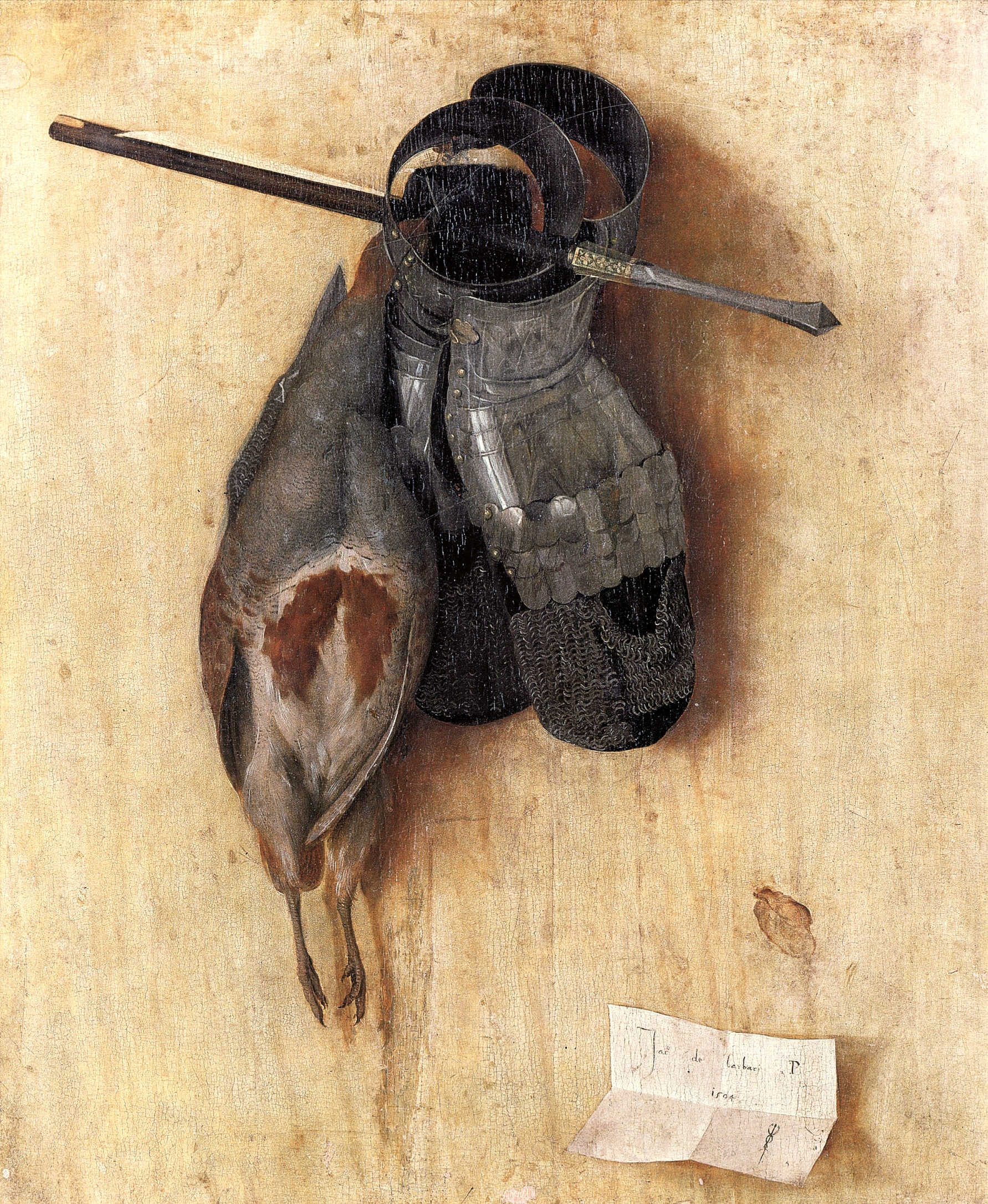
雅各布·德巴爾巴里的《靜物與鷓鴣和手套（英语：Still-Life with Partridge and Gauntlets）》，52 × 42.5cm，約作於1504年，來自諾伊堡宮（英语：Neuburg Castle (Bavaria)）的收藏
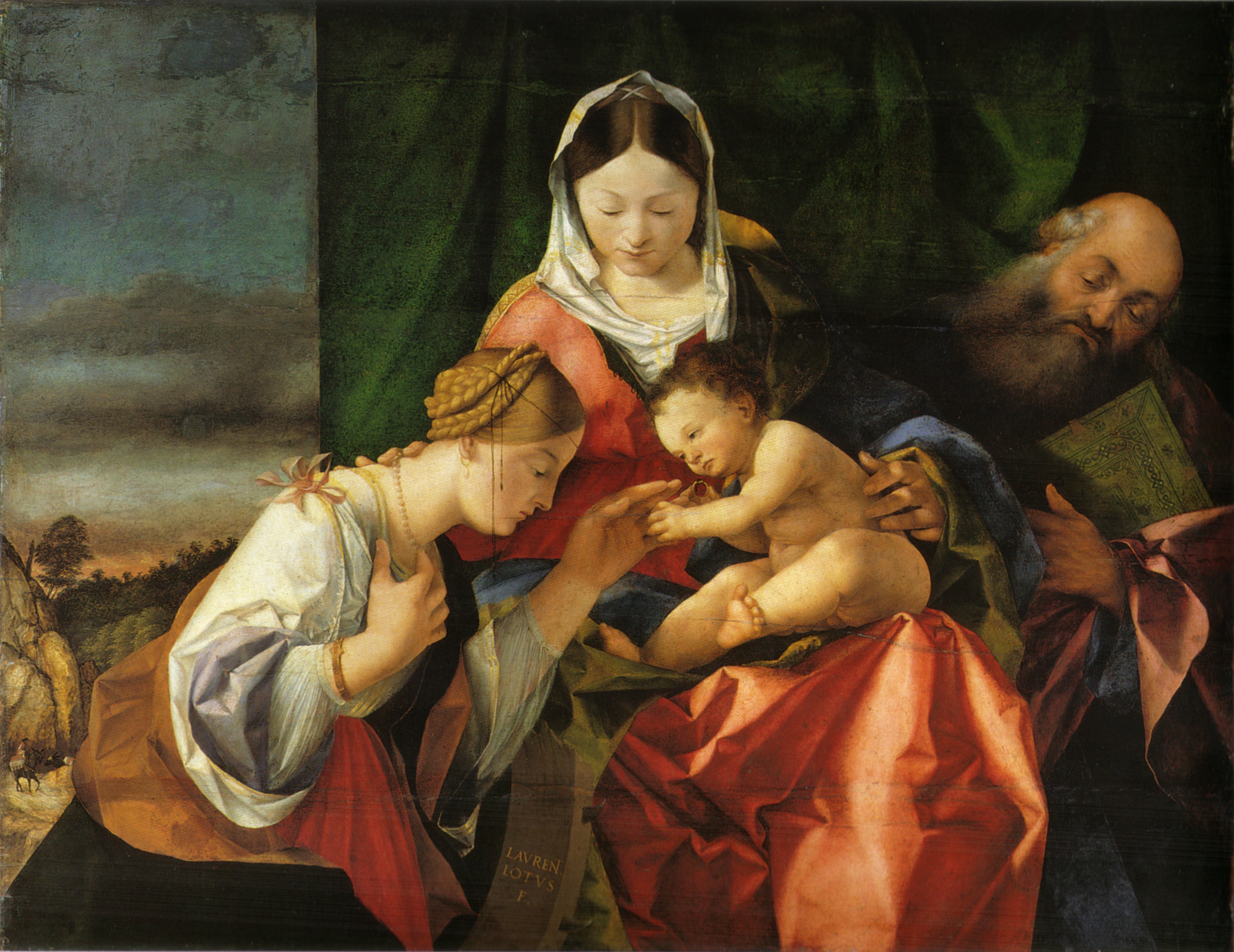
羅倫佐·洛托（英语：Lorenzo Lotto）的《亞歷山大的加大肋納的神祕婚姻（英语：Mystic Marriage of Saint Catherine (Lotto, Munich)）》，71.3 × 91.2cm，約作於1506-1507年，來自符茲堡宮的收藏
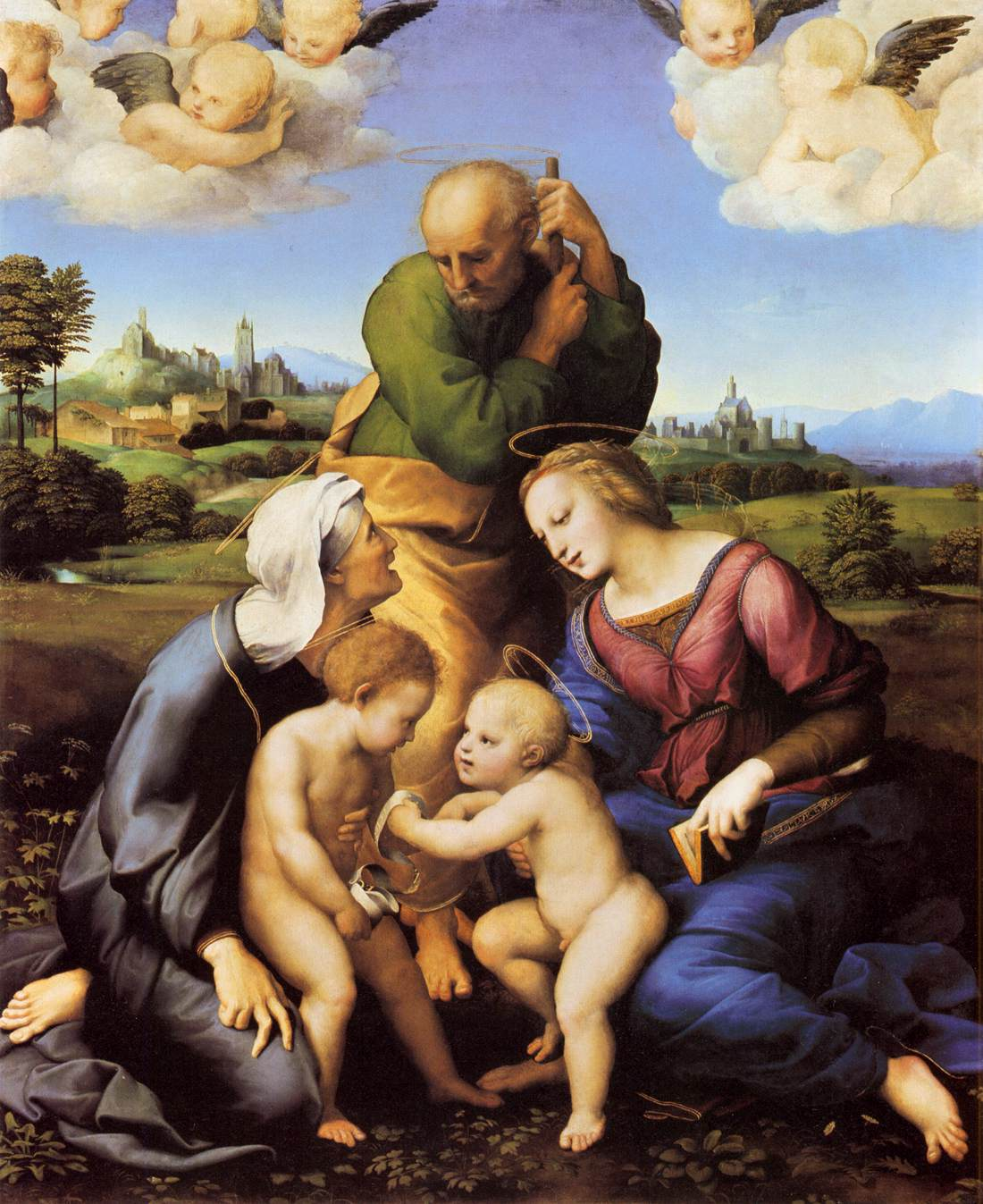
拉斐爾的《卡尼吉亞尼聖家族（英语：Canigiani Holy Family）》，131 × 107cm，約作於1507年，1691年科西莫三世·德·美第奇贈與約翰·威廉的禮物
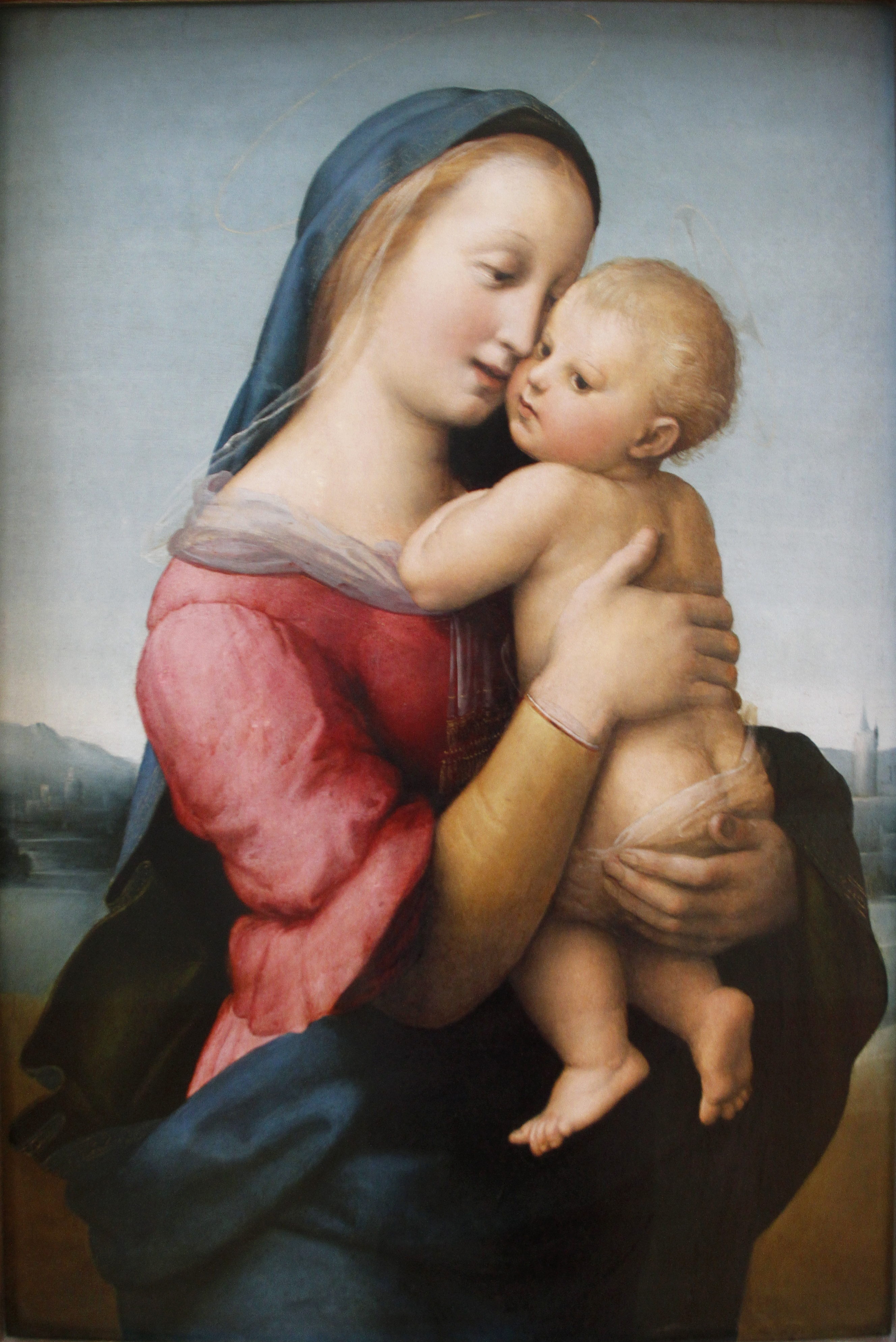
拉斐爾的《坦皮聖母（英语：Tempi Madonna）》，75 × 51cm，約作於1507-1508年，1829年路德維希一世購自坦皮家族（Tempi）
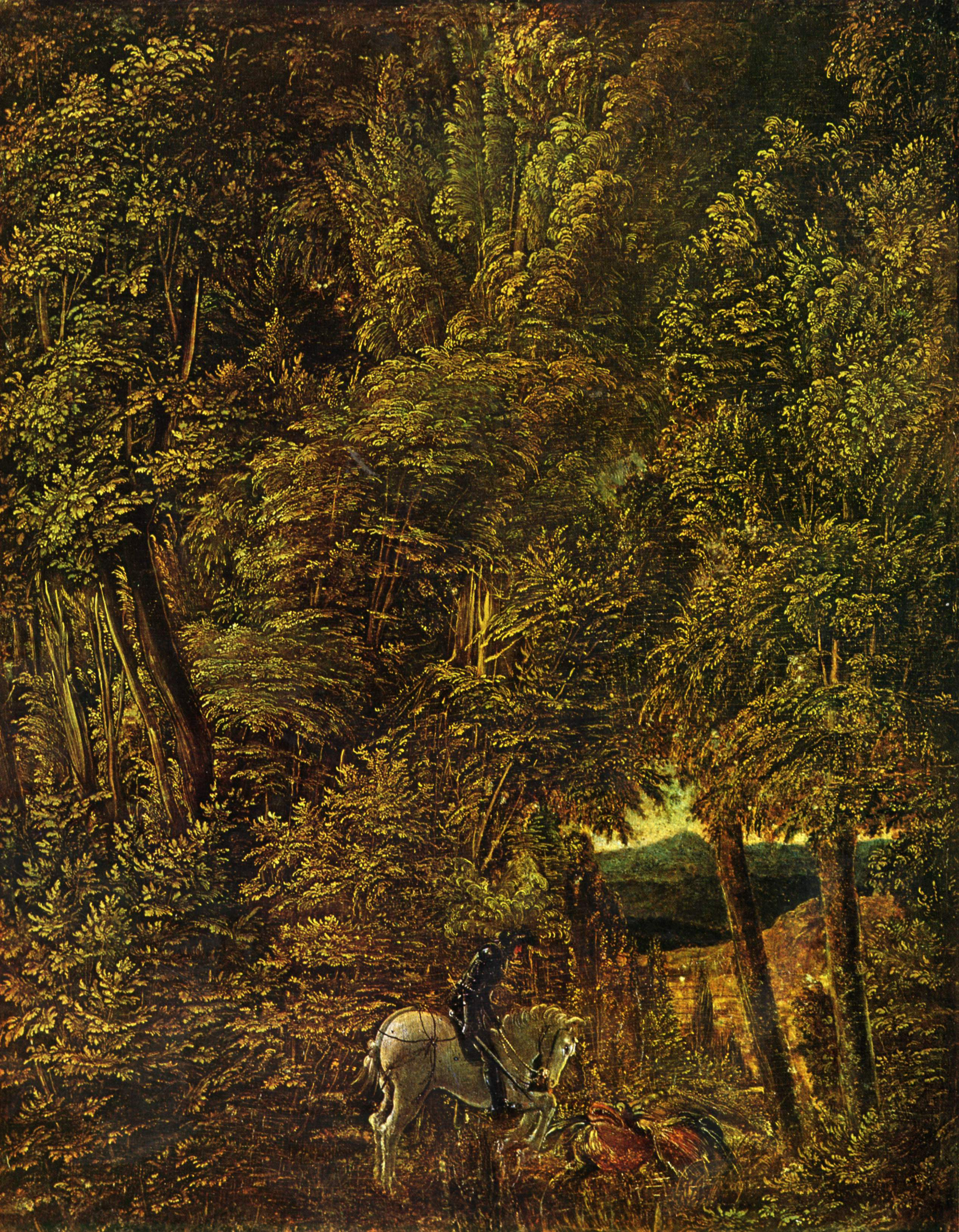
阿爾布雷希特·阿爾特多費的《森林裡的聖喬治（英语：Saint George in the Forest）》，28.2 × 22.5cm，約作於1510年，來自布瓦塞雷的收藏
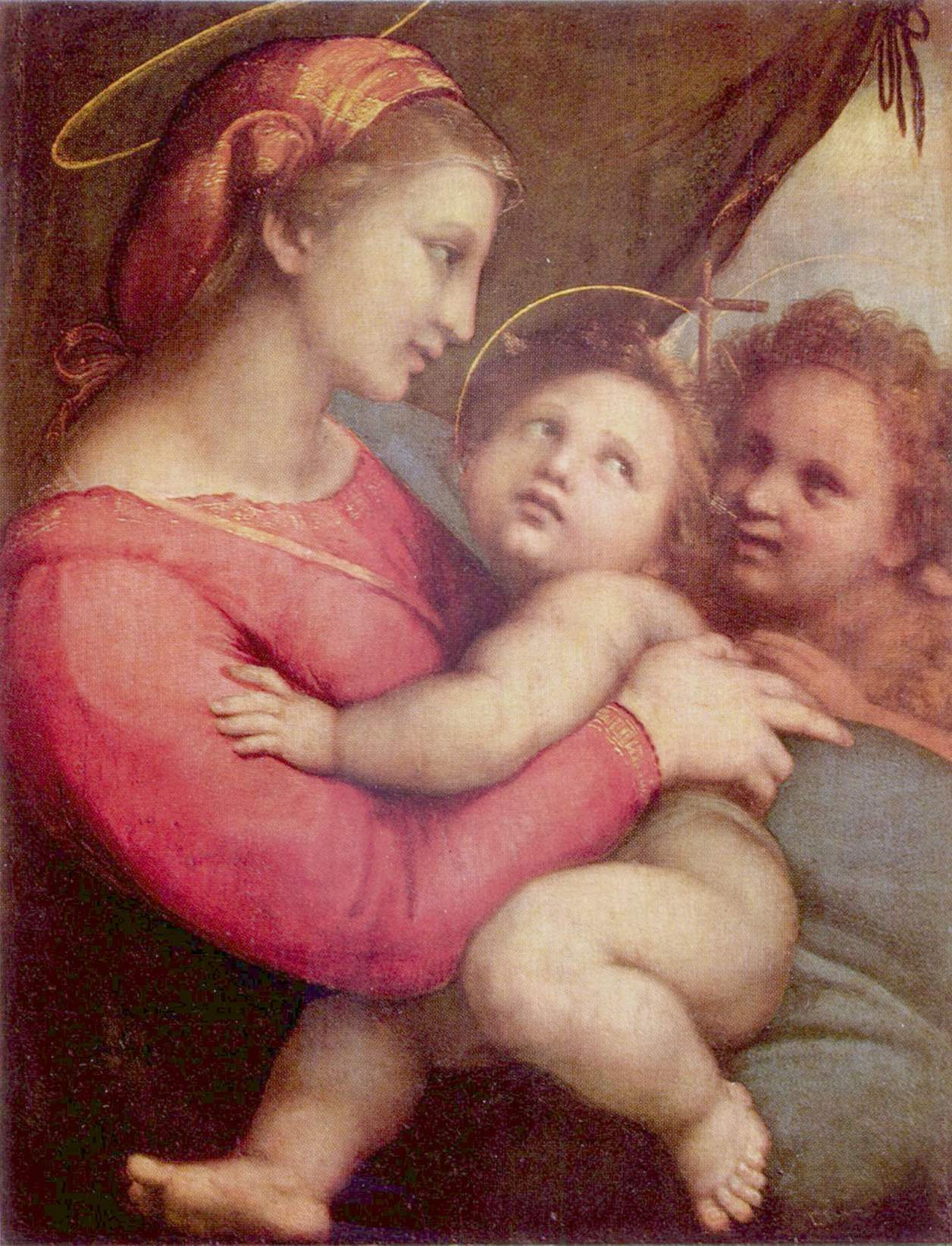
拉斐爾的《帳棚裡的聖母（英语：Madonna della Tenda）》，65.8 × 51.2cm，約作於1514年，1819年路德維希一世購自英國的收藏
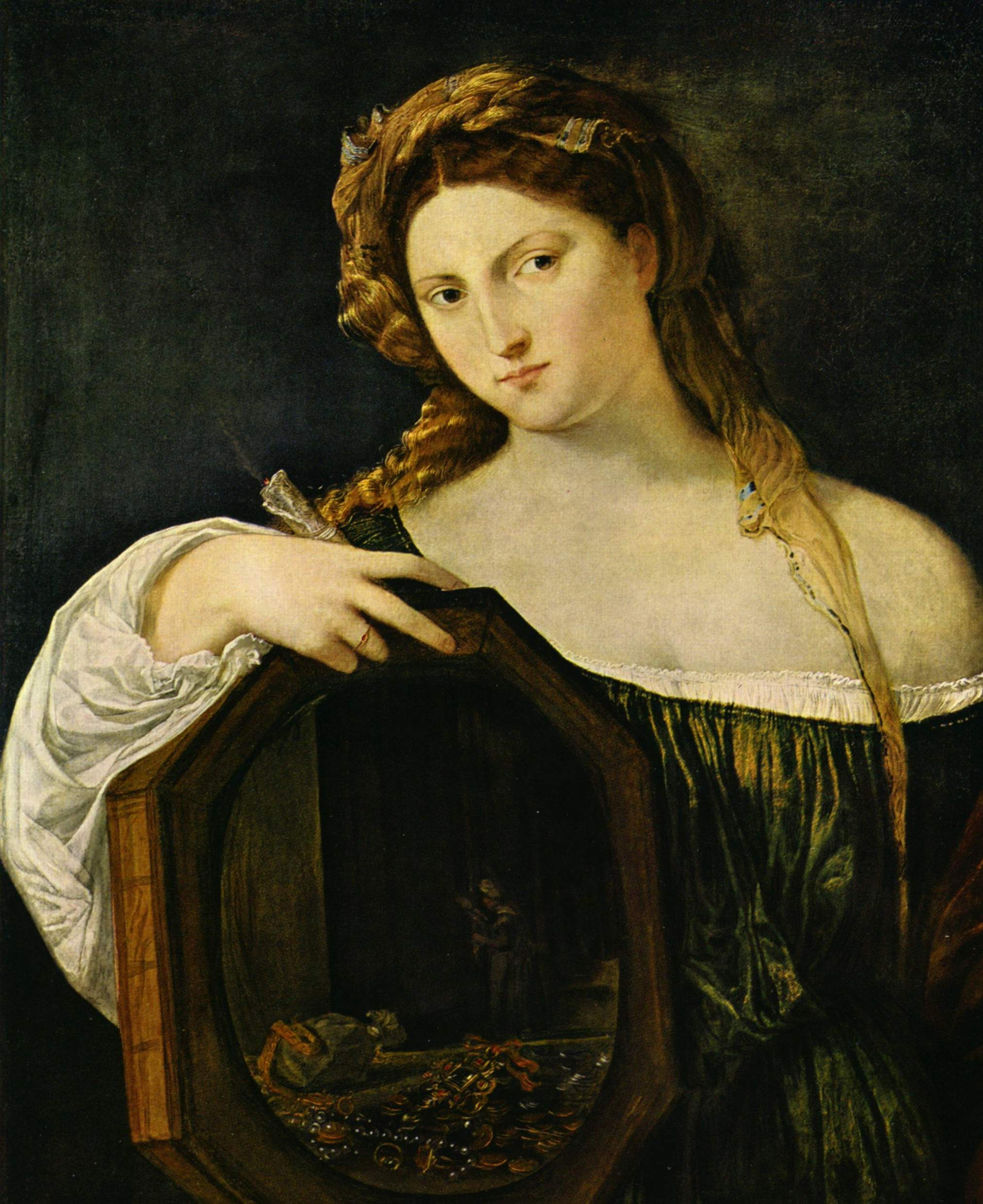
提香的《虛榮》，97 × 81.2cm，約作於1514-1515年，1884年始藏
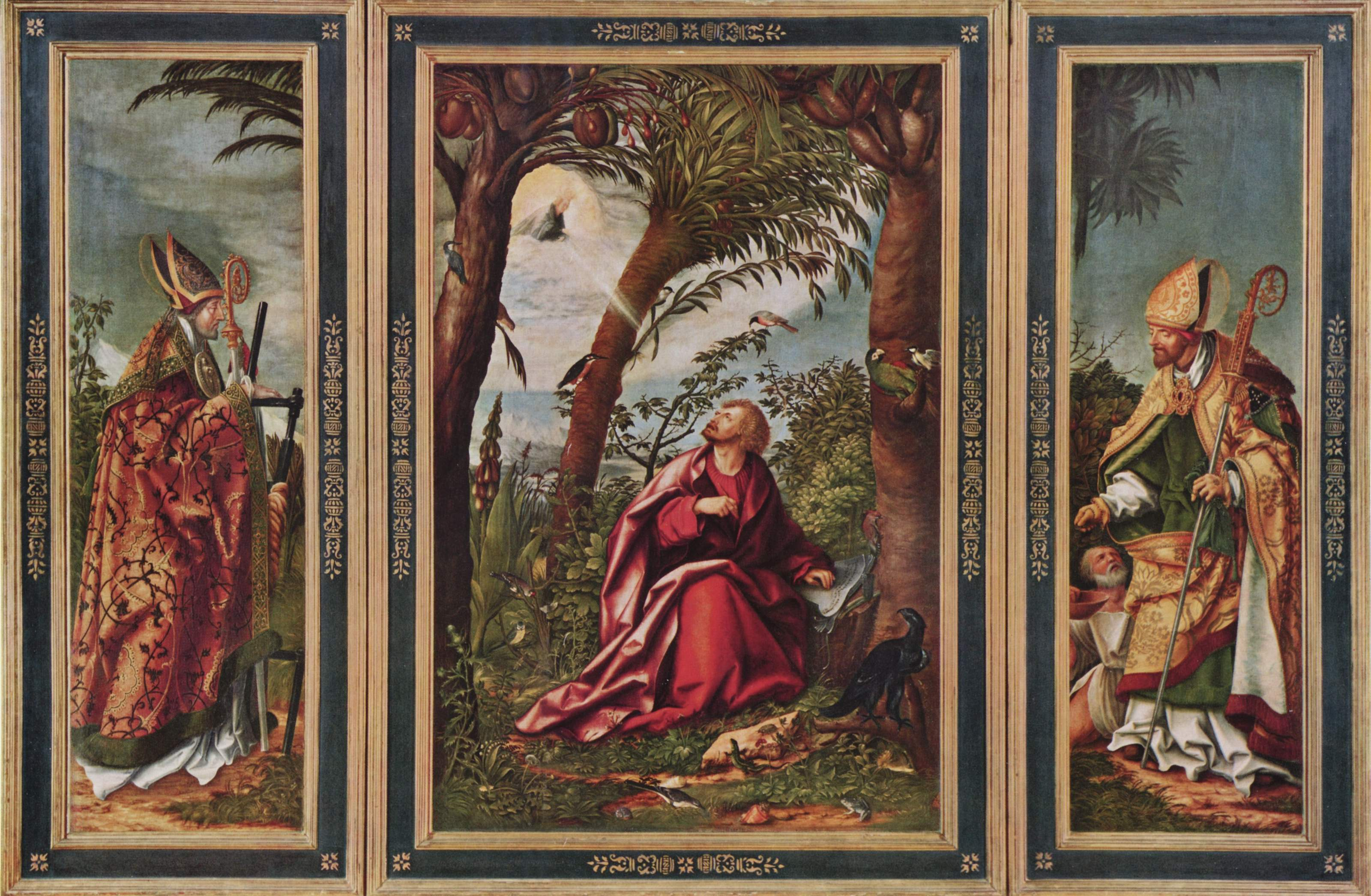
漢斯·布克麥爾（英语：Hans Burgkmair）的《聖約翰》（Johannesaltar），153 × 218cm，約作於1518年
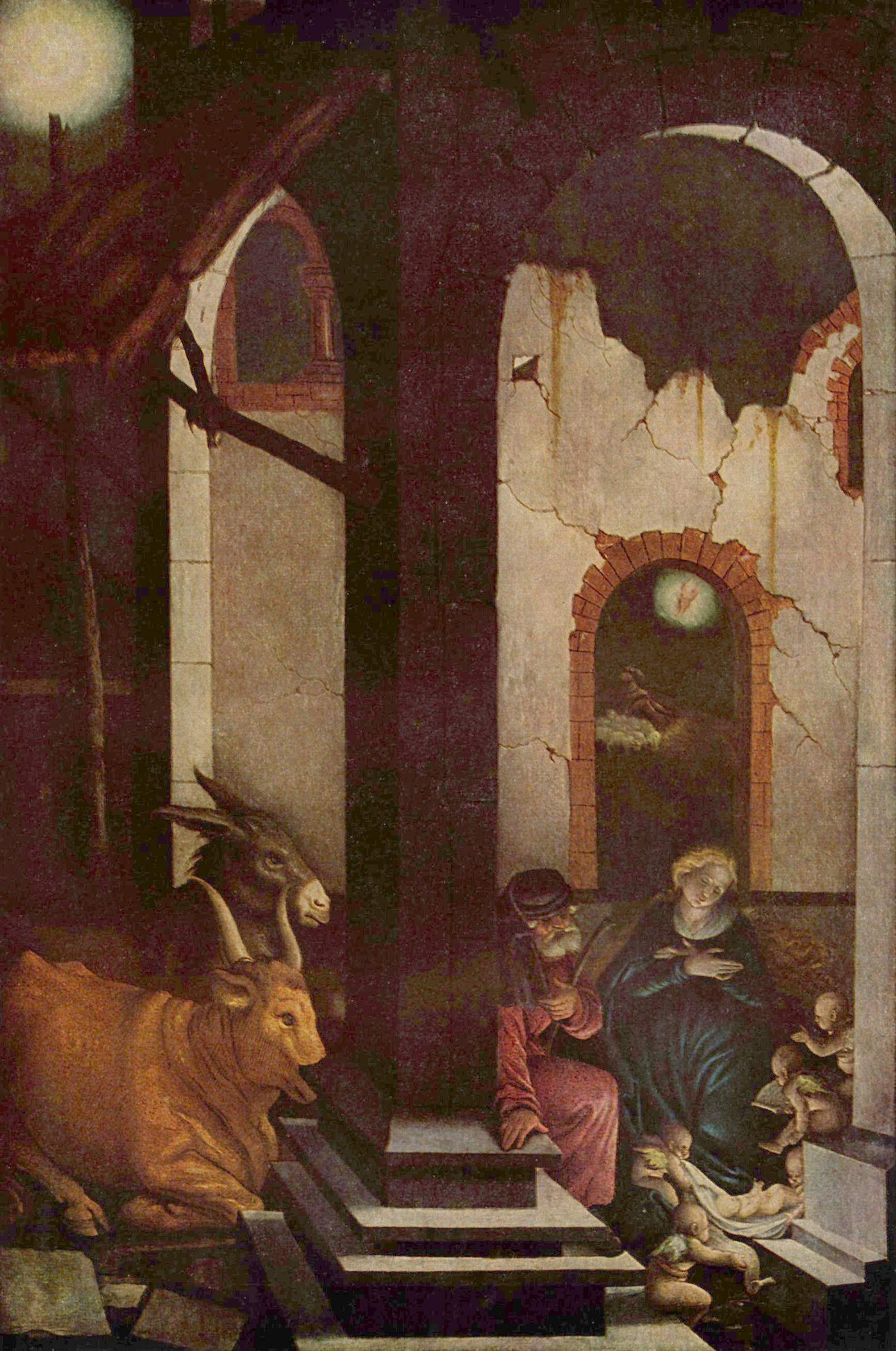
漢斯·巴爾東·格里恩的《基督降生》（Die Geburt Christi），106 × 71cm，約作於1520年，來自阿沙芬堡的收藏
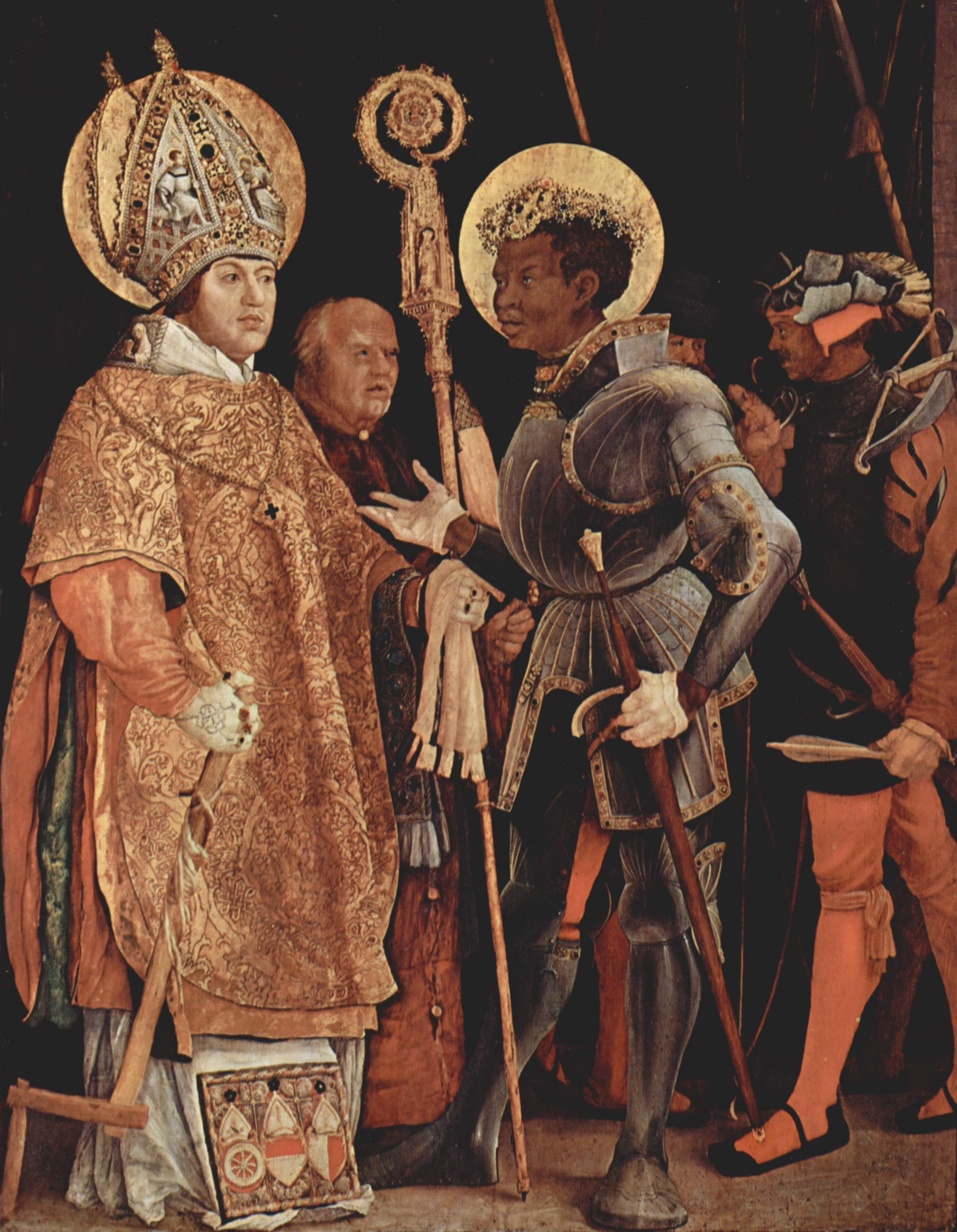
馬蒂亞斯·格呂內瓦爾德的《聖厄拉瑪斯和聖穆理思》，226 × 176cm，約作於1525年，19世紀始藏
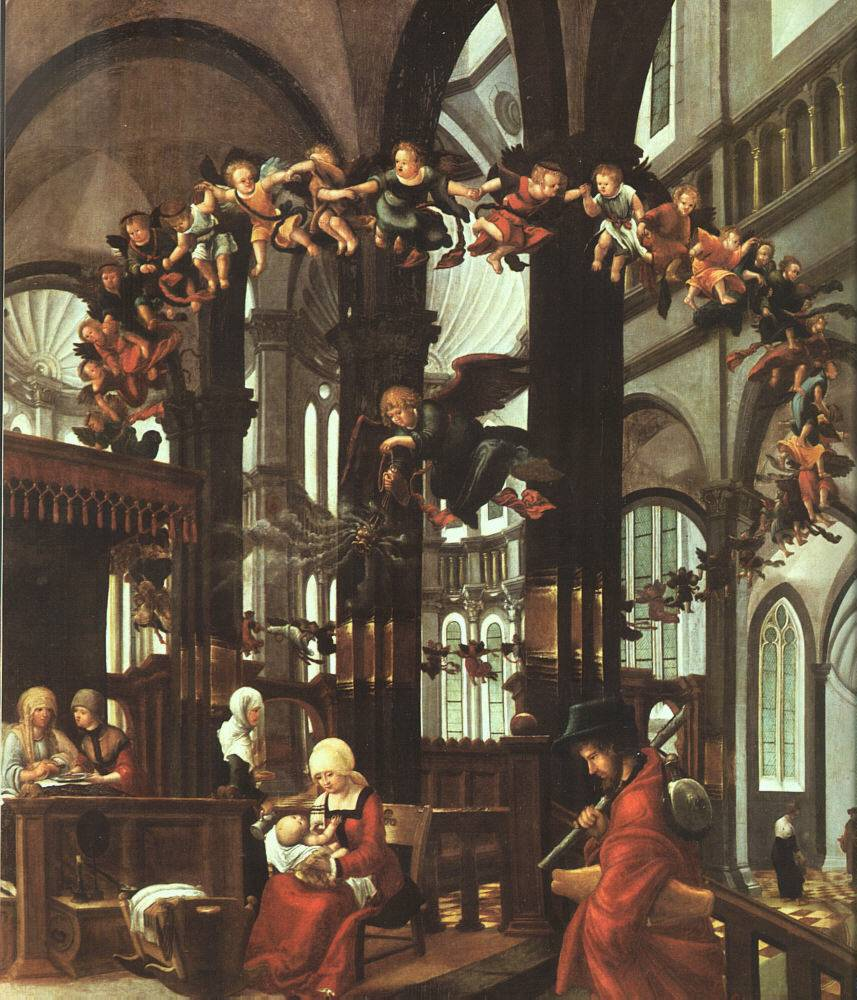
阿爾布雷希特·阿爾特多費的《聖母瑪利亞的誕生》（Geburt Mariae），140.7 × 130cm，約作於1520年，1816年始藏
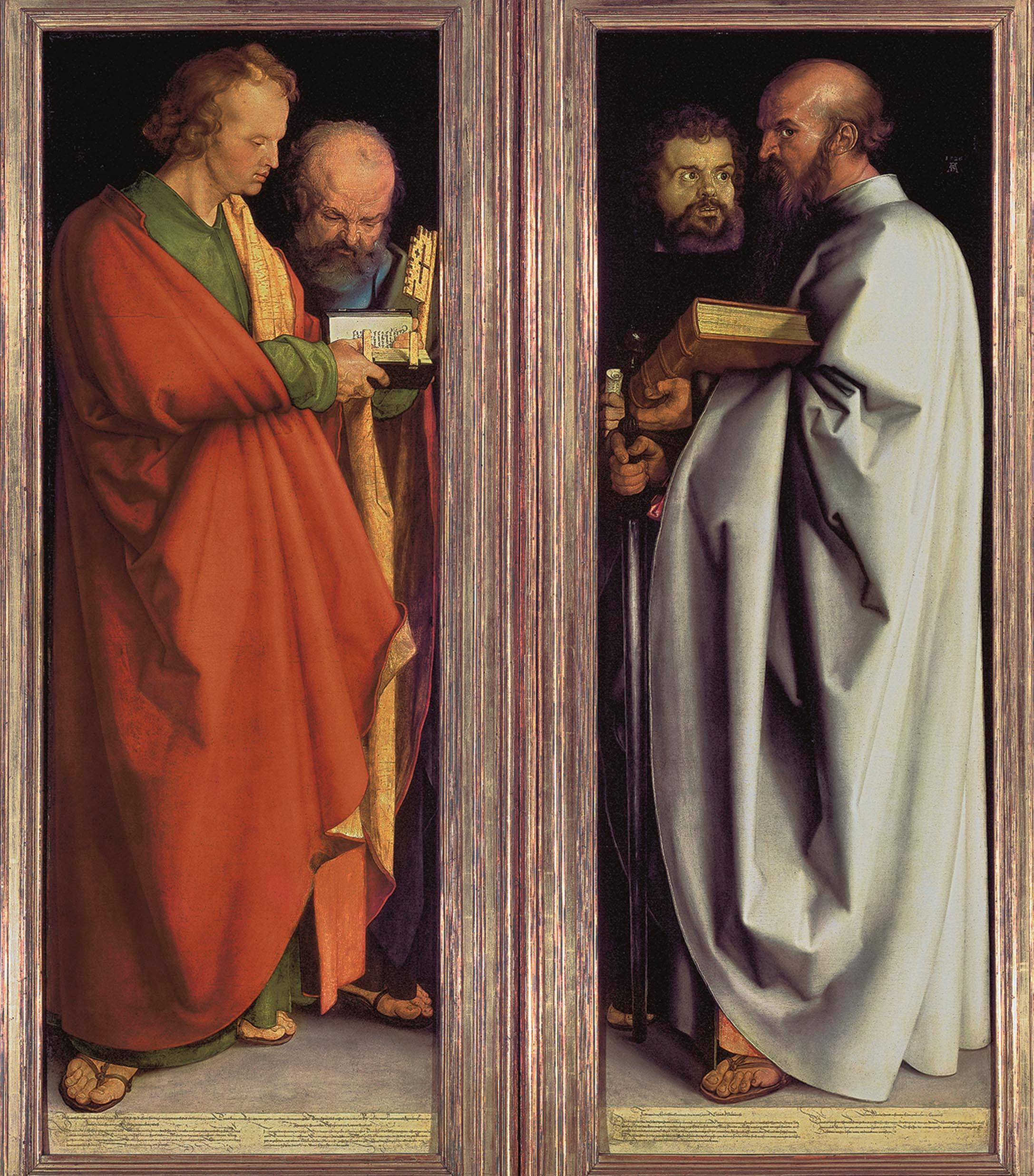
杜勒的《四使徒》，兩幅各215 × 76cm，約作於1526年，1627年馬克西米利安一世購自紐倫堡
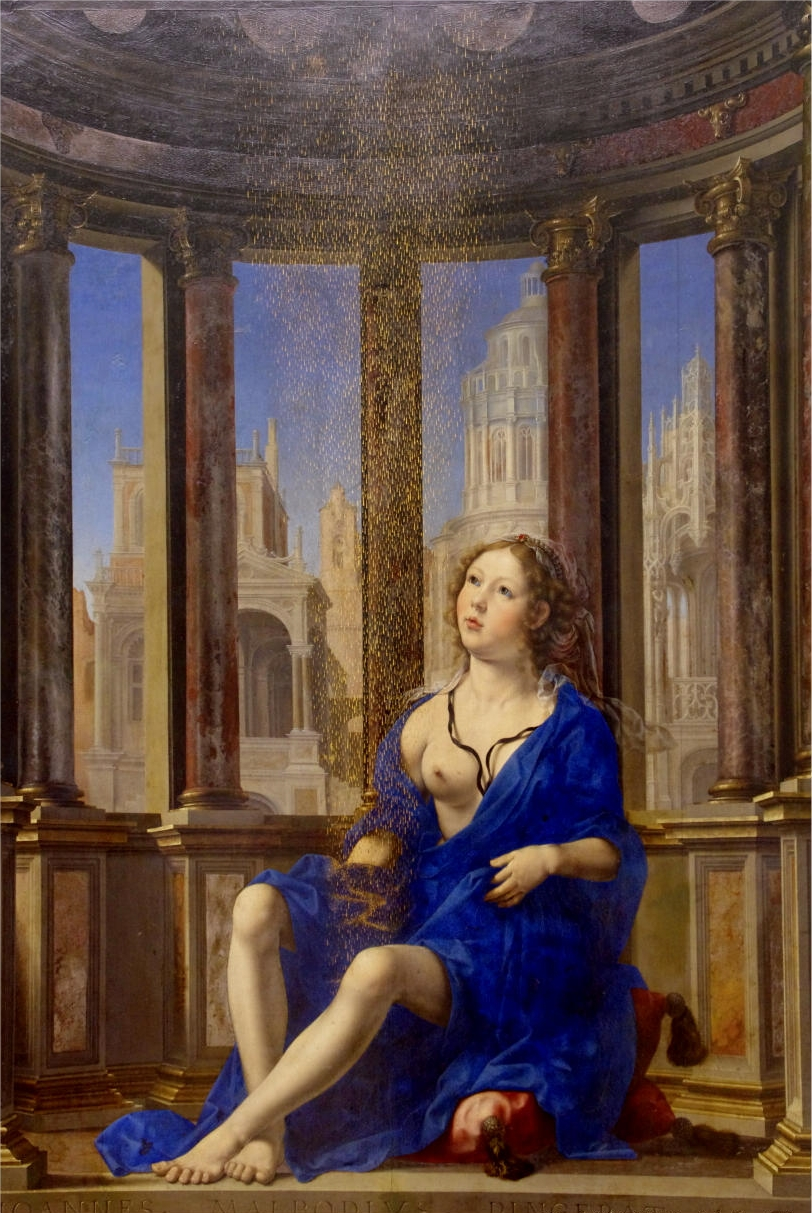
揚·胡薩特（英语：Jan Gossaert）的《達那厄（義大利語：Danae (Jan Gossaert)）》，113.5 × 95cm，約作於1527年，來自魯道夫二世的收藏
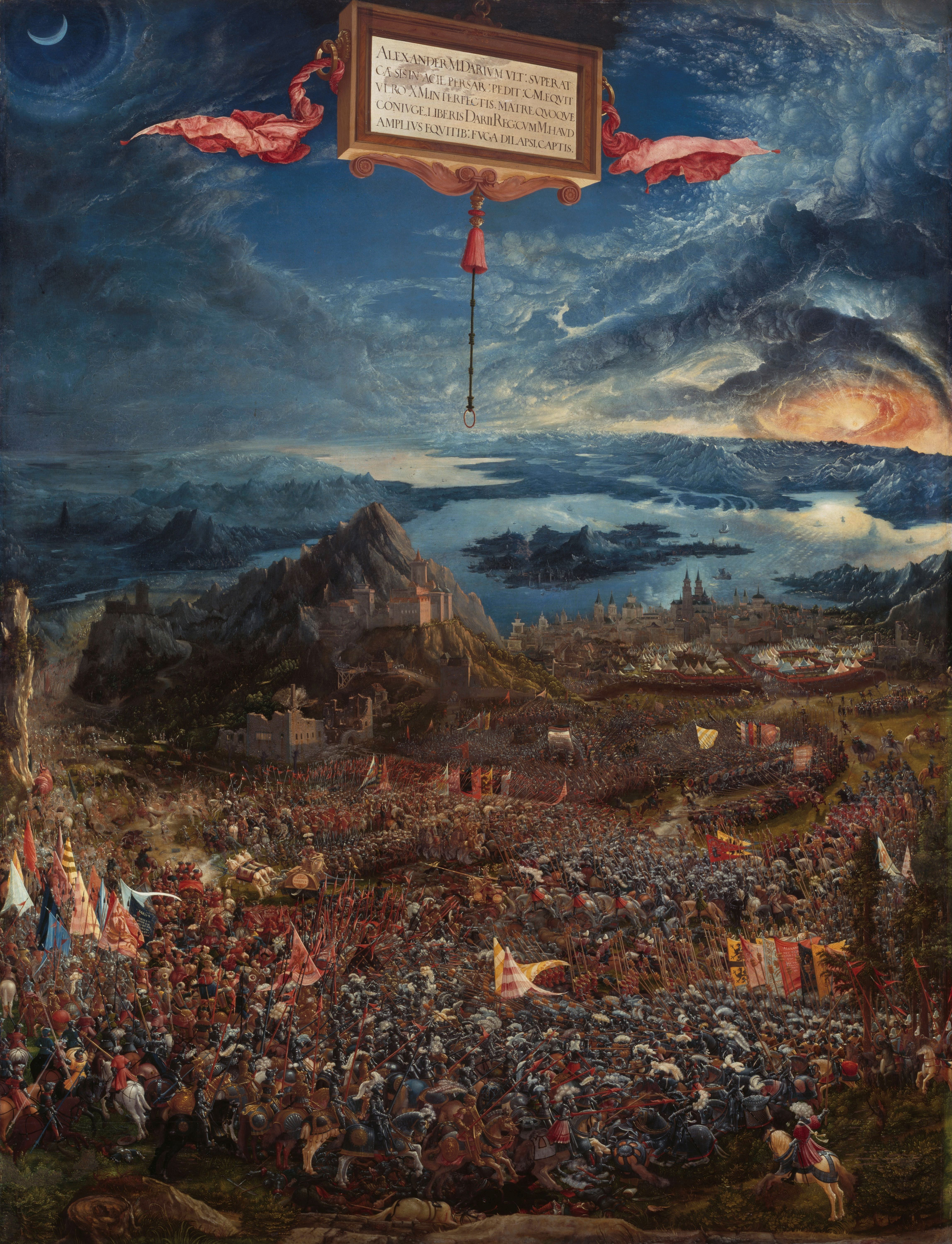
阿爾布雷希特·阿爾特多費的《伊蘇斯的亞歷山大之戰》，158.4 × 120.3cm，約作於1529年，來自威廉四世的收藏
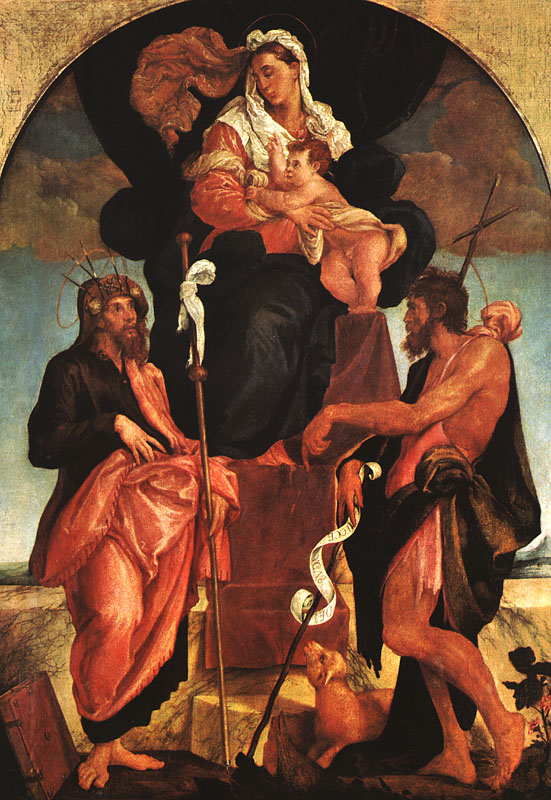
雅各布·巴萨诺的《聖母子與聖人》，191 × 133cm，約作於1545-1550年，來自杜塞道夫画廊（德语：Gemäldegalerie Düsseldorf）的收藏
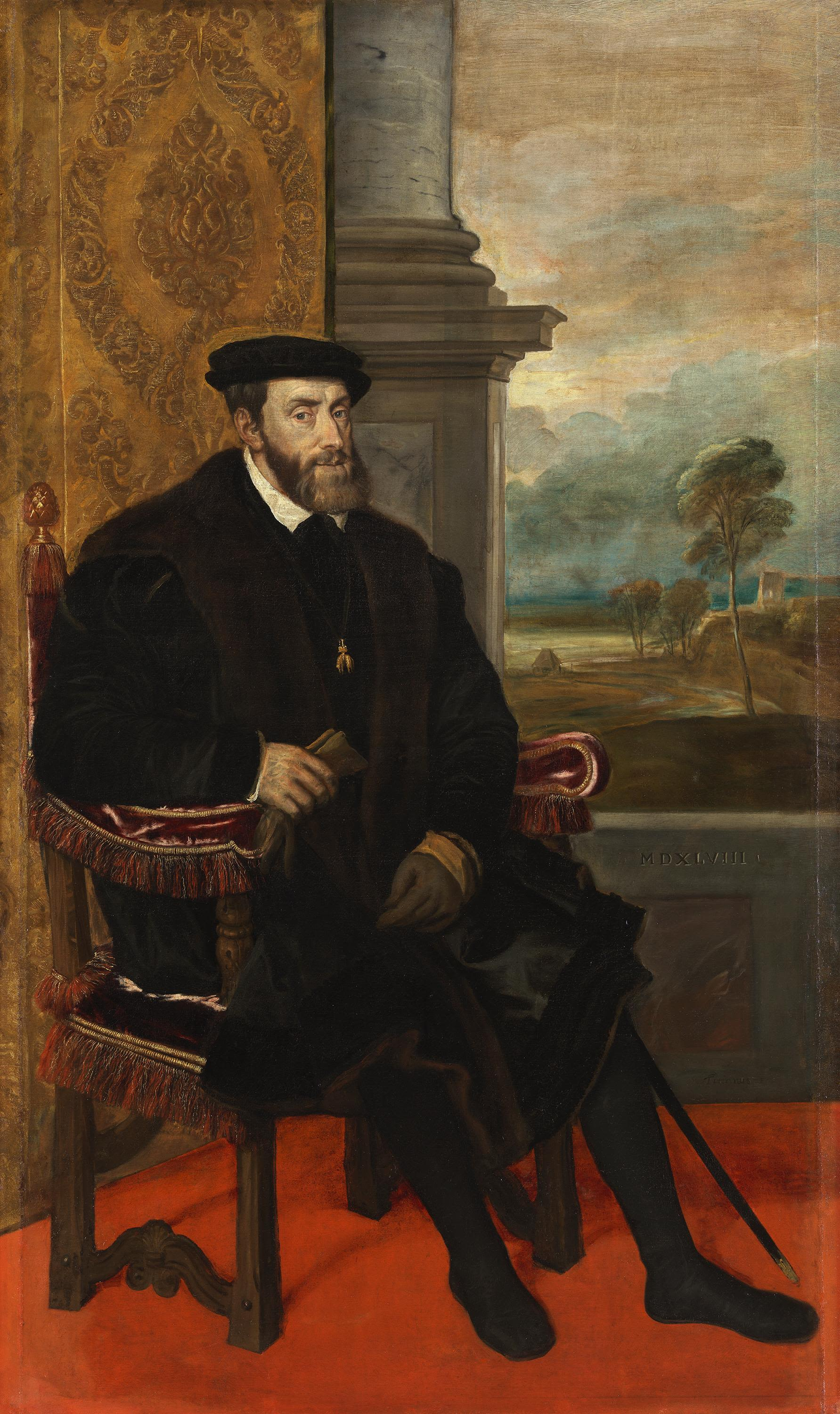
提香的《查理五世肖像畫（英语：Portrait of Charles V (Titian, Munich)）》，203.5 × 122cm，約作於1548年
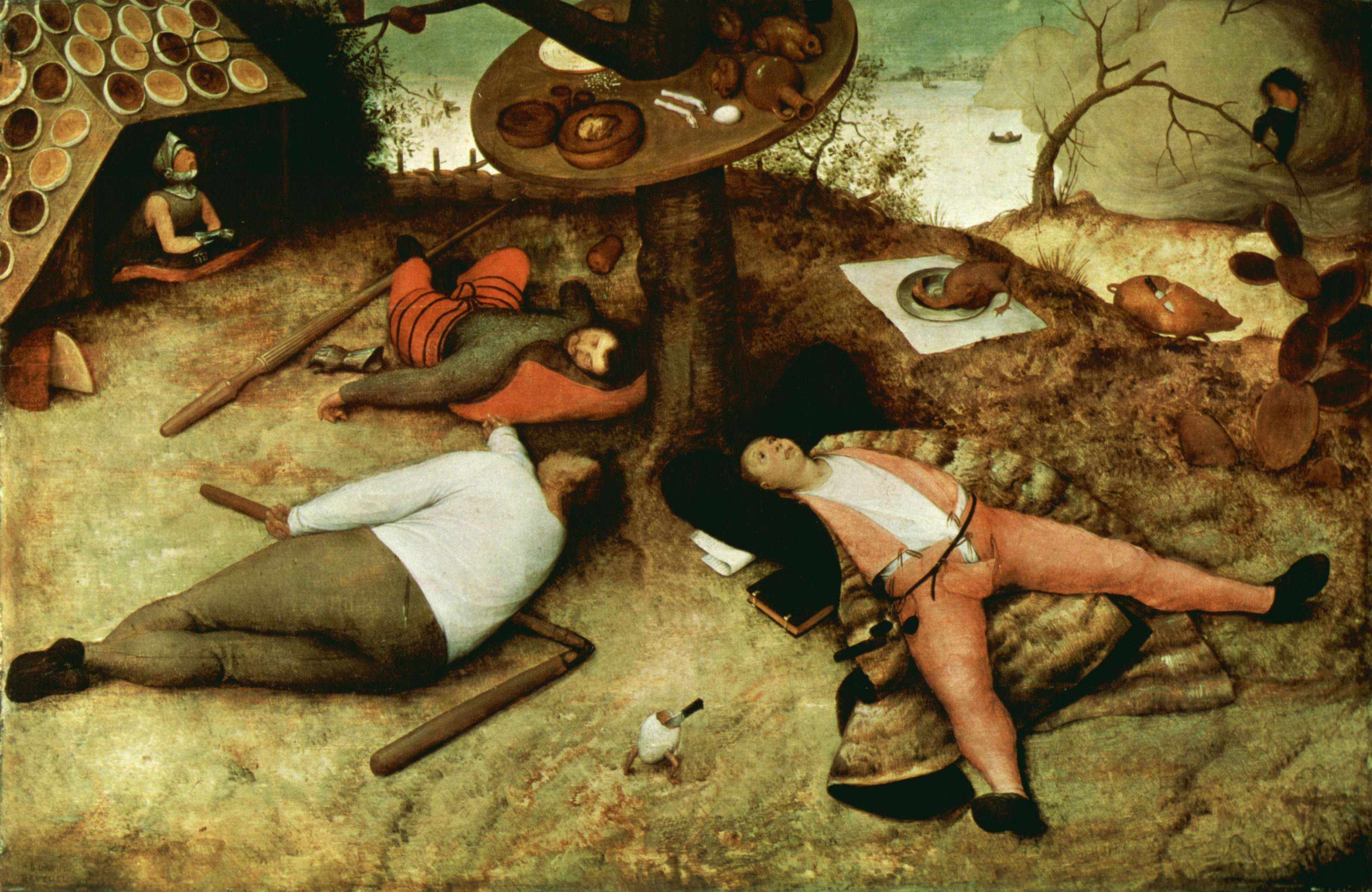
老彼得·布勒哲爾的《安樂鄉（英语：The Land of Cockaigne (Bruegel)）》，52 × 78cm，約作於1567年，1917年始藏
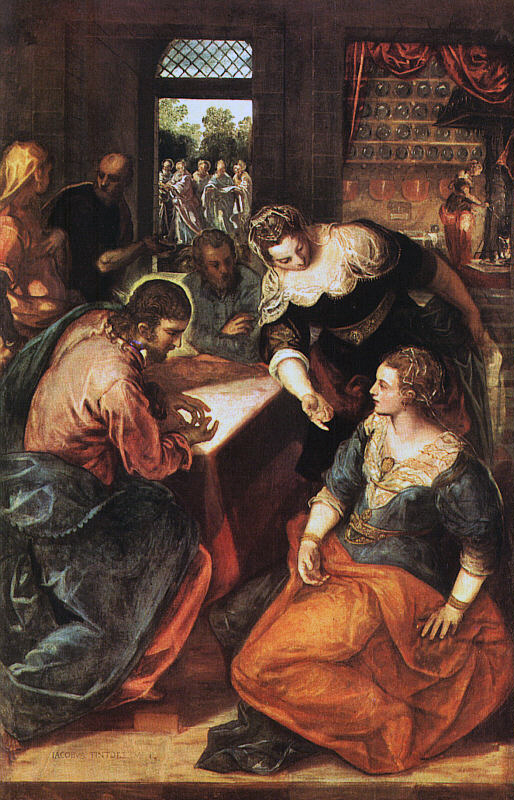
丁托列托的《耶穌拜訪馬大與馬利亞（義大利語：Cristo in casa di Marta e Maria (Tintoretto)）》，200 × 132cm，約作於1580年，1803年始藏
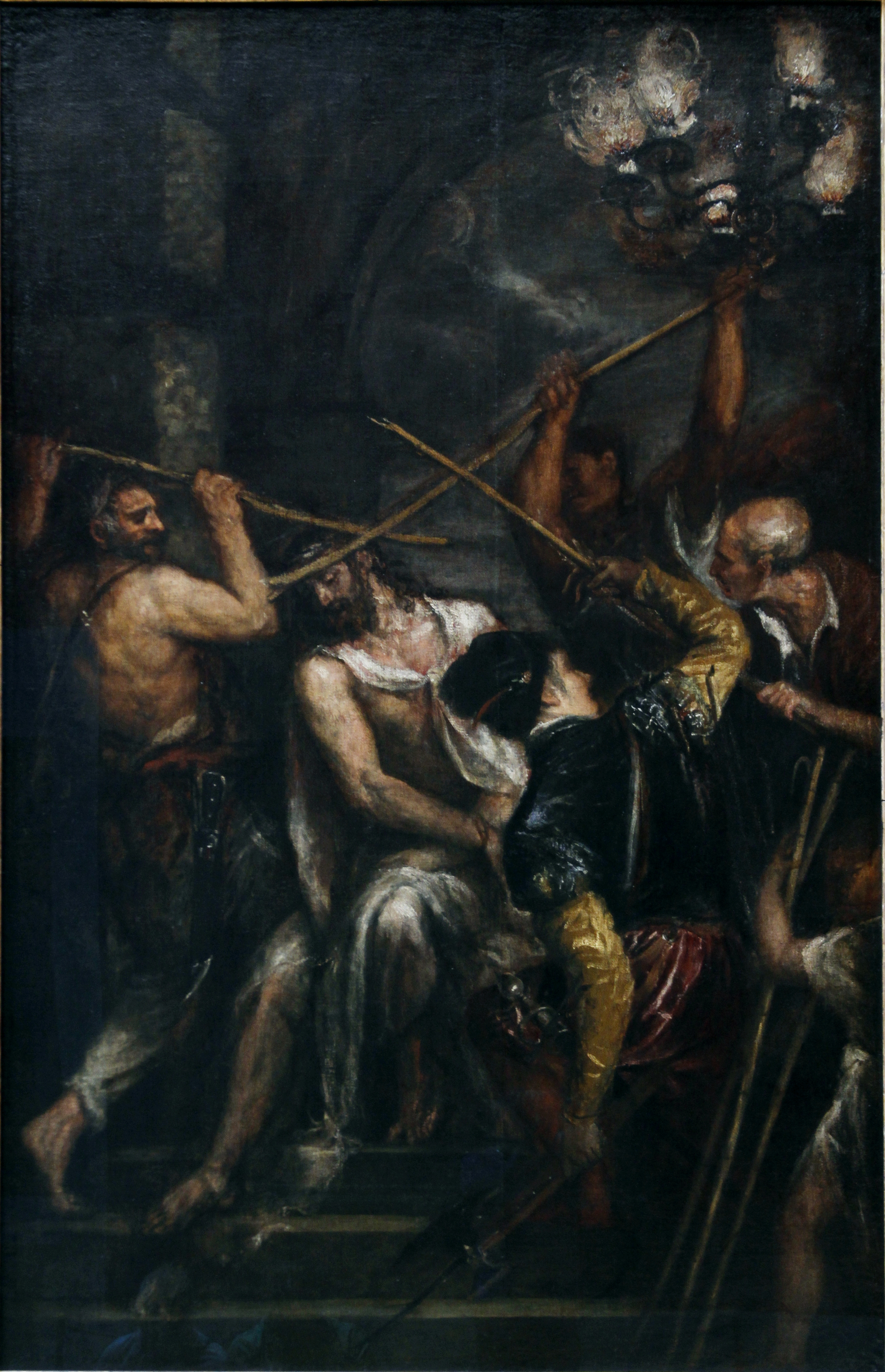
提香的《荊棘冠冕》，280 × 182cm，約作於1576年
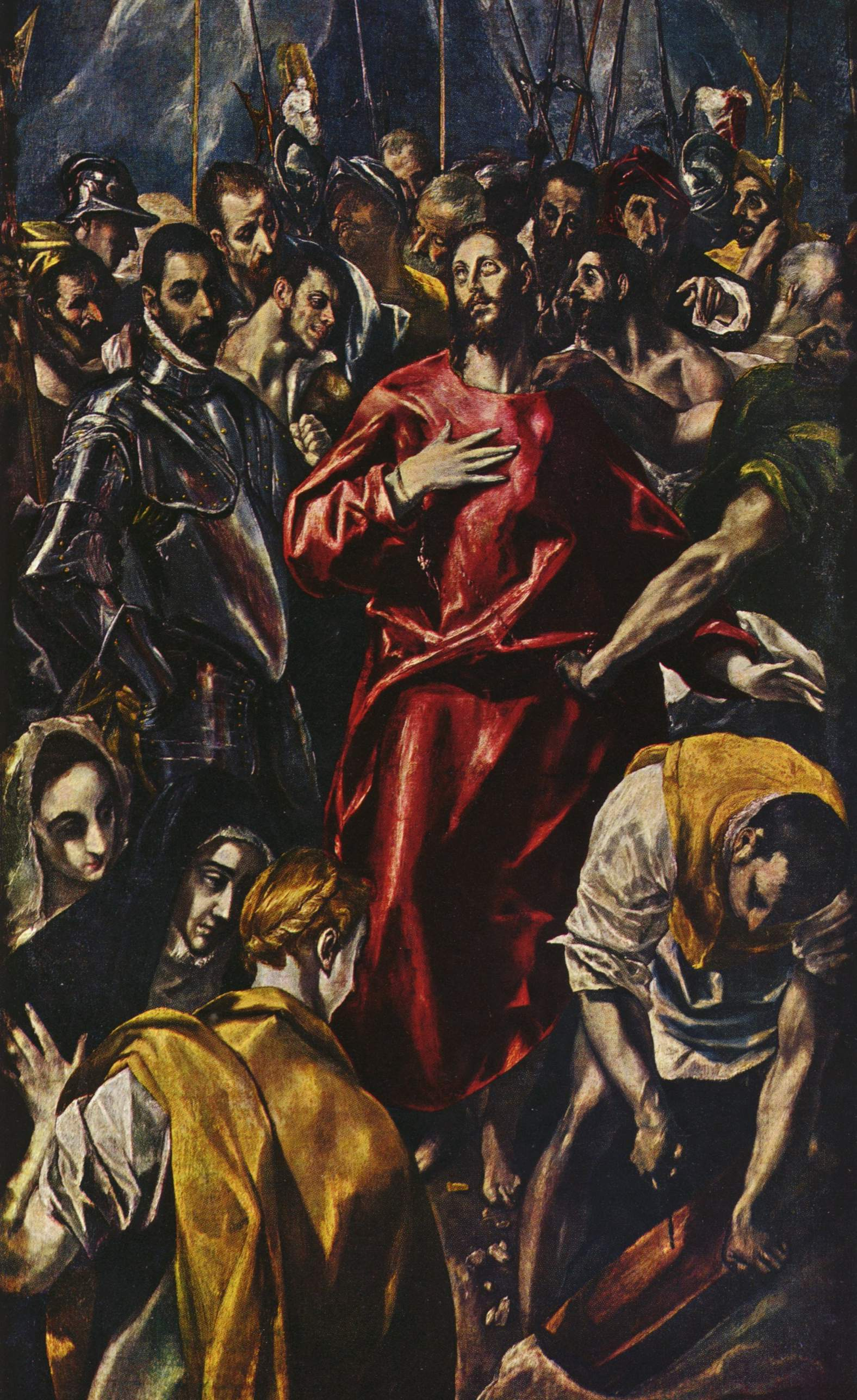
艾爾·葛雷柯的《耶穌被剝去衣服（西班牙语：El Expolio (El Greco, versión de Múnich)）》，165 × 99cm，約作於1583-1584年，1909年始藏
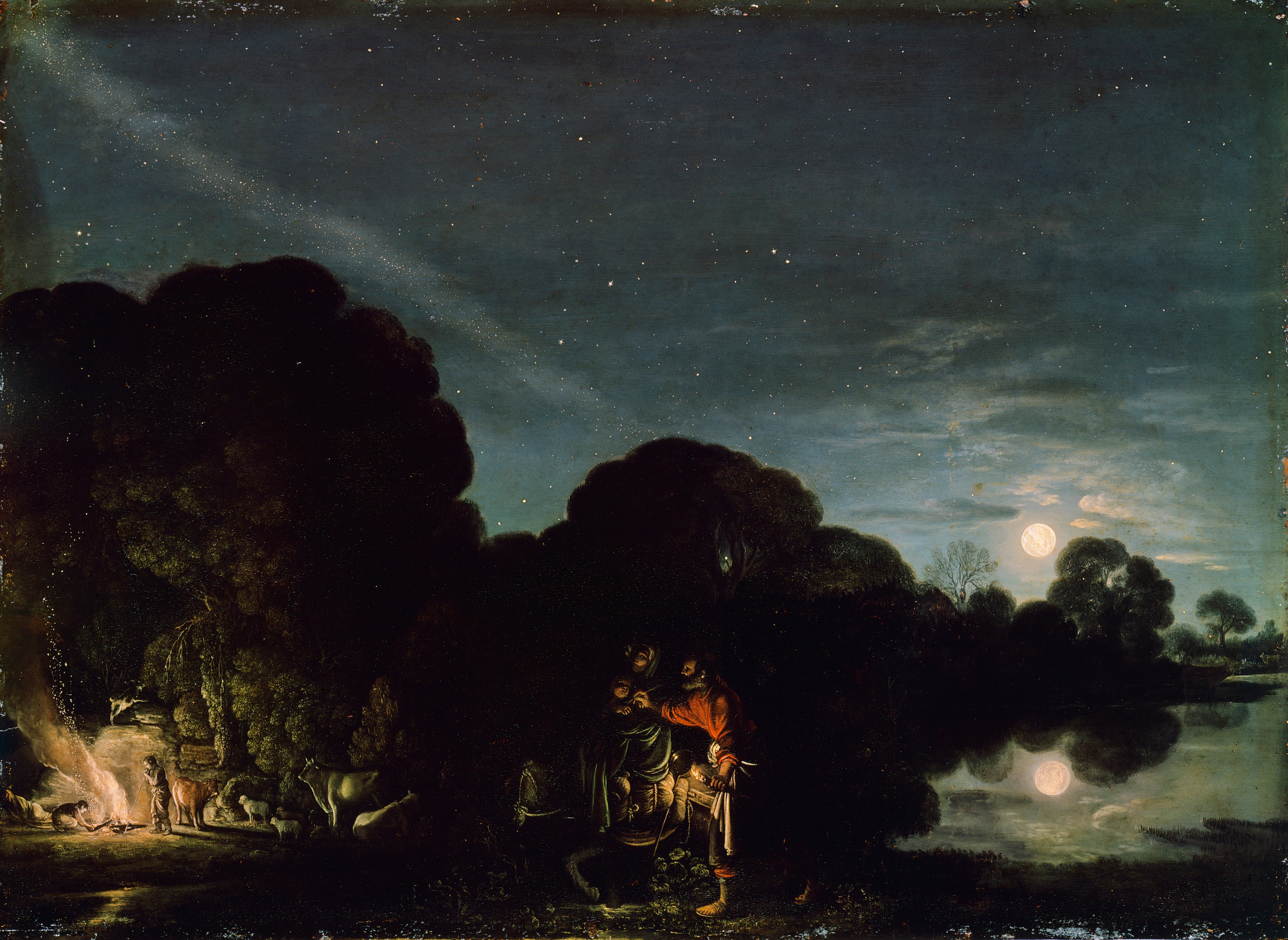
亞當·埃爾斯海默（英语：Adam Elsheimer）的《逃往埃及（英语：The Flight into Egypt (Elsheimer)）》，31 × 41cm，約作於1609年，來自杜塞道夫畫廊的收藏
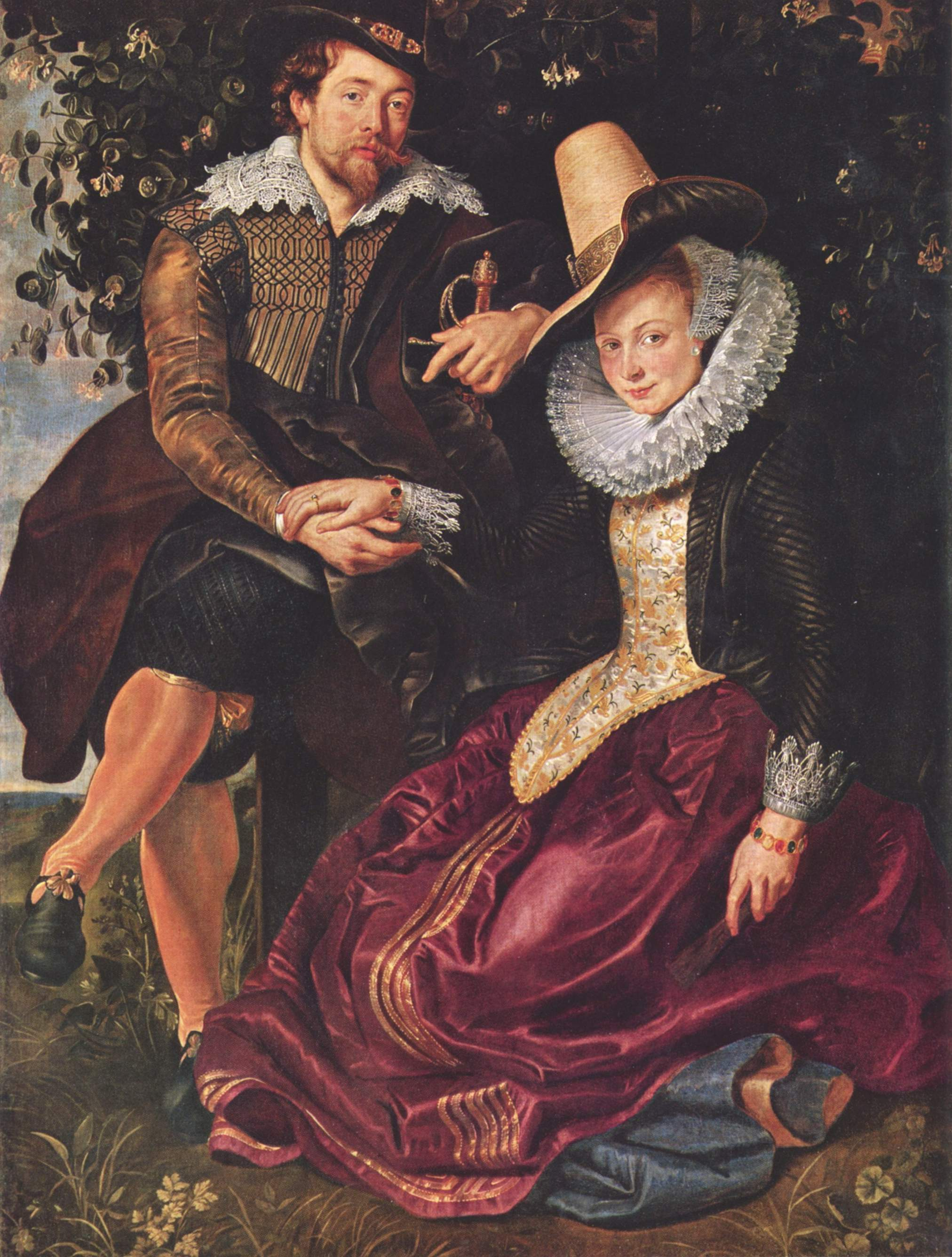
彼得·保羅·魯本斯的《金銀花樹蔭下（英语：Honeysuckle Bower）》，178 × 136.5cm，約作於1609-1610年，來自杜塞道夫畫廊的收藏
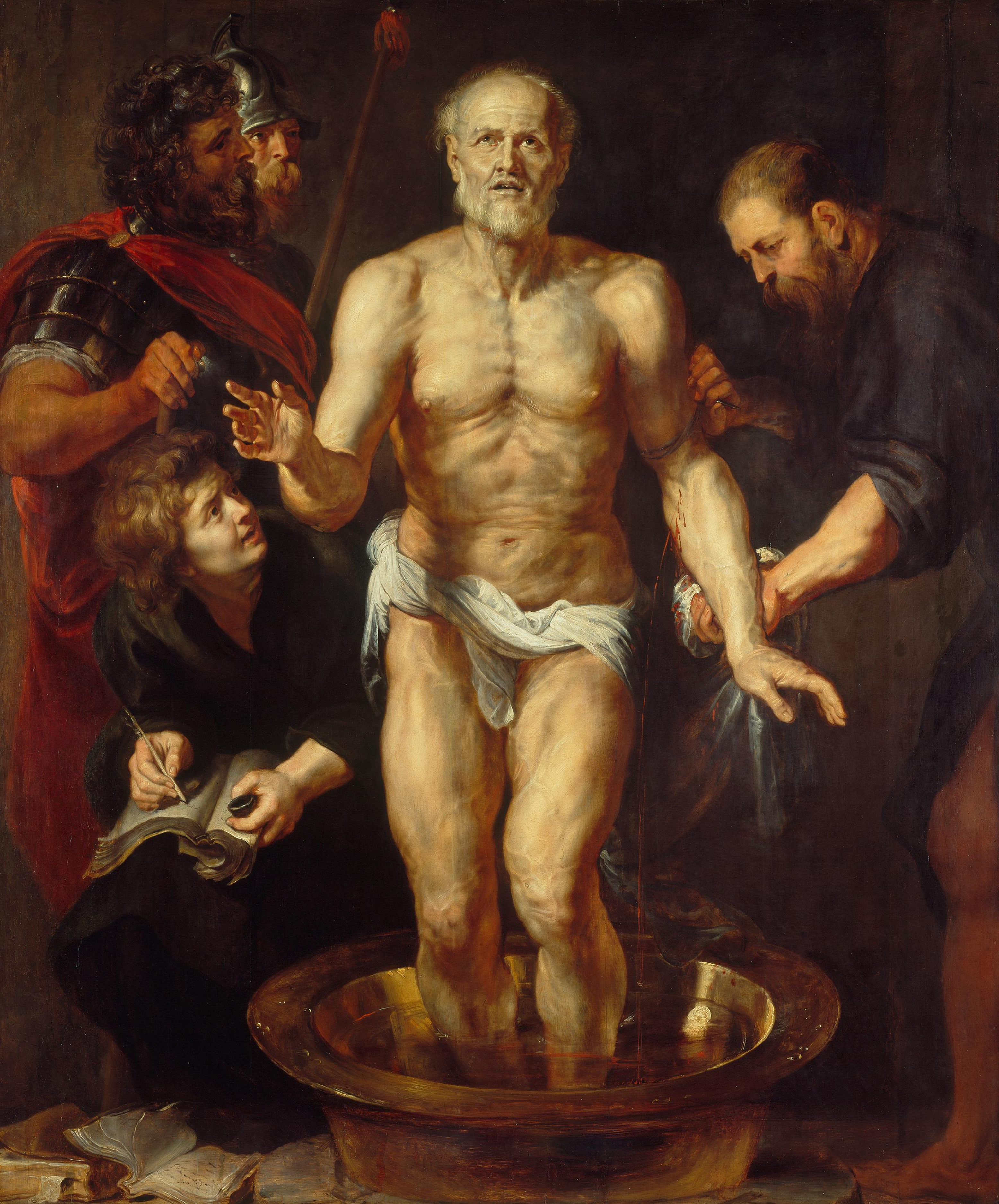
彼得·保羅·魯本斯的《垂死的塞內卡》（Der sterbende Seneca），185 × 154.7cm，約作於1614年，來自杜塞道夫畫廊的收藏
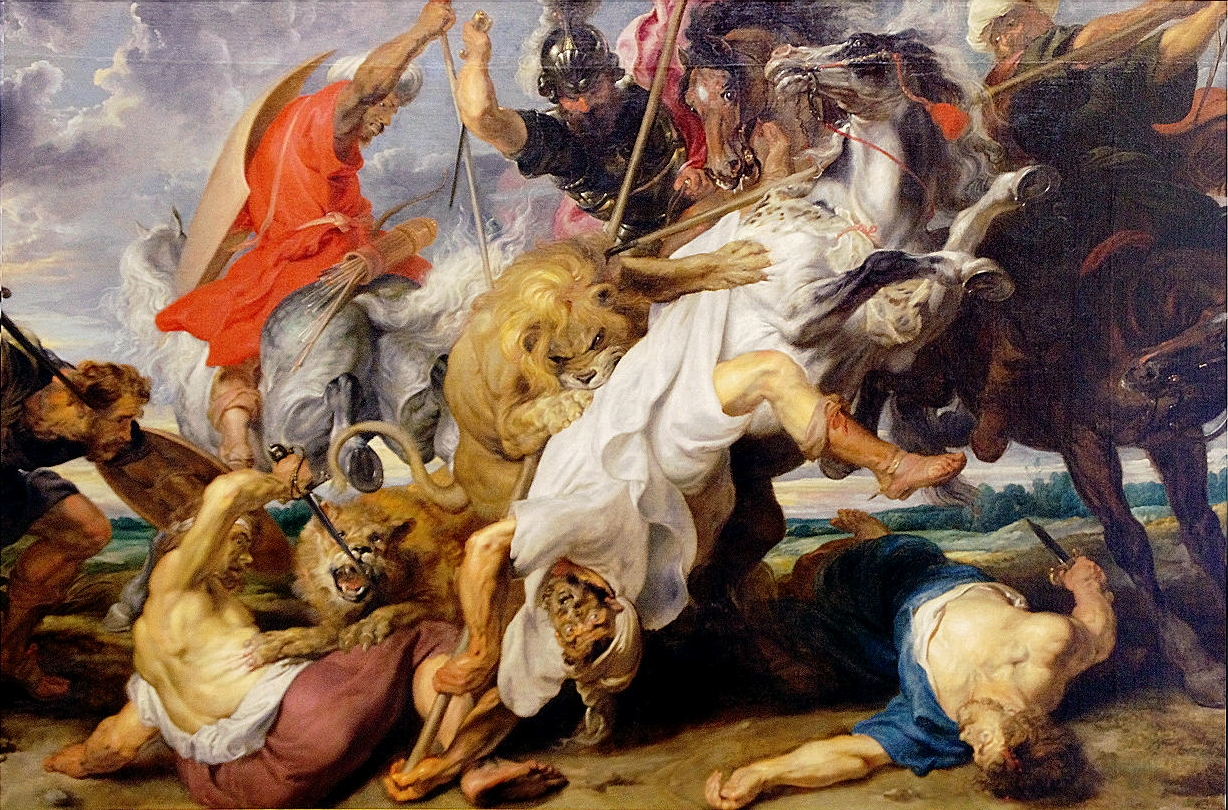
彼得·保羅·魯本斯的《獵獅圖（英语：The Lion Hunt (Rubens)）》，249 × 377cm，約作於1616年，約1710年購得
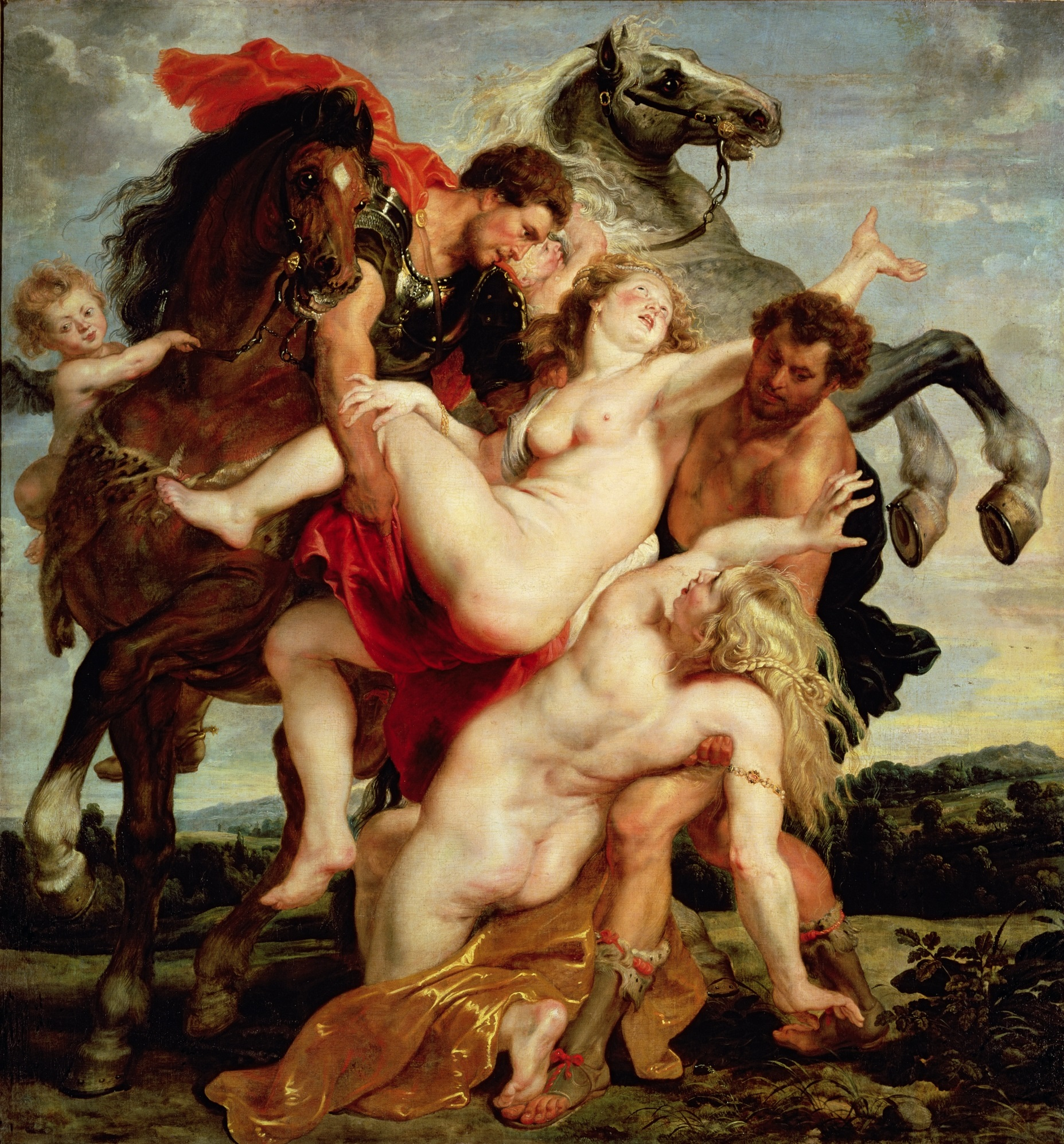
彼得·保羅·魯本斯的《劫掠呂西普的女兒們（英语：The Rape of the Daughters of Leucippus）》，224 × 210.5cm，約作於1618年，來自杜塞道夫畫廊的收藏
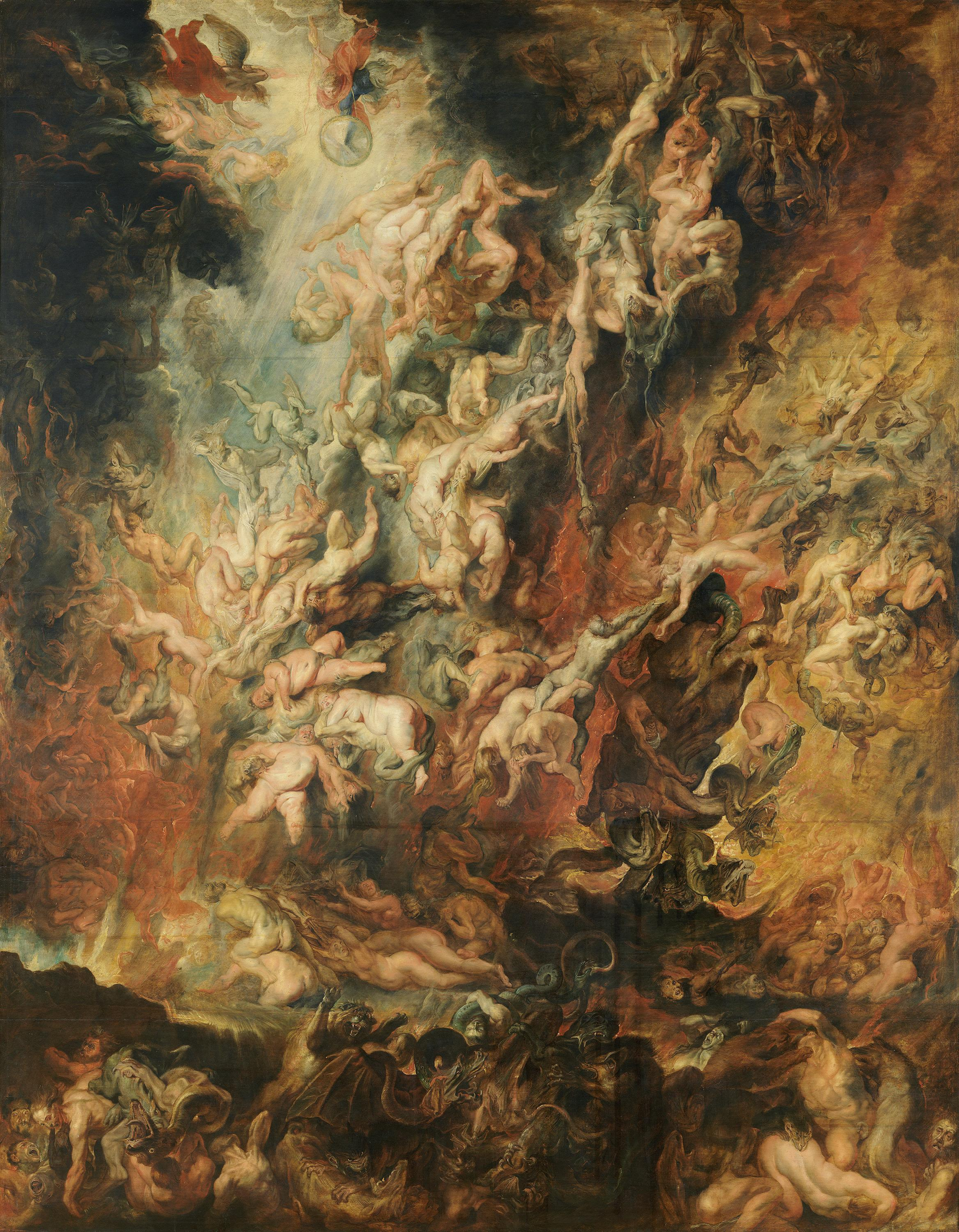
彼得·保羅·魯本斯的《詛咒者的墜落（英语：The Fall of the Damned）》，288 × 225cm，約作於1620年，來自杜塞道夫畫廊的收藏
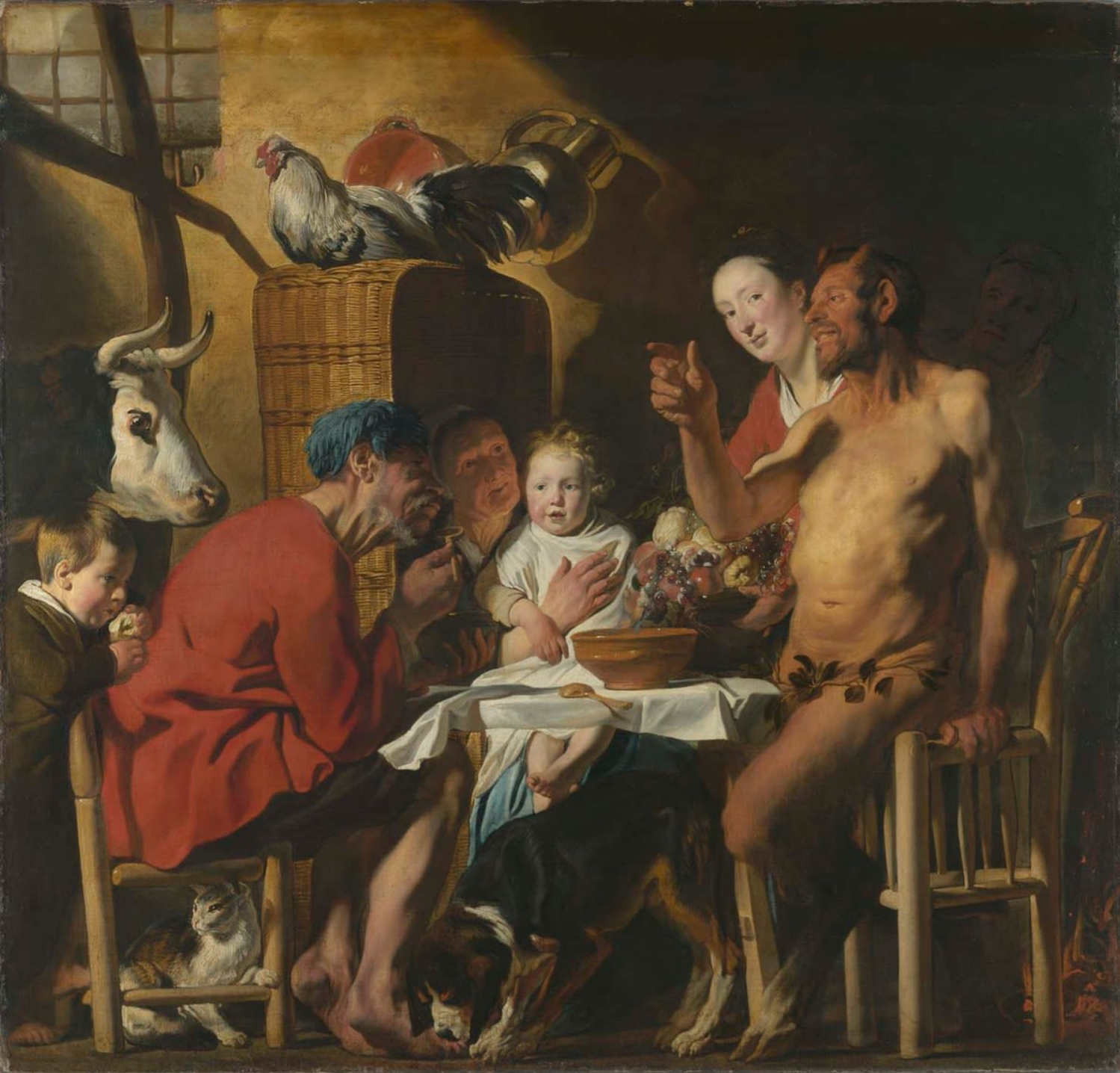
雅各布·約爾丹斯的《薩提爾與農人》（Der Satyr beim Bauern），174 × 205cm，約作於1620年，來自杜塞道夫畫廊的收藏
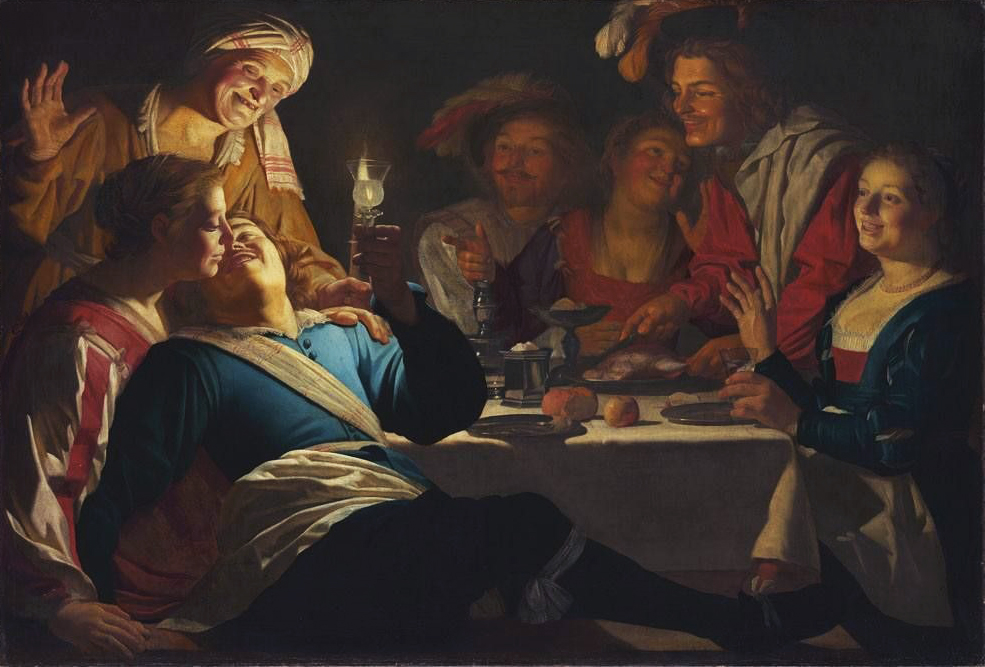
格里特·范·洪特霍斯特的《浪子回頭（英语：Merry Company (Honthorst)）》，130 × 195.6cm，約作於1622年，來自杜塞道夫畫廊的收藏
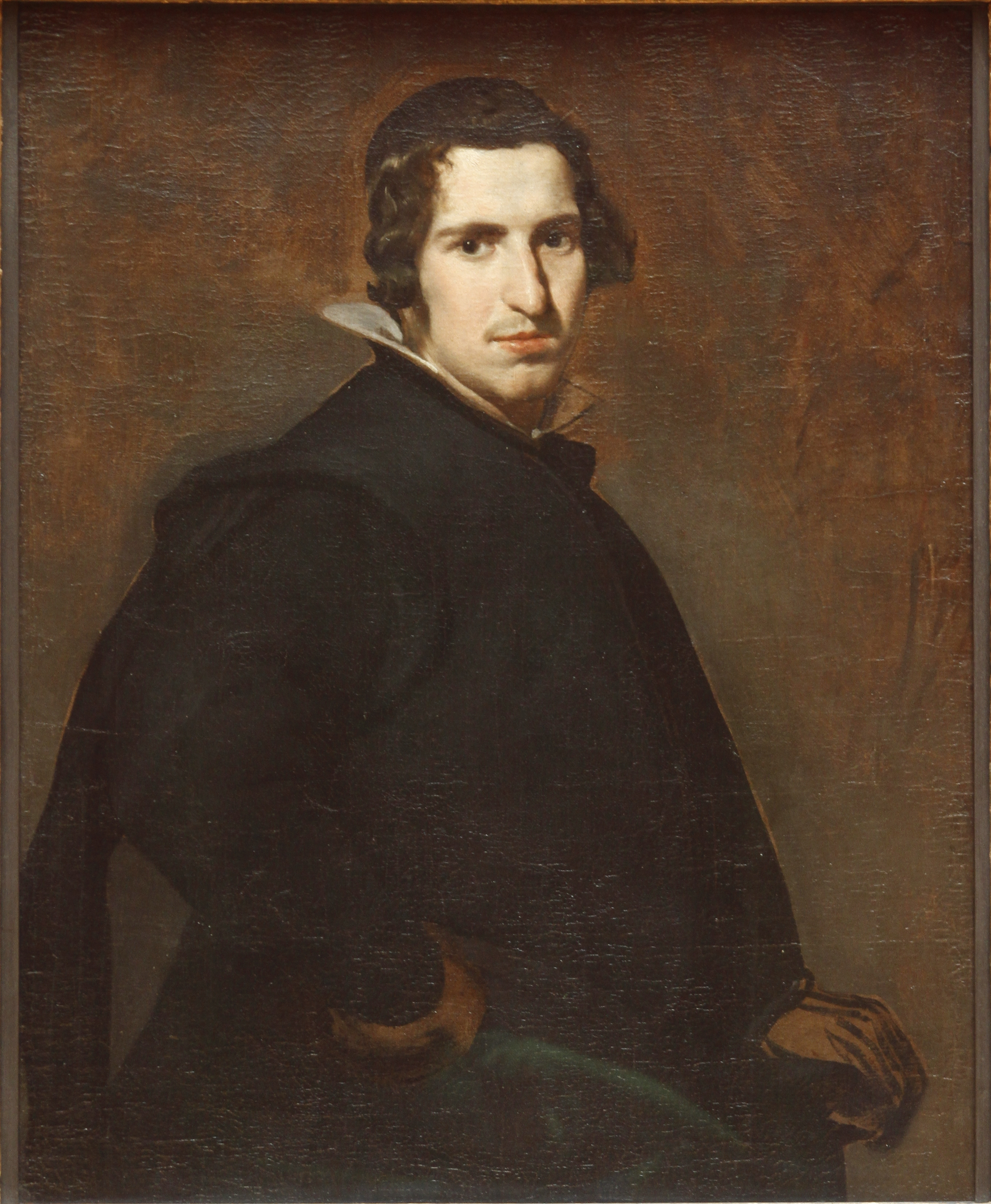
委拉斯奎兹的《西班牙年輕貴族肖像畫》（Junger spanischer Edelmann），89 × 69cm，約作於1626-1631年，來自杜塞道夫畫廊的收藏
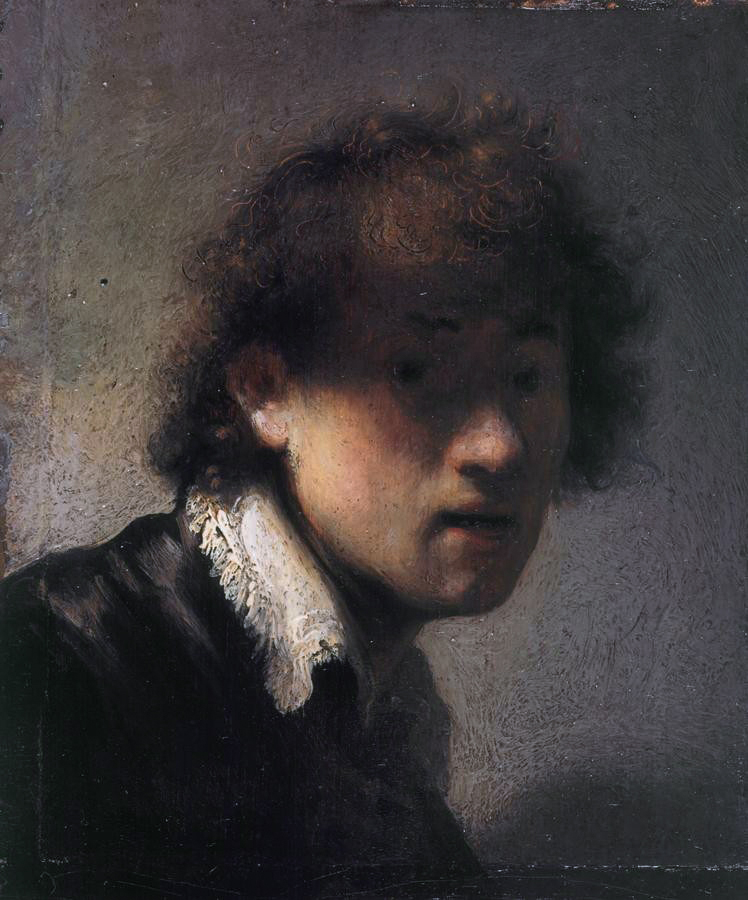
林布蘭的《自畫像》（Jugendliches Selbstbildnis），15.5 × 12.7cm，約作於1629年，1953年始藏
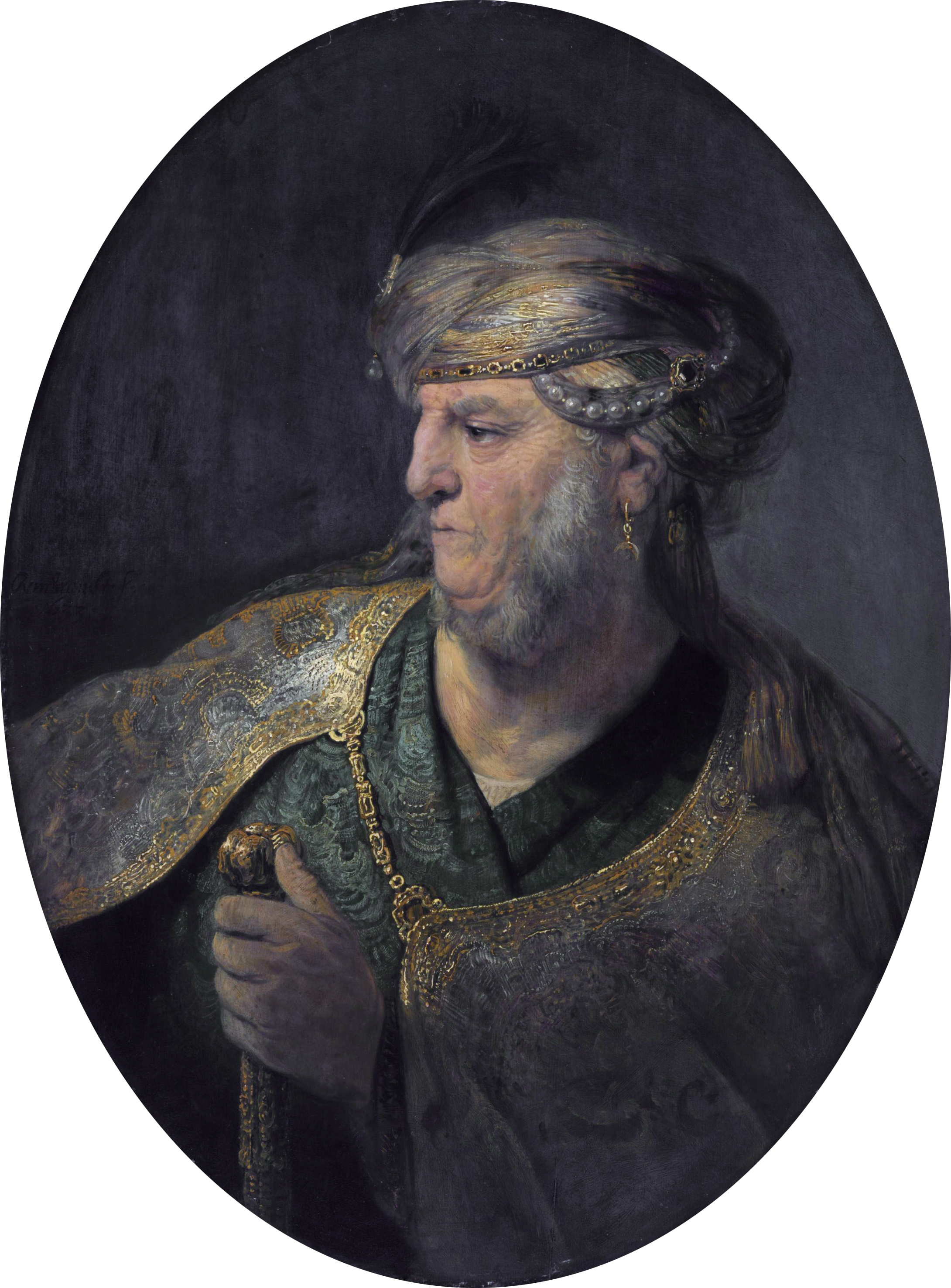
林布蘭的《著東方服飾的男子半身像》（Brustbild eines Mannes in orientalischem Kostüm），85.8 × 63.8cm，約作於1633年，來自茨韋布呂肯的收藏
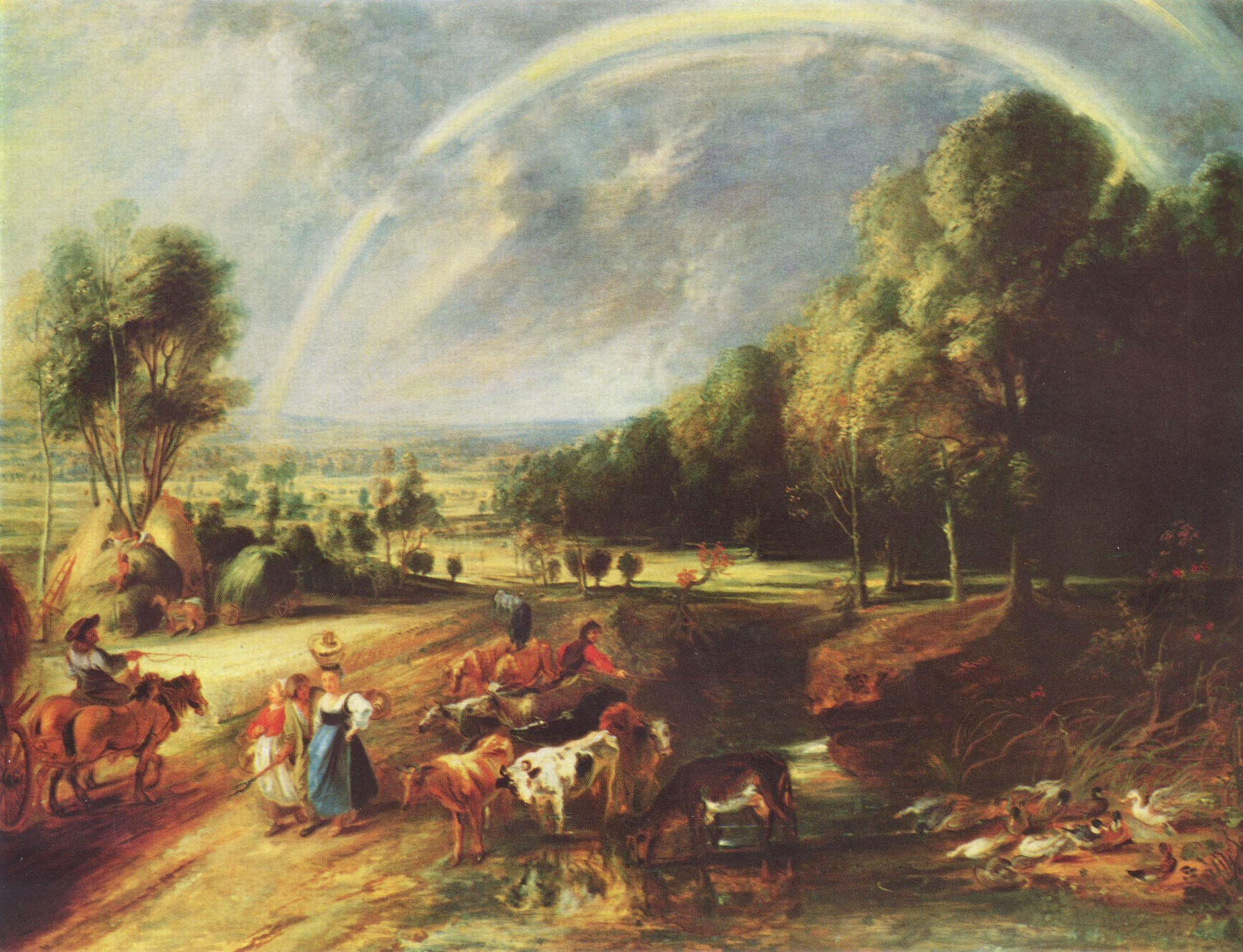
彼得·保羅·魯本斯的《彩虹風景畫（英语：The Rainbow Landscape (1640)）》，94 × 123cm，約作於1640年，來自杜塞道夫畫廊的收藏
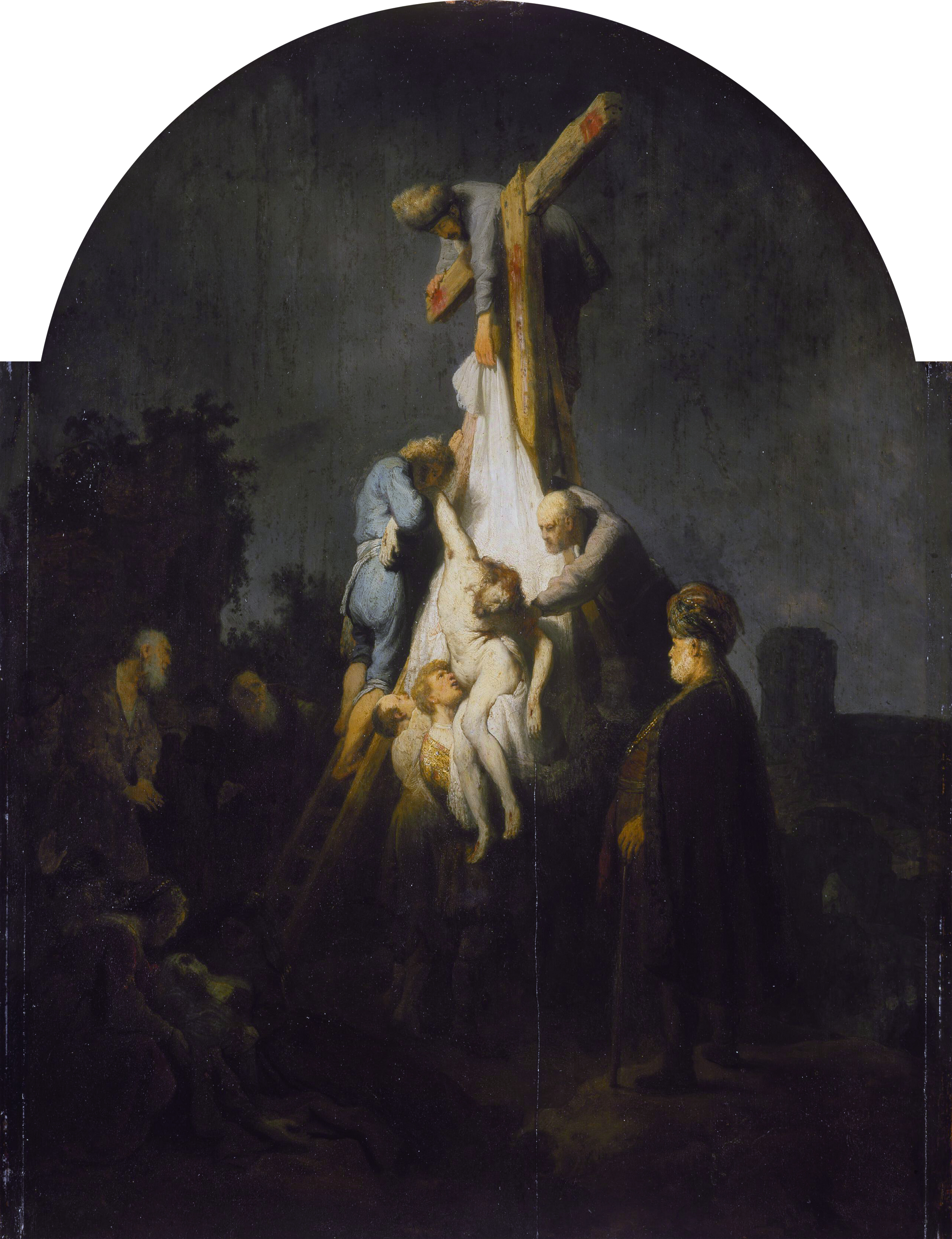
林布蘭的《耶穌卸下十字架（英语：The Descent from the Cross (Rembrandt, 1633)）》，89.4 × 65.2cm，約作於1636-1639年，來自杜塞道夫畫廊的收藏
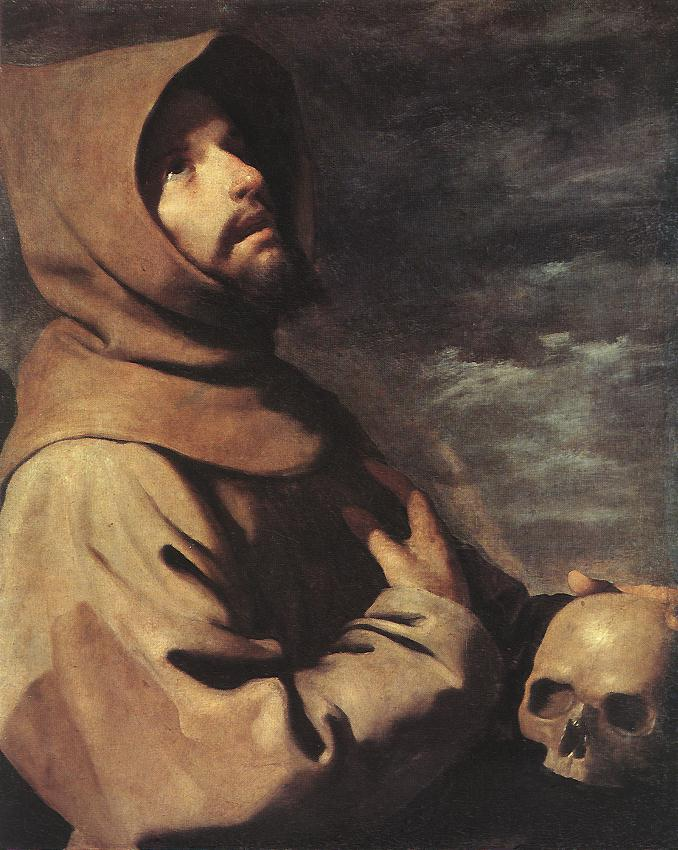
弗朗西斯科·德·祖巴蘭的《亞西西的方濟各》（Franz von Assisi），65 × 53cm，約作於1660年
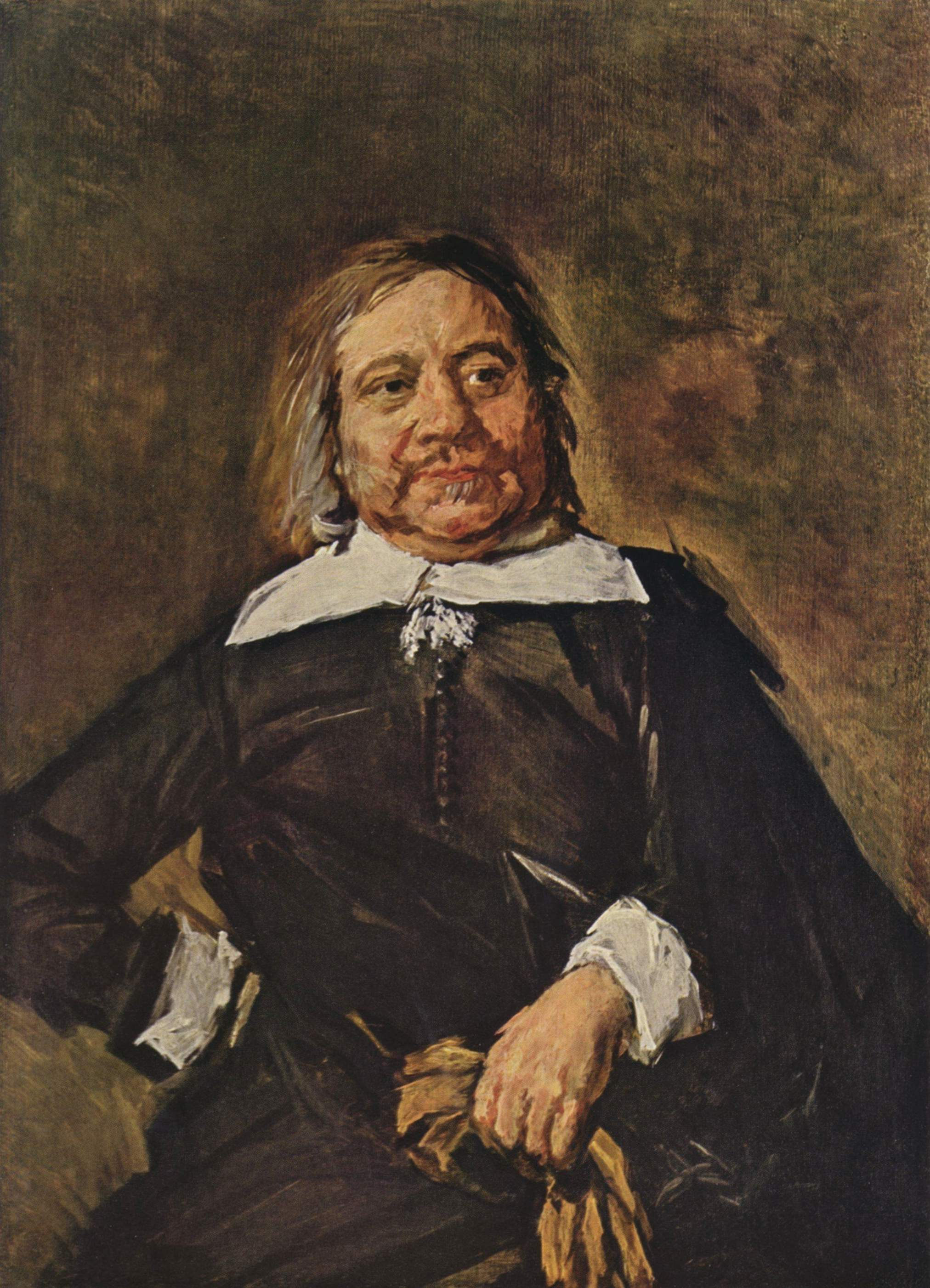
弗蘭斯·哈爾斯的《威廉·克羅斯肖像畫》（Portrait of Willem Croes），47.1 × 34.4cm，約作於1660年，1906年始藏
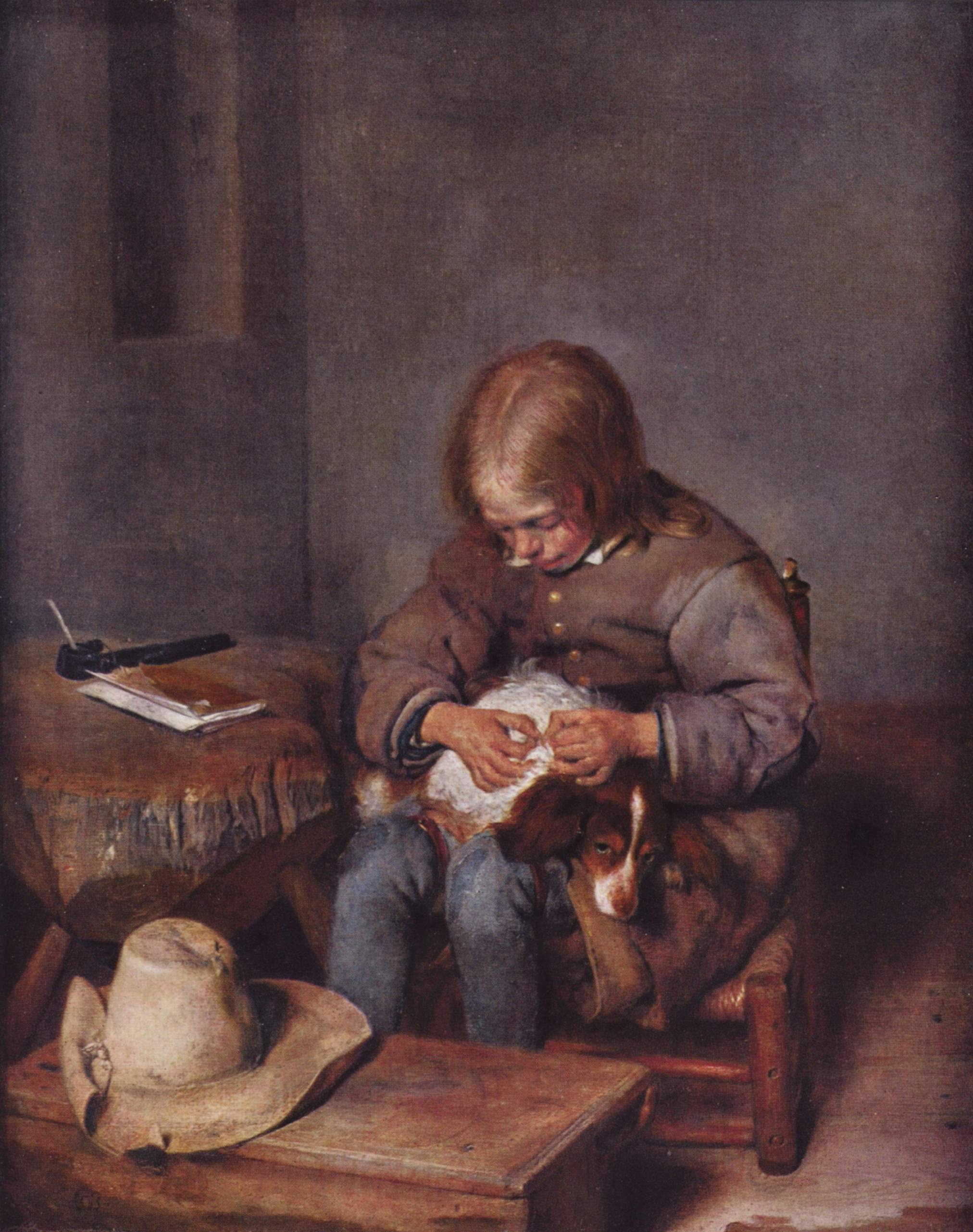
赫拉德·特博赫的《幫狗抓跳蚤的男孩》（Knabe floht seinen Hund），34.4 × 27.1cm，約作於1665年，來自杜塞道夫畫廊的收藏
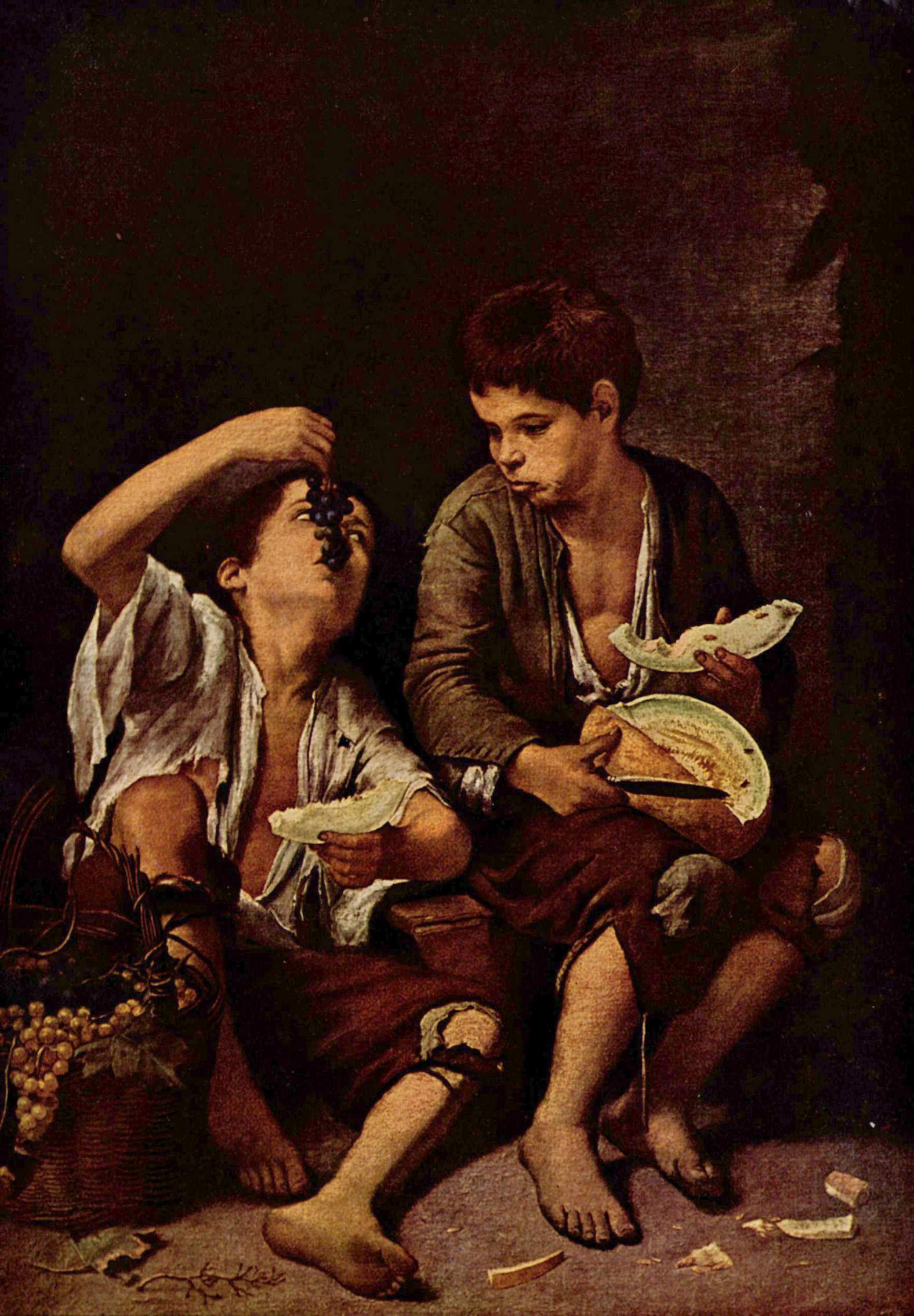
巴托洛梅·埃斯特萬·牟利羅的《吃水果的少年》（Die Melonenesser），146 × 104cm，約作於1670年，1698年始藏
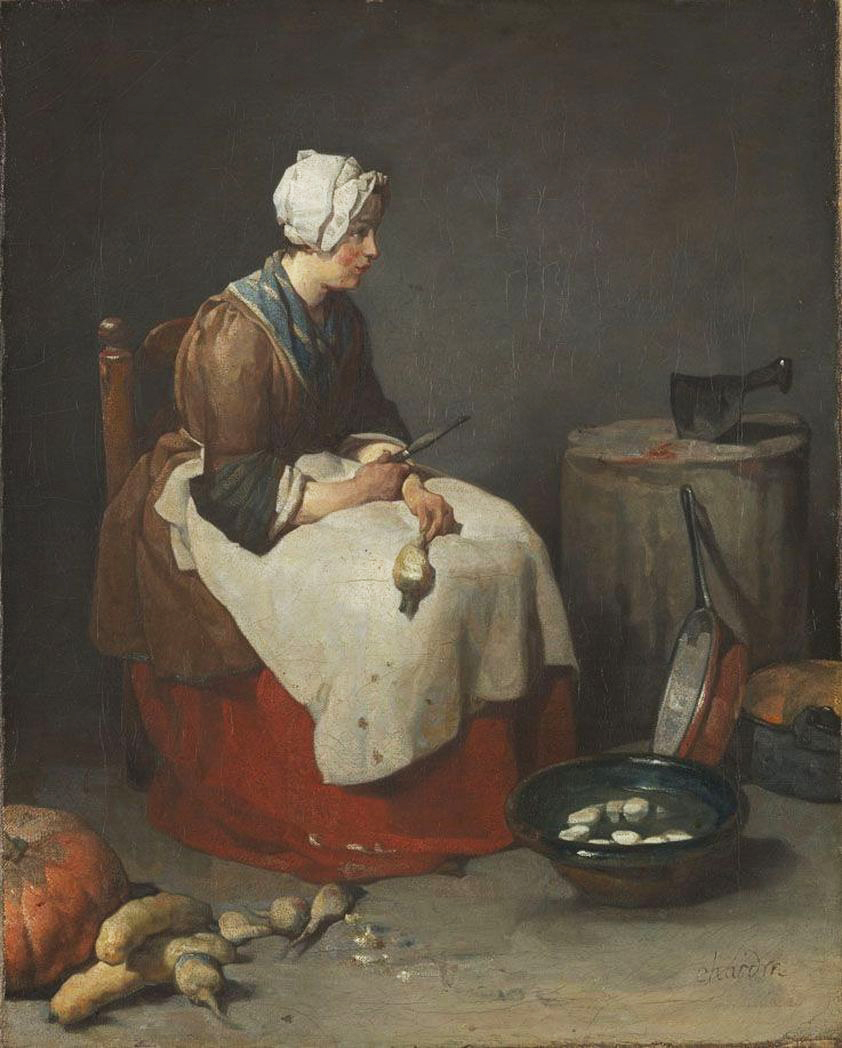
讓·巴蒂斯特·西梅翁·夏爾丹的《洗蘿蔔的女子》（Die Rübenputzerin），46 × 37cm，約作於1740年，來自茨韋布呂肯的收藏
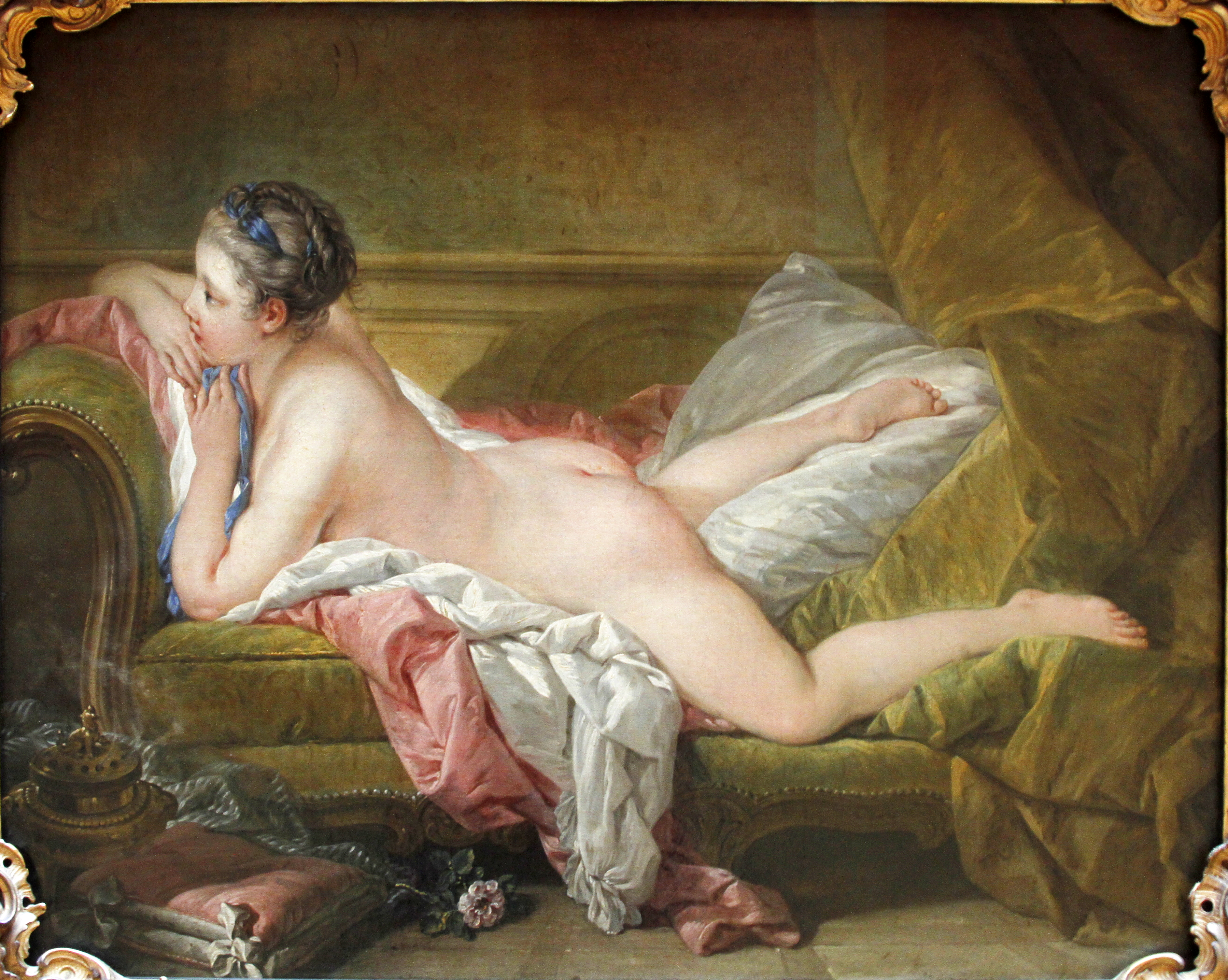
法蘭索瓦·布雪的《金髮宮女（英语：The Blonde Odalisque）》，59 × 73cm，約作於1752年，來自茨韋布呂肯的收藏
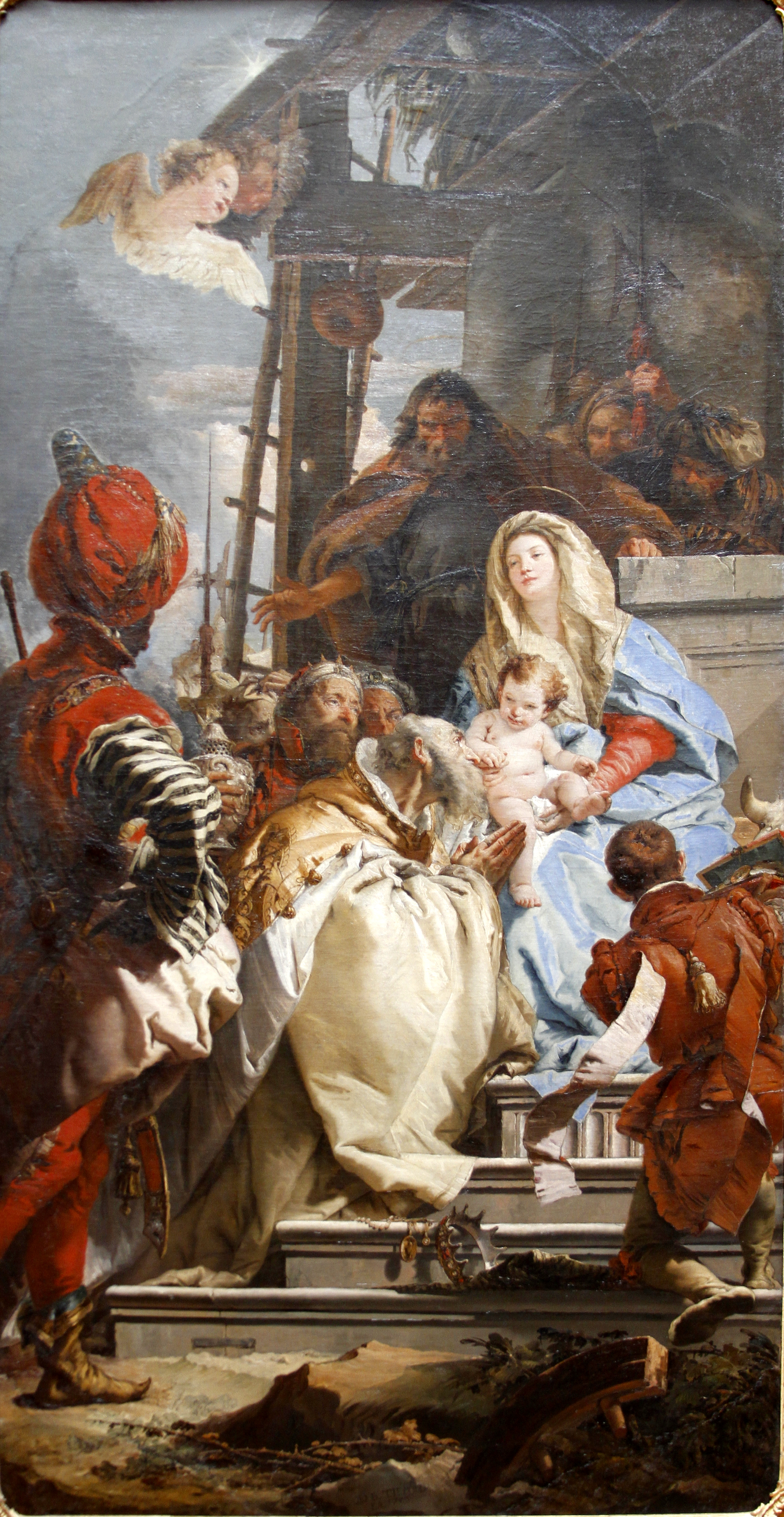
喬瓦尼·巴提斯塔·提也波洛的《三博士來朝》（Adorazione dei Magi），408 × 210.5cm，約作於1753年，1804年始藏
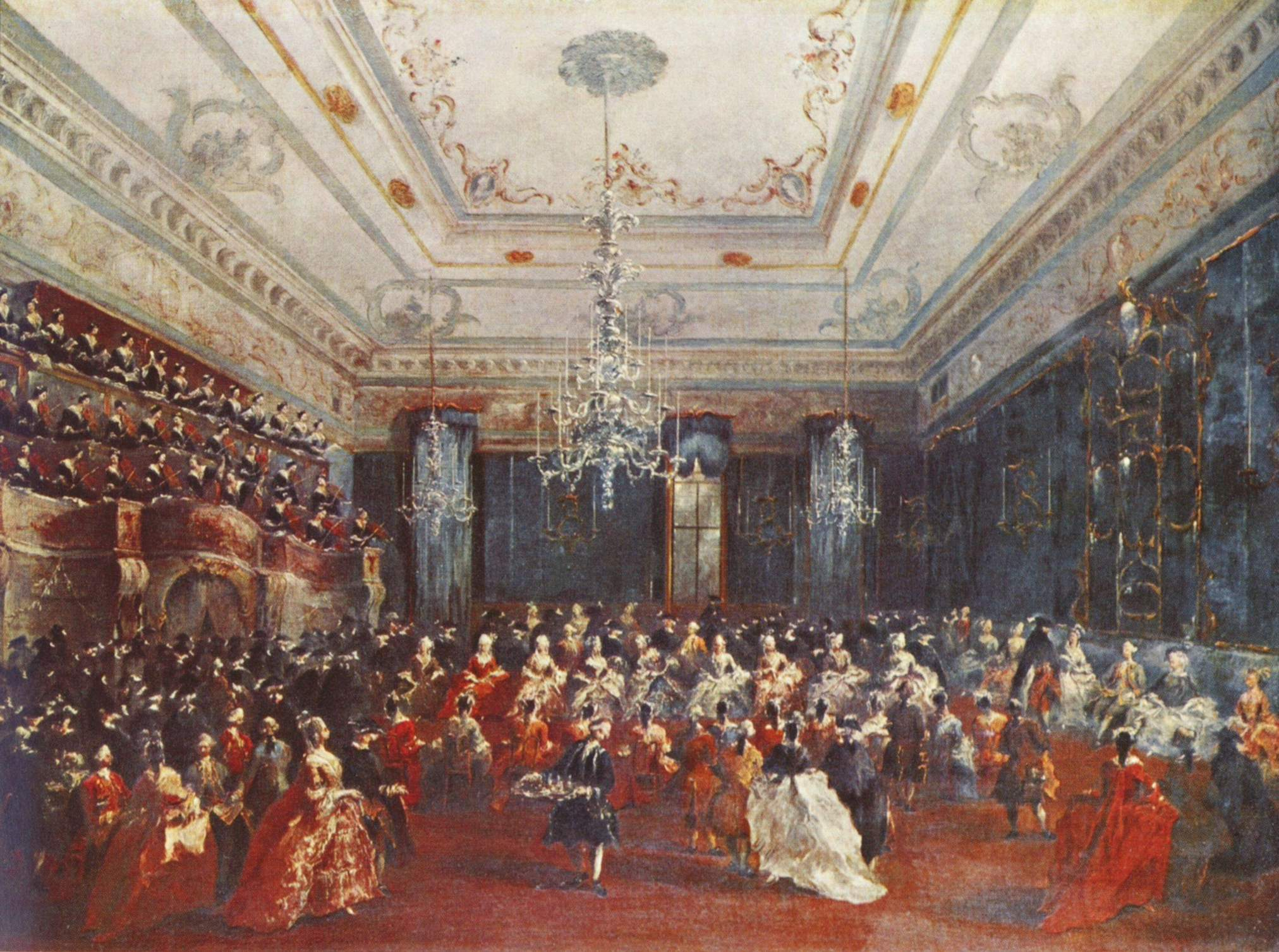
的《節日音樂會（義大利語：Concerto di dame al Casino dei Filarmonici）》，67.7 × 90.5cm，約作於1782年，1909年始藏

### 引用
1. ↑   Borghesi, p.11.
2. ↑   Borghesi, p.12.
3. ↑   Borghesi, p.14.
4. ↑   Borghesi, p.14.
5. ↑   Borghesi, p.15.
6. ↑   Borghesi, p.16.
7. ↑   Borghesi, p.8.
8. ↑   Borghesi, p.23.
9. ↑   Borghesi, p.21.
10. ↑   Borghesi, p.22.
11. ↑   Borghesi, p.24.
12. ↑   Borghesi, p.25.
13. ↑   Borghesi, p.28.
14. ↑   Borghesi, p.34.
15. ↑   Borghesi, p.36.
16. ↑   Borghesi, p.38.
17. ↑   Borghesi, p.42.
18. ↑   Borghesi, p.46.
19. ↑   Borghesi, p.48.
20. ↑   Borghesi, p.49.
21. ↑   Borghesi, p.52.
22. ↑   Borghesi, p.54.
23. ↑   Borghesi, p.55.
24. ↑   Borghesi, p.56.
25. ↑   Borghesi, p.58.
26. ↑   Borghesi, p.60.
27. ↑   Borghesi, p.64.
28. ↑   Borghesi, p.66.
29. ↑   Borghesi, p.68.
30. ↑   Borghesi, p.72.
31. ↑   Borghesi, p.73.
32. ↑   Borghesi, p.74.
33. ↑   Borghesi, p.76.
34. ↑   Borghesi, p.79.
35. ↑   Borghesi, p.80.
36. ↑   Borghesi, p.83.
37. ↑   Borghesi, p.86.
38. ↑   Borghesi, p.91.
39. ↑   Borghesi, p.92.
40. ↑   Borghesi, p.94.
41. ↑   Borghesi, p.98.
42. ↑   Borghesi, p.100.
43. ↑   Borghesi, p.102.
44. ↑   Borghesi, p.104.
45. ↑   Borghesi, p.105.
46. ↑   Borghesi, p.108.
47. ↑   Borghesi, p.110.
48. ↑   Borghesi, p.112.
49. ↑   Borghesi, p.113.
50. ↑   Borghesi, p.114.
51. ↑   Borghesi, p.118.
52. ↑   Borghesi, p.123.
53. ↑   Borghesi, p.124.
54. ↑   Borghesi, p.121.
55. ↑   Borghesi, p.130.
56. ↑   Borghesi, p.134.
57. ↑   Borghesi, p.135.
58. ↑   Borghesi, p.139.
59. ↑   Borghesi, p.140.
60. ↑   Borghesi, p.144.
61. ↑   Borghesi, p.145.
62. ↑   Borghesi, p.146.
63. ↑   Borghesi, p.147.
64. ↑   Borghesi, p.148.
65. ↑   Borghesi, p.149.
66. ↑   Borghesi, p.150.
67. ↑   Borghesi, p.151.